# Grazer AK
Der Grazer Athletiksport-Klub (abgekürzt GAK) ist ein Grazer Sportverein. Er wurde im Jahr 1902 als Fußballverein gegründet. Durch diese Sportart erlangte er internationale sowie vor allem im Tennis, der Leichtathletik und im Schwimmsport nationale Bekanntheit. Mit dem Fußballverein entstand durch weitere Sektionen schnell ein Allroundsportverein, der im Laufe seiner Geschichte Meisterschaftserfolge in insgesamt 17 Sportarten zu verzeichnen hatte.

## Aktuelle Vereinsstruktur
Bis 1975/77 wurden alle Sektionen vom Stammverein direkt geführt. Danach wurden sie in einzelne Vereine ausgegliedert; der Stammverein hat seitdem nur mehr eine Verwaltungsfunktion und trägt die Namensrechte.

„Der Verein ist ein Zweigverein des Grazer Athletiksport-Klub-Stammverein mit eigener Rechtspersönlichkeit.
Die Satzungen des GAK-Stammvereins gelten als Grundlage der Statuten des Zweigvereins. […]
Die Mitglieder sind gleichzeitig Mitglieder des GAK-Stammvereins.“

„[Die] Zweigvereine sind dem Klub eingegliedert, aber rechtlich eigenständig. […] Ordentliche Mitglieder, das sind automatisch die Vollmitglieder der eingegliederten Zweigvereine, welche den Namen GAK in ihrem Vereinsnamen führen.“

Zurzeit gibt es folgende Vereine, die den Namen GAK aufgrund von Gestattungsverträgen des Stammvereins (ZVR-Zahl: 768300052) führen dürfen:
- Grazer Athletiksport-Klub-Tennis, kurz GAK-Tennis

(ZVR-Zahl: 390954616, 16. Juli 1975), Tennis wird seit 1902/03 betrieben
- GAK 1902, Grazer Athletiksport-Klub-Fußball, kurz GAK 1902

(ZVR-Zahl: 805567199, 20. Dezember 2012), am 14. März 2014 in den Stammverein eingegliedert
- Grazer Athletiksport-Klub Juniors, kurz GAK-Juniors

(ZVR-Zahl: 153434814, 29. Oktober 2012), 2012 in den Stammverein eingegliedert
- Grazer Athletiksport-Klub Kangaroos-Klub, kurz GAK-Kangaroos oder GAK-Basketball

(ZVR-Zahl: 431747526, 23. März 1977), Basketball wird seit 1950 betrieben
- Grazer Athletiksport-Klub-Wasserspringen, kurz GAK-Wasserspringen oder GAK-Diving

(ZVR-Zahl: 957751564, 2. März 1994 – bis dahin einzig aktive Sektion des Stammvereins), seit 1911 betrieben
Der GAK, Grazer Athletiksport-Klub-Fußball, kurz GAK oder GAK-Fußball
ist in der ZVR-Zahl: 467034528, seit 7. März 1977 zu finden. Sein Status als eigenständiger Zweigverein des Stammvereins ist verloren und seit 20. September 2022 aufgelöst.
GAK Juniors (als Sektion Jugend) mit dem GAK 1902 vereinigt.

## Geschichte der GAK-Fußballsektion bzw. der Fußball-Zweigvereine

### 1902–1944: Hintergründe, Gründungsmythos, Serienmeister & erster nationaler Titel

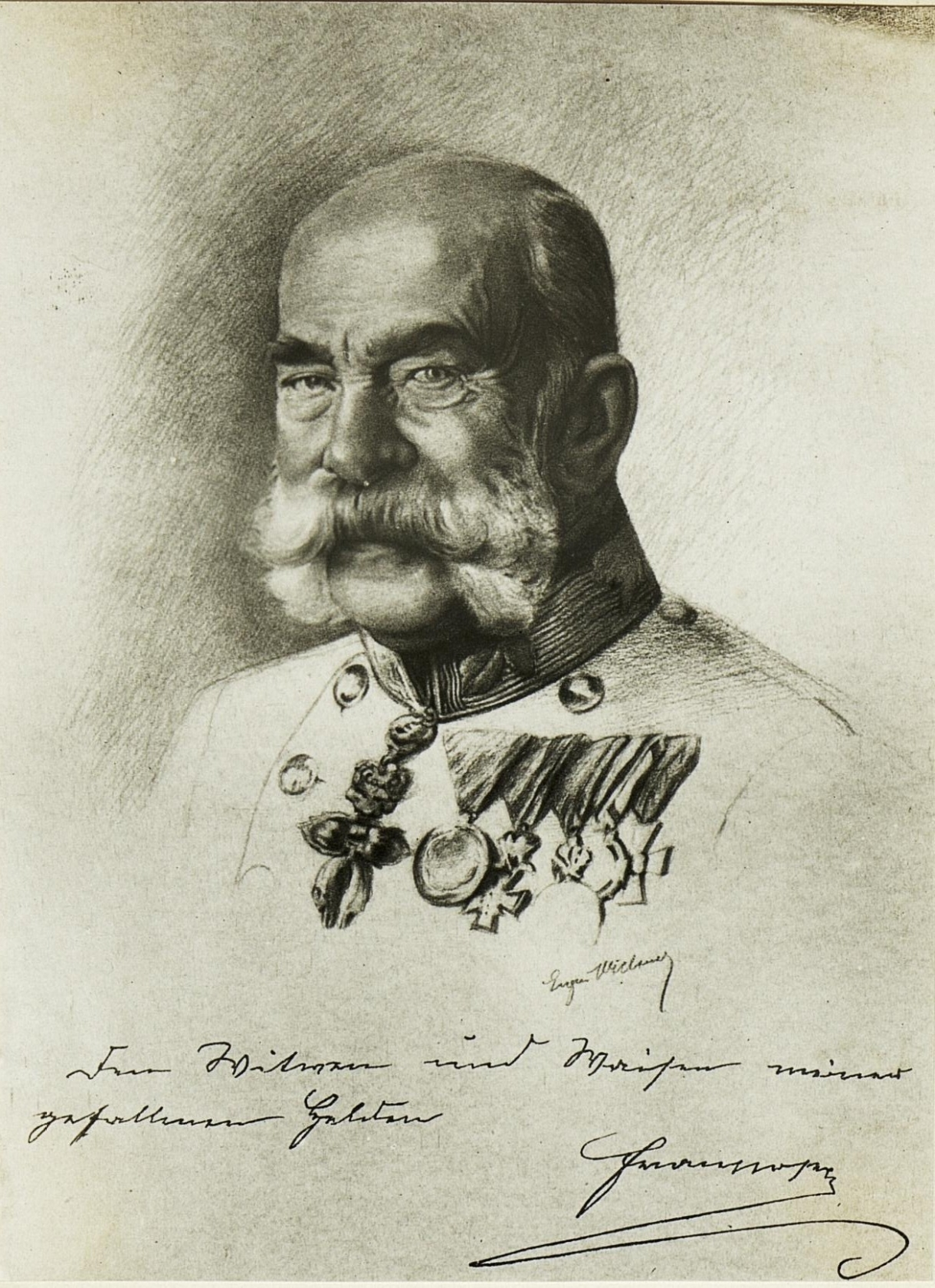
Gründungsmythos 18. August 1902: Am Geburtstag Kaiser Franz Josephs I. wurde demgemäß der Grazer Athletiksport Club aus der Taufe gehoben. Das erste Fußballtraining des neuen Klubs fand an diesem höchsten Feiertag der k. u. k. Monarchie statt. Die offizielle Gründung des Vereins war aber bereits am 14. Juli gewesen.

Im Jahr 1893 brachte der Medizinstudent Georg-August Wagner den Fußballsport von Prag nach Graz.
Eine Gruppe von Allroundsportlern (Turner, Radfahrer und Bergsteiger) des Techniker Alpenklubs, die in Graz studierten, fand Gefallen am Fußballsport.
Im Zuge dieser Entwicklung soll im März 1894 in Graz das erste Fußballspiel auf dem noch heute existierenden Platz der Landesturnhalle im Grazer Stadtpark stattgefunden haben. Der Termin ist allerdings nicht zu halten. Das Spiel ist höchstwahrscheinlich im 3. Quartal 1895 über die Bühne gegangen. Gemutmaßt wird der 7. Juli.
Obwohl die Bevölkerung wenig bis gar kein Verständnis für diese neue Sportart zeigte, fand der Fußball nach und nach auch bei Mittelschülern Anklang und es bildeten sich „Gassenmannschaften“.
Um den Lehrern nicht Anlass zu Ärgernis zu geben, wurden von den Mittelschülern sogar Decknamen für die Zeitungsberichte verwendet.

„Im Jahr 1902 wurde am 9. [sic!] August der Grundstein für den Grazer Allroundsportklub gelegt, wobei der Wiener Athletiksportklub, der als Allroundverein damals in Österreich führend war, als Vorbild diente. Deshalb haben wir auch den Namen Grazer Athletiksportklub ausgewählt. […] Als in der Körösistraße eine große Wiese gefunden wurde, kamen die Verhandlungen um den Erwerb dieses Platzes zum Ausbau unserer Sportstätte bald zu einem günstigen Abschluß, wobei meine Mutter, Anna Markel, sich als noble Patin zeigte und den Pachtschilling erlegte und uns auch weiterhin finanziell unterstützte.
Das erste Fußballspiel gegen einen auswärtigen Gegner auf unserem Platze in der Körösistraße bestritten wir gegen den Fußballklub Ödenburg, der 4 : 1 besiegt wurde. Der bekannte Grazer Radsportsmann Franz Seeger gründete eine Radfahrsektion, später dann folgten Sektionen für Leichtathletik, Schwimmen, Fechten und Wintersport, aber auch das erste Ping-Pong-Turnier in Graz wurde im Jahr 1903 vom GAK durchgeführt. Wir waren allen steirischen Vereinen damals weit überlegen und erst nach dem Ersten Weltkrieg erwuchs im Sportklub Sturm im Fußballsport ein ebenbürtiger Rivale.“

Die konstituierende Sitzung fand allerdings schon am 21. Juli statt und die Nichtuntersagung durch die k. k. Statthalterei erfolgte bereits am 14. Juli 1902. Der 18. August 1902 bleibt somit ein Mythos, der freilich über Jahrzehnte hinweg, v. a. durch die Jubiläumsschrift „25 Jahre GAK“ 1927, bis in die Gegenwart gerne befeuert wird.
| Die Vereinsgründer: |
| ------------------- |
| Anton Blaschek      |
| Robert Brodner      |
| Rudolf Brodner      |
| Franz Egger         |
| Cornelius Hoffer    |
| Fritz Köhler        |
| August Maggi        |
| Albert Maresch      |
| Carl Ludwig Markel  |
| Raimund Novak       |
| Max Pfeiffer        |
| Franz Seeger        |
| Fritz Schmiderer    |
| Franz Schreiner     |
| Julius Stanger      |
| Rudolf Stanger      |
| Fritz Starkel       |

Als Vereinsplatz wurde ein Areal zwischen Körösistraße und Mur im Bezirk Geidorf ausersehen (die „Hauptmühlwiese“), der für die folgenden 103 Jahre Heimstätte sein sollte. Besitzer war das Ältere Grazer Bäcker-Mühlenkonsortium. Der GAK-Platz (später Casino-Stadion GAK) war gefunden. Gespielt wurde anfänglich gegen die Kontrahenten vom ASV. Das erste internationale Vergleichsspiel fand, bereits auf eigener Heimstätte, gegen den FC Ödenburg statt (4:1-Erfolg des GAK). 1905 und 1906 bekam man mit den London Pilgrims erstmals Besuch vom Fußball-Mutterland. Der Platz wurde mit der Zeit auch für leichtathletischen Bewerbe adaptiert; u. a. gab es 1913 den Einbau einer elektrischen Zeitnehmung, dazu wurde auch am Westteil des Platzes eine Holztribüne errichtet, die erst 1969 durch einen Neubau ersetzt wurde. Auch die Anlagen für die Tennissektion entstanden in dieser Zeit. Heute wird noch das traditionelle Areal der Tennissektion, seit 1986 um eine Tennishalle erweitert, genutzt.
1911 zählte der GAK zu den Gründungsmitgliedern des Deutsch-Alpenländischen Fußballverbandes (dem heutigen Steirischen Fußballverband) und stellte mit Eduard Krodemansch auch gleich den ersten Obmann, später u. a. Albert Gaischegg, Hermann Krauth und Franz Ircher (1934–1938, 1949–1951). Die erste große Bewährungsprobe des Vereins war der Erste Weltkrieg, durch den der Sportbetrieb in weiten Teilen eingestellt und zu befürchten war, dass auch die eigene Sportstätte für andere Zwecke verwendet wird. Anekdotisch berichtet Roman Posch später anlässlich des 25-jährigen Vereinsbestandes über die Ereignisse:

„[…] mich freute der positive Erfolg, daß unsere Heimkehrer ihre alte, liebgewordene Stätte friedlichen Sportkampfes fast unverändert wiederfanden. Noch größere Freude aber bereitete mir der Aufschwung des Fußballsportes nach dem Kriege, der noch nie gesehene und in den Friedensjahren nur erträumte Tausende von Zusehern auf den Platz brachte.“

Zunächst war der Grazer (Herbst-)Messepokal (1906–1911, 1913, 1914, 1924, 1925), den die Athletiker viermal gewannen, der wichtigste Wettbewerb. Meisterschaftsbetrieb im heutigen Sinn hatte es anfangs nur für zweitklassige Vereine (1912 bis 1914 und 1919) gegeben, ehe 1920/21 die erste steirische Meisterschaft (meist als 1. Klasse bezeichnet) eingeführt wurde, wobei die ersten drei Austragungen noch inoffiziell waren und die Mannschaften mehr oder weniger aus Graz und Umgebung stammten. Erst ab 1923/24 gab es eine gesamtsteirische Meisterschaft (1925 bis 1928 als Jahresmeisterschaft).
| Der Grazer (Herbst-)Messepokal 1906 bis 1914, 1924, 1925: | Der Grazer (Herbst-)Messepokal 1906 bis 1914, 1924, 1925: | Der Grazer (Herbst-)Messepokal 1906 bis 1914, 1924, 1925:                                                   |
| Jahr                                                      | Platz                                                     | Bemerkungen                                                                                                 |
| --------------------------------------------------------- | --------------------------------------------------------- | --- |
| 1906                                                      | 01.                                                       | Finale gegen GAK II 8:1                                                                                     |
| 1907                                                      | 02.                                                       | Finale gegen Wr. Sportklub II 2:5                                                                           |
| 1908                                                      | 02.                                                       | Finale gegen Germania Schwechat 0:2                                                                         |
| 1909                                                      | 03.                                                       | Semifinale gegen GSV 2:3                                                                                    |
| 1910                                                      | 02.                                                       | Finale gegen GSV 1:2                                                                                        |
| 1911                                                      | 01.                                                       | Finale gegen DAC Eiche Cilli 5:0                                                                            |
| 1912                                                      | 0-                                                        | keine Austragung                                                                                            |
| 1913                                                      | 01.                                                       | Finale gegen 1. SC Wr. Neustadt 14:1 – der GAK erhielt nach dem 3. Sieg den von der Messe gestifteten Pokal |
| 1914                                                      | 0?                                                        | möglicherweise wegen Ausbruch 1. Weltkrieg abgebrochen                                                      |
| 1924                                                      | 03.                                                       | |
| 1925                                                      | 01.                                                       | Finale gegen SK Sturm Graz 2:1                                                                              |

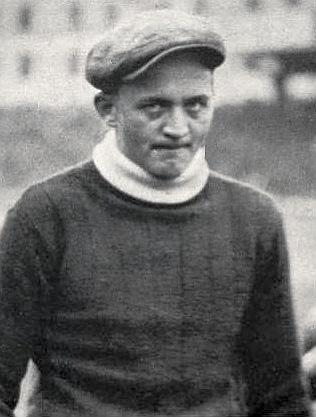
Rudi Hiden im April 1939. Der Torhüter wechselte vom GAK zum WAC, später nach Frankreich zum RC Paris. Er spielte für Österreich und Frankreich.

In den Jahren 1922, 1924 sowie zwischen 1926 und 1933 wurde der GAK jeweils Steirischer Meister. Mit dem Landesliga-Titel 2017/18 ist der GAK somit mit 11 Meisterschaften ex aequo Rekordmeister. 1929, 1932 und 1933 holte man mit dem Österreichischen Amateurstaatsmeister die ersten nationalen Titel in die Steiermark und ist Rekordmeister dieses ersten österreichweiten Fußballwettbewerbs. Überregionale Aufmerksamkeit erfuhr der Verein durch den jungen Torhüter Rudi Hiden. Dieser wechselte 1927 vom GAK zum ehemaligen Namensgeber und damaligen Spitzenklub Wiener AC. Er wurde der erste ÖFB-Nationalspieler aus der Steiermark und kurz darauf zum Tormann des Wunderteams.
| Die Endspiele um die österreichische Amateurstaatsmeisterschaft 1929, 1931 bis 1933: | Die Endspiele um die österreichische Amateurstaatsmeisterschaft 1929, 1931 bis 1933: | Die Endspiele um die österreichische Amateurstaatsmeisterschaft 1929, 1931 bis 1933: | Die Endspiele um die österreichische Amateurstaatsmeisterschaft 1929, 1931 bis 1933: | Die Endspiele um die österreichische Amateurstaatsmeisterschaft 1929, 1931 bis 1933: | Die Endspiele um die österreichische Amateurstaatsmeisterschaft 1929, 1931 bis 1933: |
| Jahr                                                                                 | Österreichischer Amateurmeister                                                      |                                                                                      | Vizeamateurmeister bzw. Finalist                                                     | Spiel 1                                                                              | Spiel 2                                                                              |
| ------------------------------------------------------------------------------------ | ------------------------------------------------------------------------------------ | ------------------------------------------------------------------------------------ | ------------------------------------------------------------------------------------ | ------------------------------------------------------------------------------------ | ------------------------------------------------------------------------------------ |
| 1929                                                                                 | GAK                                                                                  | –                                                                                    | FC Lustenau 07                                                                       | 2:2                                                                                  | 3:0                                                                                  |
| 1931                                                                                 | LASK                                                                                 | –                                                                                    | GAK                                                                                  | 1:1                                                                                  | 2:1                                                                                  |
| 1932                                                                                 | GAK                                                                                  | –                                                                                    | LASK                                                                                 | 2:0                                                                                  | 4:2                                                                                  |
| 1933                                                                                 | GAK                                                                                  | –                                                                                    | FC Lustenau 07                                                                       | 3:1                                                                                  | 4:2                                                                                  |

Sehr früh waren die Rotjacken ein gerne gesehener Gast im Ausland, insgesamt kam man so auf eine stattliche Anzahl von gut 150 Freundschaftsspielen bis 1945, aber auch in der Nachkriegszeit gab es immer wieder Auslandstourneen. Erst in den 1970er-Jahren ging diese Ära zu Ende. Bereits 1914 führte eine erste große Reise nach Split, in den 1920er- und 30er-Jahren u. a. nach Italien, auf den Balkan, Nordafrika, Polen. 1954 gab es eine große Fernosttournee, allerdings mit dem Wertmutstropfen der schweren Verletzung von Stefan Kölly, der daraufhin seine Karriere beenden musste. Weitere Ziele waren u. a. die britischen Inseln, Israel, Algerien oder der Sudan. 1927 waren mit Franz Nemschak, Othmar Keckstein, Konrad Reinthaler und Fritz Sartory vier GAK-Spieler beim 2. Platz des österreichischen Teams bei der Universiade in Rom beteiligt. Sartory, der aufgrund einer im Turnier erlittenen Knieverletzung seine Karriere beenden musste, schoss 4 Tore im Spiel gegen die Schweiz.
Mitte der 1930er-Jahre war es allerdings mit der Dominanz der Roten im steirischen Fußball vorbei und der Verein musste sich mit Plätzen im vorderen Mittelfeld der steirischen Liga begnügen. 1944 musste wegen der Kriegswirren der Spiel- und Meisterschaftsbetrieb in der Steiermark eingestellt werden.
Zum Thema Antisemitismus, den „Arier“-Paragraphen, die Rolle im dritten Reich und den daraus erwachsenden Problemen bei der Wiedergründung nach Kriegsende gibt es hier Dokumente, die versuchen etwas Licht in diesen dunklen Teil der Vereinsgeschichte zu bringen. Insgesamt war die Situation bei einem Mehrspartenverein wohl ambivalent. Bekannt ist, dass z. B. die Handballer und Leichtathleten regimetreuer waren als andere Sektionen. Über das Verhalten der GAK-Fußballsektion gibt die Publikation Erst der Verein, dann die Partei Auskunft.

### 1945–1974: Neubeginn, Goldene Jahre & Zwangsabstieg

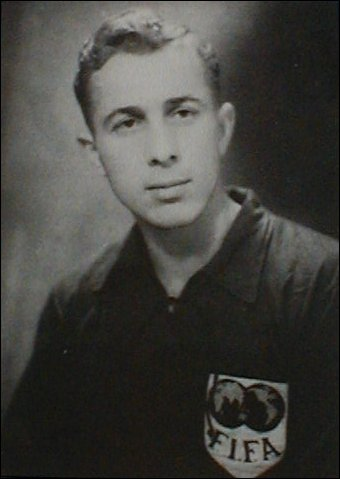
Stellvertretend für viele Spieler aus dem ehemaligen Jugoslawien: Bernhard Vukas spielte von 1963 bis 1965 in der Körösistraße

Nach der Wiedererrichtung des Vereins nach Kriegsende nahm man den Spielbetrieb wieder auf und konnte sich schnell bis 1951 in die höchste österreichische Spielklasse, der damaligen Liga A hocharbeiten. In der ersten Saison wurde der GAK als Sechster bestes Bundesländerteam hinter den Wiener Großklubs. 1952 stellte der Verein mit Stefan Kölly und Paul Halla die ersten Aktiven für die österreichische Fußballnationalmannschaft nach 1945. In der Folge etablierte sich der Klub in der höchsten Spielklasse. 1962 wurde erstmals das Cupfinale erreicht, in dem man aber der Wiener Austria unterlag. Der Lohn war jedoch, erstmals als Verein außerhalb Wiens, für den Europa-Cup spielberechtigt zu sein. Im Europacup der Cupsieger (Austria Wien wurde auch Meister und trat daher im Meistercup an) wurde man allerdings in der ersten Runde vom dänischen Vertreter B 1909 Odense aus dem Wettbewerb geworfen.
| Die Cupfinali 1962 und 1968: |
| --- |
| Cupfinale 1962: 30. Mai 1962, Wien, Praterstadion, 9.000 Zuschauer FK Austria Wien – GAK 4:1 Tore: Nemec (2), Ocwirk, Vargo; Schursch |
| Cupfinale 1968: 23. Mai 1968, Wien, Praterstadion, 7.200 Zuschauer SK Rapid Wien – GAK 2:0 Aufstellung Rapid: Gerald Fuchsbichler, Walter Gebhardt, Walter Glechner, Erich Fak, Walter Skocik, Ewald Ullmann, Anton Fritsch, Jörn 'Johnny' Bjerregaard, Leopold Grausam, Rudolf Flögel, Günter Kaltenbrunner, Coach: Rudolf Vytlačil Aufstellung GAK: Gerfried Hodschar, Gerald Erkinger, Erich Frisch, Johann Klug, Erwin Ninaus, Heinz Schilcher, Walter Koleznik, Johann Geyer, Erwin Hohenwarter (75' Hermann Stessl), Ferdinand Eckhart (46' Johann Scharmann), Radoslav Slovic, Coach: Fritz Kominek Tore: Fritsch, Kaltenbrunner (FE) |

Im Jahr 1963 landete man einen „Sensationstransfer“, als man das Idol des ägyptischen Fußballs, Saleh Selim, für die Frühjahrssaison verpflichtete. Im selben Jahr nahm mit Wilhelm Huberts ein ehemaliger Athletiker als erster Österreicher an der Deutschen Bundesliga teil. Bei der erstmaligen Teilnahme am Messestädte-Cup schied man 1965 gegen den NK Zagreb aus. 1968 folgte der zweite Einzug ins Cup-Finale, in dem es eine Niederlage gegen Rapid gab. Wie bereits 1962 war der GAK dennoch an der Teilnahme im Pokalsiegerbewerb berechtigt, in dem er am niederländischen Titelträger ADO Den Haag mit Trainer Ernst Happel scheiterte. 1973 wurde mit Rang 3 in der, mittlerweile Nationalliga genannten, höchsten Spielklasse die bis dahin beste Platzierung der Klubgeschichte und gleichzeitig erstmals die UEFA-Cup-Qualifikation erreicht. Es kam zu einem knappen Erstrunden-Ausscheiden gegen Panachaiki Patras. 1974 folgte der Zwangsabstieg in die Zweitklassigkeit, nachdem der ÖFB die Bundesliga mit zehn Teilnehmern beschlossen hatte, zu der neben den beiden großen Wiener Vereinen nur je ein Verein aus jedem Bundesland zugelassen wurde. Der GAK stieg als Zweitligameister jedoch umgehend wieder auf.

### 1975–1994: Bundesliga, erster Cup-Sieg, Rückkehr auf den eigenen Platz & erneuter Abstieg

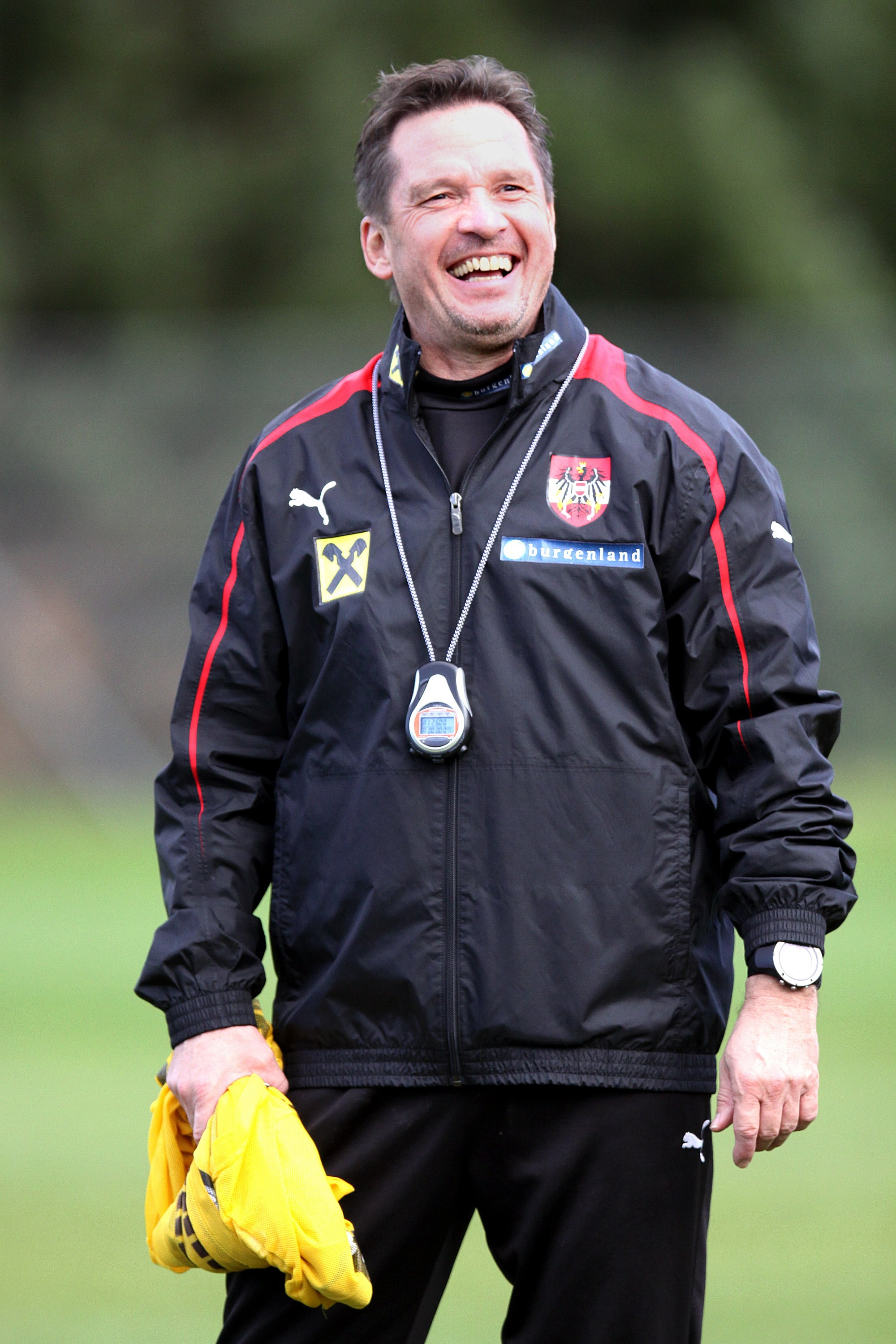
Werner Gregoritsch sorgte beim GAK für große Erfolge: 1976 war er als mehrfacher Torschütze maßgeblich am österreichischen Juniorenmeistertitel beteiligt und im Jahr 2000 als Trainer für den zweiten Cupsieg

Im Jahr 1975 nahm man also einen neuen Anlauf im Oberhaus. 1976 stellte sich in einem anderen Bereich ein erster, großer Erfolg ein. Die GAK-Junioren wurden unter der Leitung des legendären Alfred Kleißner (seit 1952 GAK-Jugendtrainer bzw. -leiter) und Alfred Kutschera, von 1964 bis 1986 Chef der GAK-Jugendabteilung, österreichischer Meister. Matchwinner des Finales war übrigens Werner Gregoritsch, später ein erfolgreicher GAK-Cheftrainer und österreichischer U21-Teamchef. Im Kader war u. a. auch Gerhard Steinkogler, der 1979 zu Werder Bremen wechselte und für den Verein den bis dahin größten Transfererlös in Österreich mit 5,5 Mio. Schilling einbrachte. Steinkogler wechselte nach einer enttäuschenden Zeit in Bremen zurück in die österreichische Bundesliga (Austria Wien, SSW Innsbruck, Vienna), zwischen 1983 und 1984 spielte er dann auch wieder für seinen Stammverein.

Das 2009 wiederverwendete GAK-Logo aus den 1980er-Jahren (um den Schriftzug 1902 ergänzt)

Nach Wiener Vorbild wurde 1976 und dann von 1978 bis 2005 ein weihnachtliches Hallenturnier in der Eishalle Graz-Liebenau ausgetragen (die letzte beiden Veranstaltungen fanden dann schon in der Grazer Stadthalle statt). Die Rotjacken drangen insgesamt elfmal ins Finale vor und blieben fünfmal siegreich. Bereits 1964 gab es ein erstes Turnier in der damals neuen Union-Halle, dass auch der GAK gewinnen konnte. 1984 wurde der GAK Zweiter bei der österreichischen Hallenmeisterschaft und 1999 Dritter beim österreichischen Hallencup.
In der Bundesliga war man nach einigen durchwachsenen Jahren Ende 1979 ganz vorne mit dabei, der Vizemeistertitel wurde 1980 nur knapp verpasst. 1981 folgte dann der erste große Erfolg im Profifußball: Nachdem man SV Chemie Linz, FK Austria Wien, SK Rapid Wien sowie FC Wacker Innsbruck im Pokalbewerb geschlagen hatte, gewann der GAK unter Trainer Vaclav Halama das Cupfinale gegen Austria Salzburg und war damit der erste steirische Verein, der sich einen nationalen Titel im Profifußball auf die Fahnen heften konnte. Im Europacup der Cupsieger nahm man somit erstmals als „echter“ Titelträger teil, aber gegen den Titelverteidiger Dinamo Tiflis (das Auswärtsspiel wurde vor 70.000 Zuschauern ausgetragen) waren die Rotjacken chancenlos. 1982 erreichte man wieder einen dritten Platz, schied aber erneut in der ersten Runde gegen den rumänischen Vertreter aus Hunedoara aus.
| Austria Salzburg: Herbert Rettensteiner – Leopold Lainer, Gerhard Roos, Hannes Winklbauer, Günter Kronsteiner – Franz Bacher, Gerhard Breitenberger, Alfred Lettner (62. Ewald Gröss) – Gerhard Perlak, Hermann Stadler, Hans-Gerd Schildt (52. Jaroslav Pollák) – Trainer: August Starek |
| GAK: Savo Ekmečić – Mario Mohapp, Erwin Hohenwarter, Erich Marko, Paul Bajlitz (68. Mario Zuenelli) – Josef Stering, Ernst Gössl, Ewald Ratschnig, Johann Pigel, – Harald Gamauf, Leo Weiss (59. Richard Burger) – Trainer: Václav Halama                                                 |

| GAK: Savo Ekmečić – Harald Gamauf, Erwin Hohenwarter, Erich Marko, Paul Bajlitz (91. Ewald Ratschnig) – Josef Stering, Ernst Gössl, Mario Zuenelli, Josef Moder – Johann Pigel (81. Leo Weiss), Alfred Riedl – Trainer: Václav Halama                                     |
| Austria Salzburg: Herbert Rettensteiner – Leopold Lainer (91. Ewald Gröss), Hannes Winklbauer, Gerhard Roos, Franz Bacher, Hans-Gerd Schildt, Gerhard Breitenberger, Franz Xaver Meusburger (46. Klaus Schulze), Hermann Stadler, Gerhard Perlak – Trainer: August Starek |

1986 erfolgte die Rückkehr auf den eigenen Platz, mit einem neuen Klubhaus, einer neuen Südtribüne für 3.000 Stehplätze und Business-Logen. Dazu wurde die bestehende Westtribüne (an der Murseite) um einen Stehplatzbereich erweitert und hinter dem Nordtor ein Trainingsplatz errichtet. Allerdings war das Kapitel des „Casino-Stadion GAK“ 1997 auch schon wieder beendet.
1990 stieg der GAK erneut aus dem Oberhaus ab, diesmal verblieb man für fünf Saisonen in der Zweitklassigkeit.

### 1995–2006: Aufstieg, Nachwuchsarbeit & die großen Erfolge

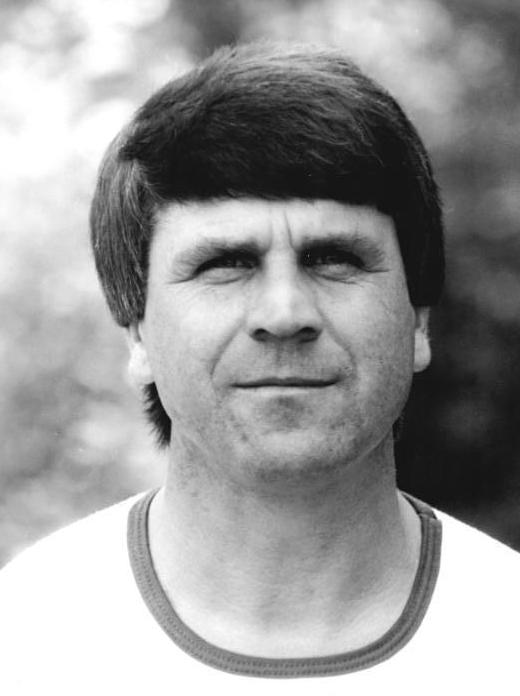
Der Deutsche Hans-Ulrich Thomale, und nicht der Tscheche Vaclav „Wenzel“ Halama, wurde 2002 zum Jahrhundert-Trainer des GAK gewählt: durch ihn stieg die Mannschaft nach fünf Jahren Zweitklassigkeit in das Fußball-Oberhaus auf. Mit Halama gewann der GAK 1981 den ersten Cuptitel

Im Jahr 1995 nahm man unter Hans-Ulrich Thomale als Meister der 2. Bundesliga wieder an der 1. Bundesliga teil. Als Aufsteiger sicherte sich man mit Rang 4 gleich einen UEFA-Cup-Platz. Diesmal überstand man erstmals auch die erste Runde (2. Qualifikationsrunde), warf in der ersten Hauptrunde ebenfalls den Gegner aus dem Bewerb, um sich mit einem großen Verein des europäischen Klubfußballs und späteren Finalisten Inter Mailand konfrontiert zu sehen. Der GAK schied zwar knapp aus, hatte jedoch für Furore gesorgt und sich mit diesem Ereignis wieder zurückgemeldet. Zudem konnte der junge Torhüter Alexander Manninger in den Duellen gegen die Italiener dermaßen überzeugen, dass ihm gelang, woran mit Rudi Hiden in den frühen 1930er-Jahren einer seiner Vorgänger gescheitert war: ein Transfer zum FC Arsenal und erster Österreicher in der obersten englischen Spielklasse. 1997 war der GAK für den Weltmeister von 1990 und bisherigen Co-Trainer des FC Bayern München, Klaus Augenthaler, die erste Station als Chefcoach. Unter Augenthaler erreichte man 1998 und 1999 jeweils den dritten Platz. Die Teilnahmen am Europa-Cup wurden zur Regelmäßigkeit. Im Jahr 2000 wurde der GAK erneut Cupsieger (wieder gegen die damalige Austria Salzburg); erstmals konnte man auch den Supercup (gegen den amtierenden Meister FC Tirol) nach Graz holen.
| Das Cup- und Supercupfinale 2000: |
| --- |
| Cupfinale: 16. Mai 2000, Ernst-Happel-Stadion GAK – SV Austria Salzburg 4:3 (2:1, 2:2, 2:2) i. E. Supercupfinale: 30. Juni 2000, Innsbrucker Tivoli, 5.600 Zuschauer FC Tirol Innsbruck – GAK 0:2 (0:2) |

2001 erhielt der Klub – neben Austria Wien und Admira-Wacker – für seine Jugendausbildung (einer Kooperation mit der HIB Liebenau) den Akademie-Status. Einige bekannte Spieler, auch in der deutschen Bundesliga tätig, entstammen dieser Kaderschmiede bzw. der Jugendabteilung, wie z. B. Zlatko Junuzović (1999–2007), Michael Gregoritsch (2000–2008), Marcel Sabitzer (2001–2008), Valentino Lazaro (2002–2011) oder Sergej Milinkovic-Savic (2002–2006). Zwischen 1989 und 1996 gab es schon ein Bundesnachwuchszentrum (BNZ) unter dem Dach des GAK. Ab der Gründung 1989 bis 1996 und von 2000 bis 2007 bzw. 2009 war der GAK Bestandteil der ÖFB-Toto-Jugendliga (heute: ÖFB-Jugendliga). Nach dem Zwangsabstieg in die 3. Liga verlor der Verein den Akademiestatus. Die Akademie selbst wurde dann als selbständiger Verein weitergeführt und fungiert heute als „Fußballakademie Steiermark“ unter der Führung des SK Sturm. Außerdem wurde zwischen 1995 und 2012 eine zweite Kampfmannschaft, die GAK-Amateure, 1997 bis 2003 in Kooperation mit dem Eggenberger Sportklub (ESK), geführt, die u. a. zwei Vizemeistertitel in der steirischen Landesliga errang (1997, 2006). Bereits in der Saison 1973/74 gab es eine 2. Kampfmannschaft in der fünftklassigen Gebietsliga, die sofort in die Unterliga aufstieg (und dort noch ein Jahr außer Konkurrenz spielte), zwischen 1985 und 1990 ein Kooperationsteam mit dem FC Graz (Gebietsliga) und von 1991 bis 1993 eine Zusammenarbeit mit Flavia Solva. Seit 2015/16 gibt es wieder eine 2. Kampfmannschaft bzw. ab 2020 erstmals eine dritte Kampfmannschaft (geführt von den GAK-Juniors, ab 2021 als Sektion Jugend innerhalb des GAK 1902) im Meisterschaftsbetrieb.
→ Übersicht: Meisterschaftsplatzierungen ÖFB-Jugendliga und weiterer Kampfmannschaften

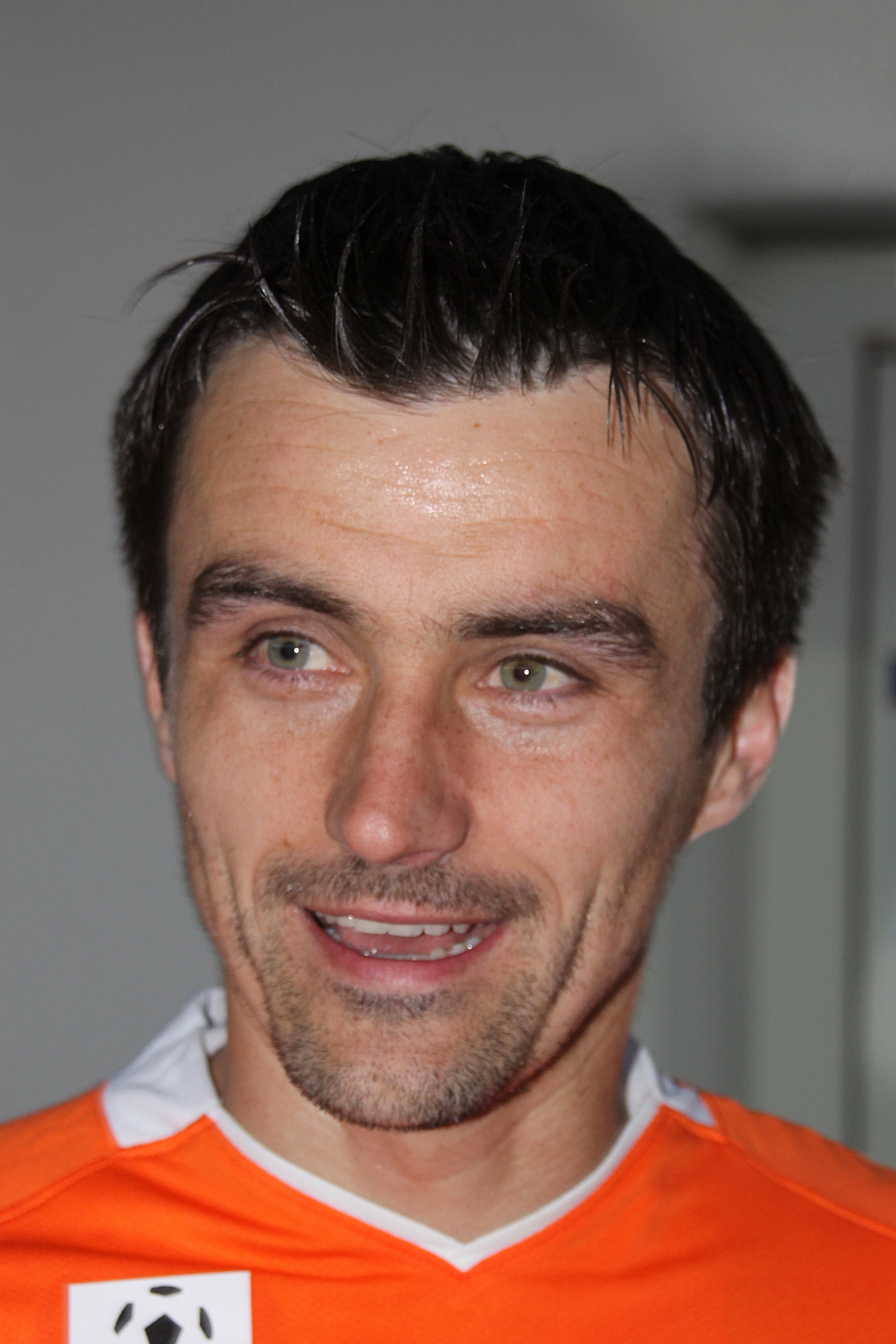
Neben Franz Almer, Mario Tokic, Dieter Ramusch, Martin Amerhauser, Toni Ehmann und anderen eine große Stütze in den erfolgreichen frühen 2000er-Jahren: Mario Bazina. 2005 wurde er Fußballer des Jahres in Österreich und wechselte zum SK Rapid Wien

Zum 100. Vereinsgeburtstag im Jahr 2002 wurde man erneut Cup- und Supercupsieger. Gefeiert wurde übrigens mit einem Freundschaftsspiel gegen Real Madrid. Im Herbst dieses Jahres wurde Walter Schachner als Trainer verpflichtet. Der Obersteirer führte die Mannschaft vom letzten Platz weg in die obere Tabellenregion und schlussendlich noch zum erstmaligen Vizemeistertitel. In der dritten Champions-League-Qualifikationsrunde für den Einzug in die Gruppenphase 2003 scheiterten die Rotjacken nur knapp an Ajax Amsterdam.
| Das Cupfinale 2002: | |
| --- | --- |
| \| Paarung \| GAK – SK Sturm Graz \| \| Ergebnis \| 3:2 (3:0) \| \| Datum \| 12. Mai 2002 um 17:25 Uhr \| \| Stadion \| Arnold-Schwarzenegger-Stadion, Graz \| \| Zuschauer \| 15.400 \| \| Schiedsrichter \| Bernhard Brugger \| \| Tore \| 1:0 Ronald Brunmayr (15., Strafstoß), 2:0 Ronald Brunmayr (20.), 3:0 Jones Kusi-Asare (36.), 3:1 Ivica Vastić (58.), 3:2 Ivica Vastić (90.+1', Strafstoß) \| \| GAK \| Franz Almer – Mario Tokić, Éric Akoto, Jürgen Hartmann, Dieter Ramusch, Aleš Čeh, Boban Dmitrović (76. Joachim Standfest), René Aufhauser, Jones Kusi-Asare, Ronald Brunmayr (85. Gregor Pötscher), Mario Bazina (68. Peter Lérant) Cheftrainer: Thijs Libregts ( Niederlande) \| \| SK Sturm Graz \| Daniel Hoffmann – Günther Neukirchner (16. Martin Pregelj), Francisco Rojas, Gerald Strafner, Eddy Bosnar, Andrej Panadić, Roman Mählich (46. Charles Amoah), Arnold Wetl, Alain Masudi (46. Mariano Fernández), Ivica Vastić, Mario Haas Cheftrainer: Ivica Osim ( Bosnien und Herzegowina) \| \| Gelbe Karten \| Éric Akoto, Jürgen Hartmann, Dieter Ramusch, René Aufhauser – Gerald Strafner, Eddy Bosnar \| \| Platzverweise \| Jürgen Hartmann (67.) – keine \| | |
| Paarung | GAK – SK Sturm Graz |
| Ergebnis | 3:2 (3:0) |
| Datum | 12. Mai 2002 um 17:25 Uhr |
| Stadion | Arnold-Schwarzenegger-Stadion, Graz |
| Zuschauer | 15.400 |
| Schiedsrichter | Bernhard Brugger |
| Tore | 1:0 Ronald Brunmayr (15., Strafstoß), 2:0 Ronald Brunmayr (20.), 3:0 Jones Kusi-Asare (36.), 3:1 Ivica Vastić (58.), 3:2 Ivica Vastić (90.+1', Strafstoß) |
| GAK | Franz Almer – Mario Tokić, Éric Akoto, Jürgen Hartmann, Dieter Ramusch, Aleš Čeh, Boban Dmitrović (76. Joachim Standfest), René Aufhauser, Jones Kusi-Asare, Ronald Brunmayr (85. Gregor Pötscher), Mario Bazina (68. Peter Lérant) Cheftrainer: Thijs Libregts ( Niederlande)               |
| SK Sturm Graz | Daniel Hoffmann – Günther Neukirchner (16. Martin Pregelj), Francisco Rojas, Gerald Strafner, Eddy Bosnar, Andrej Panadić, Roman Mählich (46. Charles Amoah), Arnold Wetl, Alain Masudi (46. Mariano Fernández), Ivica Vastić, Mario Haas Cheftrainer: Ivica Osim ( Bosnien und Herzegowina) |
| Gelbe Karten | Éric Akoto, Jürgen Hartmann, Dieter Ramusch, René Aufhauser – Gerald Strafner, Eddy Bosnar |
| Platzverweise | Jürgen Hartmann (67.) – keine |

| Das Supercupfinale 2002:                                                            |
| ----------------------------------------------------------------------------------- |
| 6. Juli 2002, Stadion Graz-Liebenau, 12.500 Zuschauer SK Sturm Graz – GAK 0:3 (0:1) |

Der GAK wurde 2004 schließlich erstmals österreichischer Fußballmeister. Zudem wurde man zum vierten Mal Österreichischer Cupsieger, holte also auch erstmals das Double. Roland Kollmann wurde in diesem Jahr mit 27 Toren auch noch Torschützenkönig, nachdem schon zwei Jahre davor Ronald Brunmayr, auch mit 27 Treffern, die Torjägerkanone gewinnen konnte.
| Die Meistermannschaft von 2004: | Die Meistermannschaft von 2004: |
| ------------------------------- | --- |
| Grazer AK                       | - Tor: Franz Almer (3/-); Andreas Schranz (33/-) - Abwehr: Anton Ehmann (27/3); Thomas Lechner (1/-); Mario Majstorović (6/-); Emanuel Pogatetz (31/1); Gregor Pötscher (30/-); Joachim Standfest (32/-); Mario Tokić (35/4) - Mittelfeld: Martin Amerhauser (28/2); René Aufhauser (28/5); Mario Bazina (33/7); Matthias Dollinger (28/1); Nikola Milinković (15/-); Samir Muratović (14/1); Dieter Ramusch (27/1); David Sencar (2/-); Gernot Sick (24/1); Libor Sionko (15/2) - Sturm: Michaël Goossens (13/-); Dominic Hassler (8/1); Roland Kollmann (32/27); Ilčo Naumoski (10/3); Skelley Adu Tutu (6/-) - Trainer: Walter Schachner |

| Das Cup- und Supercupfinale 2004: |
| --- |
| Cupfinale: 23. Mai 2004, Stadion Wals-Siezenheim, 7.900 Zuschauer GAK – FK Austria Wien 5:4 i. E. (0:1) (2:2) (3:3) |
| Das Finale des ÖFB-Pokals wurde am 23. Mai 2004 vor 7900 Zuschauern im Stadion Wals-Siezenheim ausgetragen. Die Grazer Athletiker gewannen nach dramatischen 120 Minuten Spielzeit (Nach 90 Minuten 2:2, nach 120 Minuten 3:3) gegen die Wiener Austria im Elfmeterschießen mit 5:4. Die Torfolge in den 120 Minuten: 0 : 1 Radoslav Gilewicz (28. Min.), 1 : 1 Mario Bazina (45. Min.), 1 : 2 Sean Dundee (64. Min.), 2 : 2 Roland Kollmann (86. Min.), 2 : 3 Radoslav Gilewicz (99. Min.), 3 : 3 Renè Aufhauser (106. Min.). Im Elfmeterschießen, 1 : 0 Samir Muratovic trifft, 1 : 1 Frank Verlaat trifft, 2 : 1 Joachim Standfest trifft, 2 : 2 Thomas Flögel trifft, 3 : 2 Emanuel Pogatetz trifft, 3 : 3 Radoslav Gilewicz trifft, 4 : 3 Roland Kollmann trifft, 4 : 4 Vladimir Janocko trifft, 5 : 4 Nikola Milinković trifft, 5 : 4 Franz Almer kann den Elfmeter von Sean Dundee parieren und somit gewinnt der GAK zum vierten Mal den Pokal |
| Supercupfinale: 7. September 2004, Stadion Graz-Liebenau, 7.100 Zuschauer GAK – FK Austria Wien 1:1 (1:0), 1:1 n. V., 2:4 i. E. |

Den größten internationalen Erfolg konnten die Rotjacken im Meisterjahr in der Qualifikation zur UEFA Champions League 2004 an der Anfield Road verbuchen. Nach einer 0:2-Heimniederlage in Graz wurde das Auswärtsspiel gegen den FC Liverpool mit 1:0 durch einen Treffer von Mario Tokić gewonnen. Der GAK war somit die erste und bis Sommer 2010 (UEFA-Cup, Aston Villa – Rapid Wien 2:3) auch die einzige österreichische Mannschaft, die in einem europäischen Bewerb ein Auswärtsspiel gegen eine englische Mannschaft gewonnen hatte. Für Spiele in der UEFA-Champions League ist der Auswärtserfolg bei einem englischen Klub noch immer einzigartig. Außerdem sollte es die einzige Heimniederlage für den späteren Sieger der UEFA-Champions League 2004/05 in jenem Bewerb bleiben.
Am 9. Jänner 2006 wurde Erfolgstrainer Walter Schachner vom damaligen Präsidenten Harald Sükar beurlaubt, Schachner wurde wenig später Trainer des TSV 1860 München. Nachfolger wurde der ehemalige Trainer von Austria Wien und SV Austria Salzburg, Lars Søndergaard. In der Saison 2005/06 verpasste man erstmals seit 1996/97 die Teilnahme an einem der europäischen Bewerbe.

### 2007–2012: Existenzkrise & Zwangsabstieg in die Drittklassigkeit

Logo zwischen 2007 und 2009 ohne Sponsornamen

Am 2. März 2007 meldete der GAK beim Grazer Handelsgericht Konkurs an, der Verein bezifferte seine Gesamtschulden mit 15,2 Millionen Euro.
Durch einen Strafabzug von 28 Punkten aufgrund der Verletzungen von Lizenzregeln und nicht eingehaltener Zahlungsvereinbarungen noch während der Frühjahrssaison 2006/07 war der Abstieg in die 2. Leistungsstufe nicht abzuwenden, nach sportlichen Kriterien wäre der FC Wacker Tirol abgestiegen. Der Klub konnte wirtschaftlich durch die Annahme eines Zwangsausgleichsantrags mit einer 20-prozentigen Quote vorerst vor der Liquidation gerettet werden.
Nachdem der Lizenzantrag für die Saison 2007/08 in der zweitklassigen Ersten Liga in allen Instanzen verweigert worden war, war der GAK gezwungen, in der drittklassigen Regionalliga Mitte anzutreten. Diese Saison musste man aufgrund der angespannten wirtschaftlichen Saison hauptsächlich mit Spielern aus dem eigenen Nachwuchs bestreiten; man erreichte mit einer stark verjüngten Mannschaft den 3. Platz.

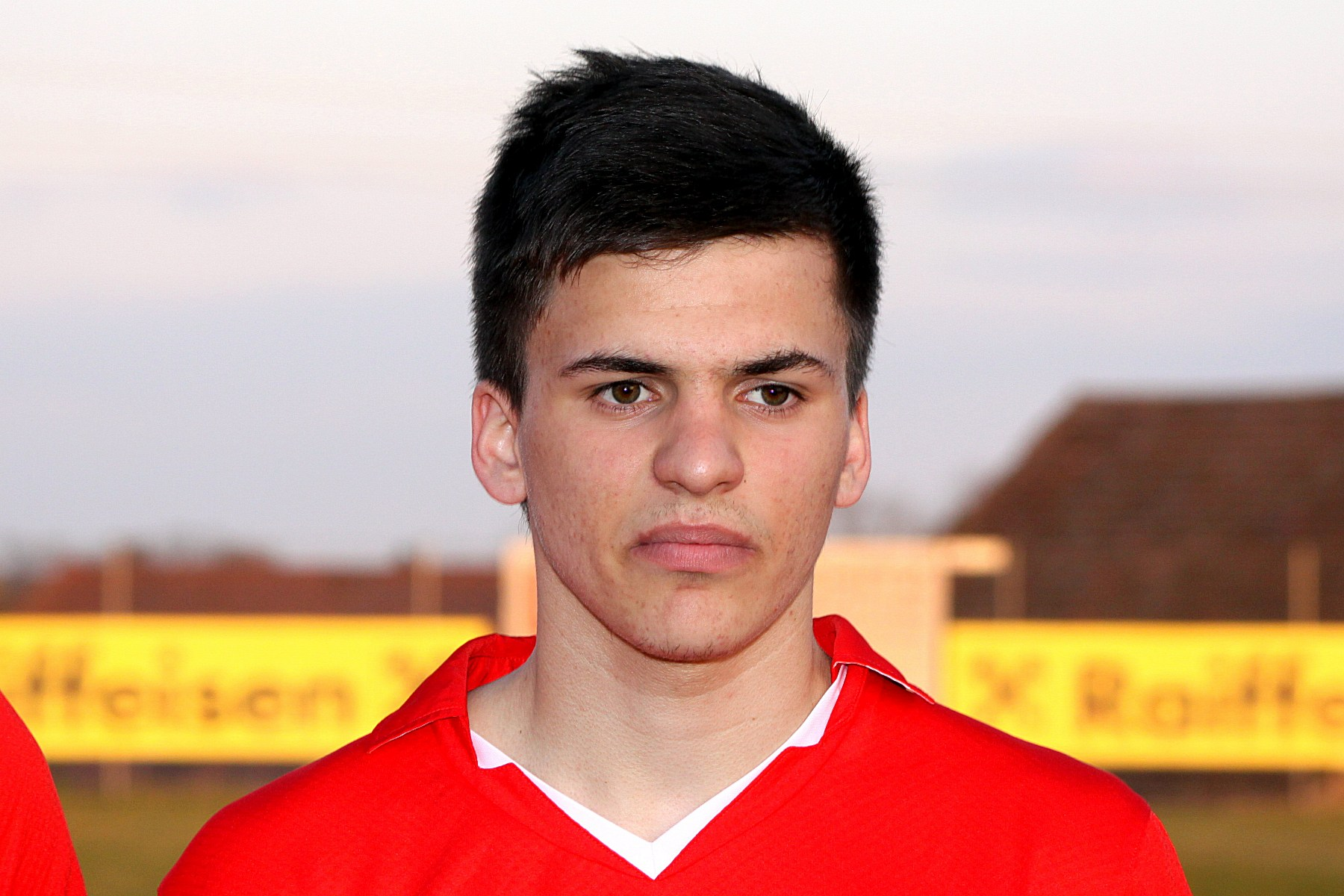
Thomas Murg spielte von 2010 bis 2012 in der Regionalliga Mitte, bevor zu den Wiener Klubs Austria und Rapid in die Bundesliga wechselte. Er kam vom ATUS Bärnbach, war 2008 auch schon kurz in der GAK-Jugend

Ende 2007 musste der Klub erneut Konkurs anmelden, der am 19. September 2008 mit einem Zwangsausgleich erneut positiv abgeschlossen wurde. In diesem Zusammenhang wurde erstmals auch die Idee einer Neugründung mit Neustart in der 8. Spielklasse ventiliert. In der Saison 2008/09 unterlagen die Roten im Titelrennen der Regionalliga Mitte dem TSV Hartberg bei Punktegleichstand mit einer um zwei Tore schlechteren Tordifferenz. Nachdem man im ganzen Frühjahr ungeschlagen geblieben war, besiegte man am vorletzten Spieltag auch den bisherigen Tabellenführer aus Hartberg. Vor 7.500 Zuschauern, was einen Zuschauerrekord in Österreichs dritter Spielklasse bedeutet, gewann der GAK 2:0, um mit zwei Toren Vorsprung als Spitzenreiter in die letzte Runde zu gehen. Das Titelrennen war bis zum Schluss der beiden Partien (BW Linz – GAK und TSV Hartberg – SAK Klagenfurt) spannend. Bis zur 81. Spielminute waren die Grazer dem Titelgewinn näher, als sie in Linz mit 2:0 führten, der TSV Hartberg zuhause gegen die Klagenfurter mit 5:0 zwar ebenfalls führte, aber noch eine schlechtere Tordifferenz besaß. Die Entscheidung fiel ganz am Schluss beider Partien, als die Hartberger noch einen Treffer drauflegten und mit 6:0 gewannen, während die Grazer in der oberösterreichischen Landeshauptstadt kurz vor Abpfiff noch einen Gegentreffer hinnehmen mussten.
Nachdem in einer Generalversammlung am 20. November 2009 bekannt worden war, dass sich die Schulden des GAK auf 893.000 Euro beliefen, stand der Verein unmittelbar vor dem dritten Konkurs in drei Jahren. Vier Tage später, am 24. November 2009, brachte die Steiermärkische Gebietskrankenkasse (GKK) aufgrund ausstehender Zahlungen von rund 200.000 Euro einen Konkursantrag gegen den Grazer AK ein; der Verein konnte aber schon wie die beiden anderen Male zuvor durch einen Zwangsausgleich der Liquidation entgehen.

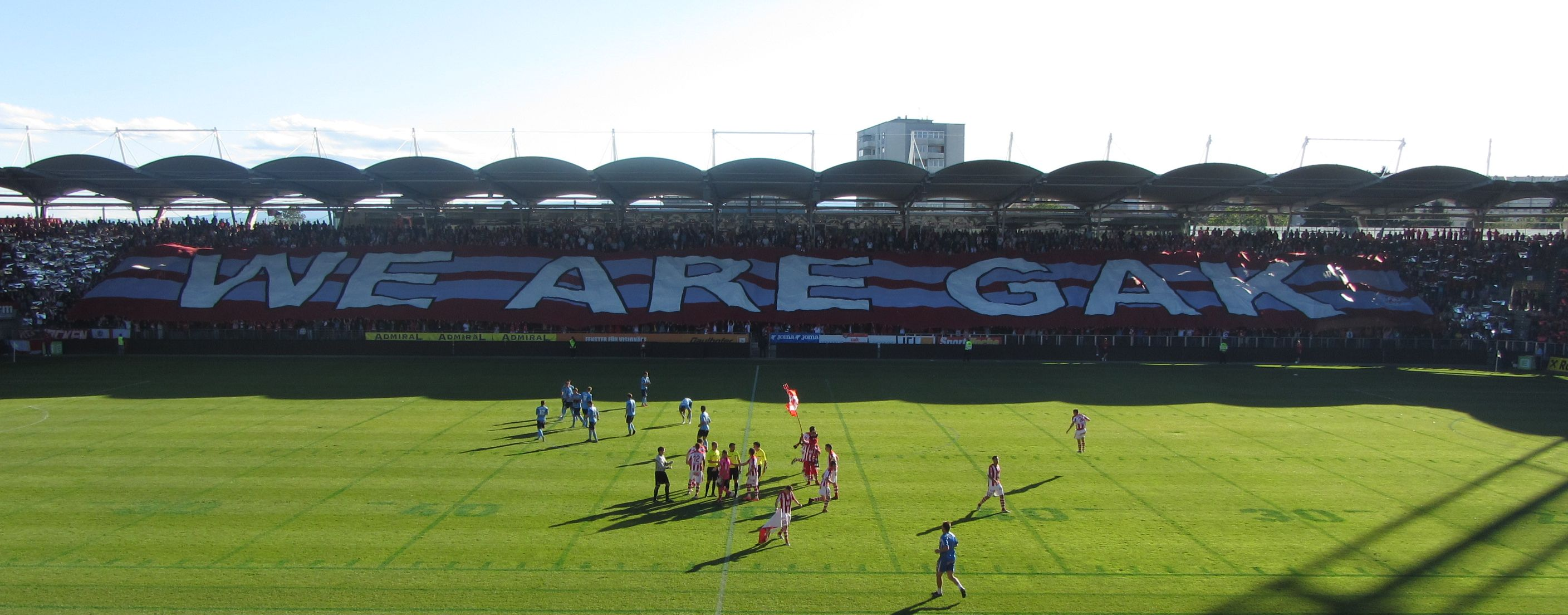
Ausverkauftes Stadion Liebenau beim Relegationsspiel gegen den TSV Hartberg 2012

Als Folge verließen in der Winterpause viele Spieler den Verein und der Kader wurde mit Nachwuchsspielern aus der zweiten Kampfmannschaft aufgefüllt. Im Herbst noch im Titelkampf, erreichte die deutlich verjüngte Mannschaft am Ende der Saison 2009/10 den 5. Platz. In denselben Tabellenregionen befand man sich auch in der ersten Hälfte der Saison 2010/11, bis im November Peter Stöger als neuer Trainer verpflichtet wurde. Unter ihm startete die Mannschaft einen Lauf und setzte sich kurzzeitig an die Tabellenspitze. Erst in den letzten Runden verspielte man den Vorsprung und die LASK Juniors wurden Meister. Den Relegationsplatz holte sich aber der FC Blau-Weiß Linz, der auch in die Erste Liga aufstieg. Im folgenden Sommer wurde die Mannschaft gezielt verstärkt und Aleš Čeh neuer Trainer. Von Beginn an dominierte die Roten die Liga und sicherte sich schon fünf Runden vor Schluss den Meistertitel: Am 25. Spieltag besiegte man zuhause vor 4.500 Zuschauern den Tabellenzweiten Villacher SV mit 3:0, um mit 18 Punkten Vorsprung vorzeitig Meister zu werden. Damit hatte sich der GAK für die Relegation qualifiziert und spielte am 5. und 8. Juni nach dem Zwangsabstieg des LASK gegen den Tabellenletzten der Ersten Liga, den TSV Hartberg, um die Rückkehr in den österreichischen Profifußball. Zuhause erreichte man in der mit knapp 15.000 Zusehern ausverkauften UPC-Arena ein 0:0. Auswärts kassierte man in der 76. Minute das 0:3, als Anhänger aus dem GAK-Sektor das Spielfeld stürmten und dadurch einen Spielabbruch herbeiführten. Das Spiel wurde mit 3:0 für Hartberg gewertet, damit war der Aufstieg in den österreichischen Profifußball gescheitert.

### Vierter Konkursantrag und Schließung des Spielbetriebes
Am 19. Oktober 2012 brachte der Verein den vierten Konkursantrag seit 2007 ein. Die Kreditschutzverbände erachteten die Weiterführungschancen als gering, vom Alpenländischen Kreditorenverband (AKV) hieß es, dass es beim GAK nach dem Zwangsabstieg in die Regionalliga nie zu einer Strukturanpassung an die Anforderungen eines Regionalligavereins gekommen wäre. Masseverwalter Norbert Scherbaum brachte am 30. Oktober 2012 nach dem Ausbleiben der zweiten Hälfte der Fortführungskaution mit Zustimmung des letzten GAK-Präsidenten Benedikt Bittman einen Schließungsantrag beim Handelsgericht ein. Der Profibetrieb war bereits am Vortag eingestellt worden.
Elf Jahre nach Beginn der Ermittlungen soll 2019 seitens der Korruptionsstaatsanwaltschaft entschieden werden, ob gegen etwa 20 Funktionäre, darunter vier Ex-Vereinspräsidenten, in der Causa Anklage erhoben wird. Gegen vier Beschuldigte wurde im November 2019 das Verfahren eingestellt. Das Konkursverfahren gegen den „GAK, Grazer Athletiksport-Klub-Fußball“ wurde am 5. November 2019 abgeschlossen. Am 11. März 2020 wird bekannt, dass die Verfahren gegen die ehemaligen Präsidenten Rudolf Roth, Harald Fischl und Stephan Sticher sowie gegen einen seinerzeitigen Rechnungsprüfer eingestellt wurden. In einem zivilrechtlichen Verfahren hat jene Steuerkanzlei, die dem Verein 2006 eine positive Fortführung attestiert hatte (was Voraussetzung für eine Landeshaftung von 1,2 Mio. Euro war), Anfang 2020 dem Land Steiermark einen Vergleich über 1,2 Mio. Euro angeboten, den die Landesregierung im April akzeptiert hat. Die Haftung wurde seinerzeit bei dem nur knapp vier Monate später eingeleiteten Konkursverfahren schlagend. Nach Angaben der Wirtschafts- und Korruptionsstaatsanwaltschaft ist das strafrechtliche Verfahren gegen Peter Svetits und eine ehemalige Mitarbeiterin noch offen. Im Oktober 2021, 14 Jahre nach Beginn der Ermittlungen, wird schließlich bekannt, dass gegen die ehemalige Mitarbeiterin Anklage erhoben wird. Am 21. Dezember 2021 wurde die angeklagte Buchhalterin wegen teilweise schweren Betrugs und Abgabenhinterziehung sowie Finanzvergehen zu 150.000 Euro Strafe verurteilt.

### 2013–2018: Neuanfang als GAC & Durchmarsch von 8. bis in 3. Liga

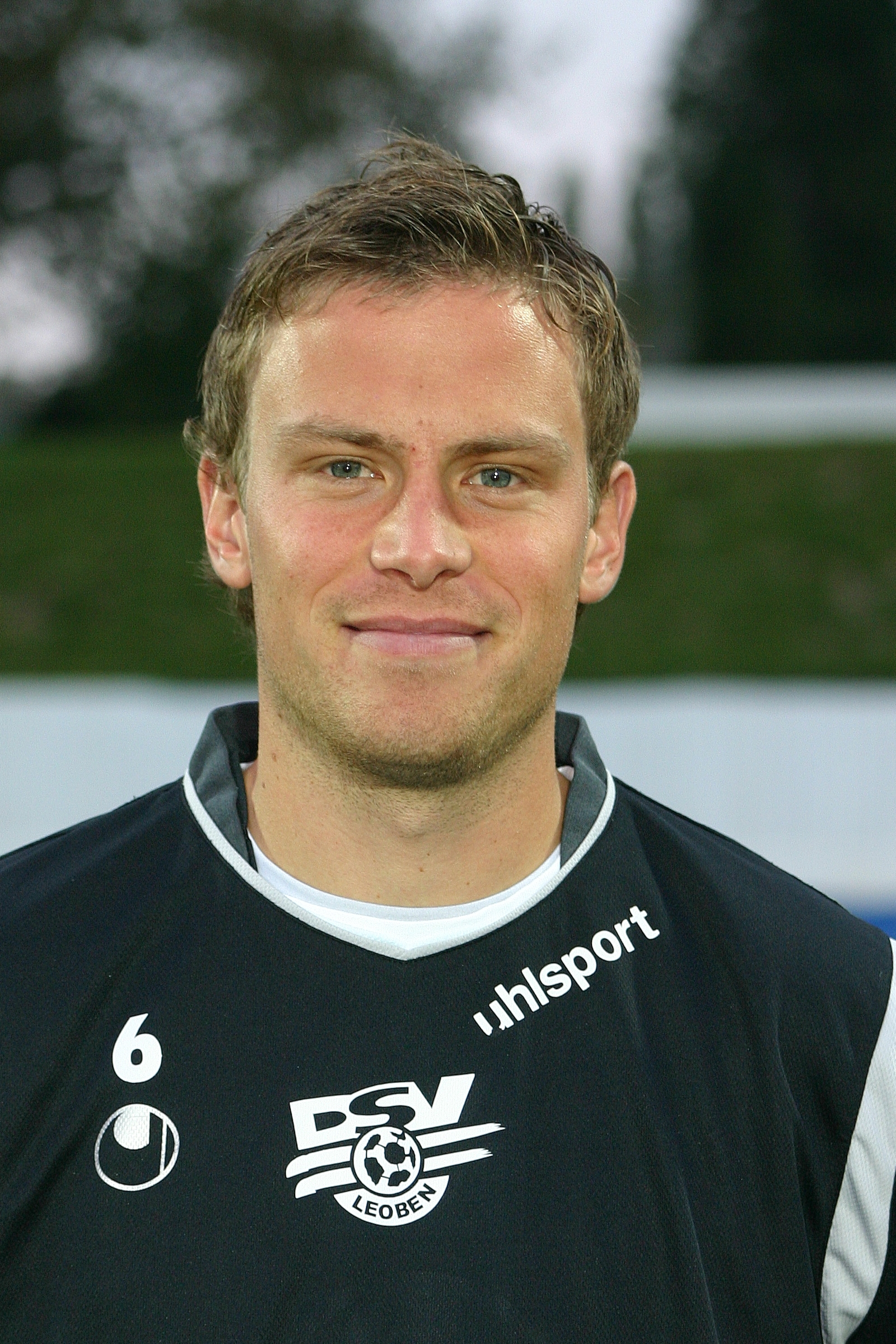
Das Gesicht der Rückkehr der Rotjacken: Von der 1. Klasse Mitte A (8. Liga) 2014 bis zur Regionalliga Mitte (3. Liga) 2018/19 spielte Gerald Säumel für den GAK 1902 – einige Jahre davon auch als Kapitän

Am 20. Dezember 2012 wurde im Zuge des laufenden 4. Insolvenzverfahrens über den „GAK, Grazer Athletiksport-Klub-Fußball“, abgekürzt „GAK“, der Parallelklub „GAK 2012, Grazer Athletiksport Klub für Fußball“ kurz „GAK 2012“ durch die Gründungsmitglieder Harald Fischl (zum damaligen Zeitpunkt Vizepräsident des GAK-Fußball), Piet Hoyos (damals Präsident des GAK-Fußball), Walter Koleznik und Martin Zwischenberger gegründet. Beim GAK-Stammverein war man jedoch der Meinung, dass die Zweigvereine die Zeichen „GAK“ und/oder „Grazer Athletiksport Klub“ seit ihrer jeweiligen Gründung ausschließlich aufgrund von Gestattungsverträgen führen, daher stünden dem Stammverein die ausschließlichen Namens- und Kennzeichenrechte an den beiden zuvor genannten Zeichen zu. Es wurden darüber hinaus vom Stammverein den von „GAK 2012“ geplanten Tätigkeitsbereich abdeckende Markenanmeldungen an den Zeichen „GAK“ und „Grazer Athletiksport Klub“ durchgeführt.
Die Folge war eine von den Anwälten des GAK Stammvereins ausgesandte Unterlassungs- und Verpflichtungserklärung, wonach die 4 Gründer Hoyos, Fischl, Koleznik und Zwischenberger sich verpflichten, ab sofort die Verwendung der Zeichen „GAK“ und „Grazer Athletiksport Klub“ zu unterlassen. Die „GAK-Juniors“, als Nachfolgeverein des Nachwuchses, hingegen erhielten grünes Licht (dazu mehr weiter unten).
Der Verein „GAK 2012“ wurde daraufhin in „GAC, Grazer Allgemeiner Club für Fußball“ kurz „GAC“ umbenannt und in einer Generalversammlung Piet Hoyos (in Personalunion Präsident des GAK-Fußball) und Harald Rannegger (Sektionsleiter des GAK-Fußball im Herbst 2008) zu den Obleuten gewählt. Am 19. April 2013 wurde der Antrag auf Aufnahme in den steirischen Landesverband (StFV) gestellt; in einer Vorstandssitzung des StFV am 29. April 2013 wurde der Beschluss zur Aufnahme mit der Auflage, dass bis 20. Juni ein fertiger Vertrag für eine Spielstätte vorgelegt werden muss, gefasst. Als mögliche Spielstätte hatte der GAC beim Antrag auf Aufnahme das Sportzentrum Körnerplatz angegeben.
Nachdem informelle Gespräche von GAC-Funktionären mit dem FC Gratkorn, Flavia Solva und dem SC Kalsdorf über eine Zusammenarbeit zu keinem Ergebnis führten, stellte am 30. April 2013 Piet Hoyos, der mehrfach ankündigte, nicht Obmann eines 1.-Klasse-Klubs sein zu wollen, sein Amt als Obmann des GAC ruhend und kündigte seinen Rücktritt bei der nächsten Generalversammlung an. Bei der Generalversammlung am 4. Juni 2013 übernahm Harald Rannegger das Amt des Obmanns des GAC.
Der GAC wurde schließlich in den steirischen Fußballverband aufgenommen und spielte in der Saison 2013/14 die Meisterschaft in der 1. Klasse Mitte A (8. Liga). Nach Ablauf der ersten Saisonhälfte verzeichnete der Klub knapp über 1000 Mitglieder (zum Vergleich: 1997 gab es ca. 600 Mitglieder), 1000 verkaufte Dauerkarten und war Herbstmeister. In einer außerordentlichen Generalversammlung am 14. März 2014 wurde die Aufnahme des GAC/GAK 1902 als eigenständiger Zweigverein in den GAK-Stammverein vollzogen.
Bereits im Oktober 2012 wurde durch engagierte Eltern und Funktionäre mit einem Zwischenschritt die GAK-Jugend in einen neuen Verein überführt: der Grazer Athletiksport-Klub-Juniors wurde in den Stammverein eingegliedert und im Dezember 2012 in den Steirischen Fußballverband aufgenommen. Somit konnten die Jugendlichen weiter am Meisterschaftsbetrieb teilnehmen. Zwischen dem GAK 1902 und den GAK-Juniors besteht eine enge Kooperation; dabei führt der GAK 1902 ab der U15 die Jugendmannschaften.
Am 18. Mai 2014 wurde nunmehr, als GAK 1902 spielend, mit einem Sieg im Auswärtsspiel in Mariatrost gegen den SV Gemeinde Weinitzen endgültig der Meistertitel der 1. Klasse Mitte A fixiert. Ein Jahr darauf wurde am 16. Mai 2015 in der 22. Runde, vier Runden vor Saisonende, mit einem 5:1-Heimsieg gegen Tobelbad der Meistertitel in der Gebietsliga Mitte und damit der Aufstieg in die Unterliga Mitte erreicht. Am Ende der Saison 2015/16 stieg der GAK 1902 in die fünftklassige Oberliga Mitte-West auf. Mit Beginn dieser Saison gibt es auch wieder eine zweite Kampfmannschaft, die direkt aus der 1. Klasse Mitte A in die Gebietsliga Mitte aufstieg und bis zur Saison 2018/19 dort spielte.
Am 9. Juni 2017 wurde durch ein 2:0 im Heimspiel gegen die SU Rebenland der Meistertitel in der Oberliga Mitte-West und damit der Aufstieg in die Landesliga Steiermark gesichert. Damit haben die Fußballer des GAK in allen möglichen Spielklassen mindestens einen Meistertitel errungen. 2018 gewann man die Landesligameisterschaft, ist mit 11 Titeln ex aequo auch hier Rekordmeister. und kehrte damit nach fünf Jahren in die Drittklassigkeit – die Regionalliga Mitte – zurück.

### 2019–2023: Rückkehr in das österreichweite Fußballgeschäft, Vereinigung beider aktiver Fußball-Zweigvereine
Im Jänner 2019 wird in Hinblick auf die reelle Chance, in die 2. Liga aufzusteigen, mit Matthias Dielacher ein Klubmanager sowie mit Enrico Kulovits ein Cheftrainer mit Pro-Lizenz vorgestellt. Der bisherige Cheftrainer David Preiß wird zum „Teamtrainer“. Preiß darf letztlich mit Präsidiumsbeschluss des ÖFB die Zweitligasaison offiziell als Cheftrainer fungieren. Am 12. April 2019 erhält der GAK 1902 die Zulassung zur Teilnahme an der 2. Liga. Bereits fünf Runden vor Ende der Meisterschaft kann der sechste Titel und Aufstieg en suite fixiert werden. Damit steht nach 12 Jahren Abwesenheit wieder eine Fußballmannschaft des GAK in einem österreichweiten Meisterschaftswettbewerb. Parallel dazu wird die 2. Mannschaft Meister der siebtklassigen Gebietsliga und stieg in die sechstklassige Unterliga auf. Außerdem ist der Verein seit 2012 erstmals wieder im österreichischen Cup vertreten und steht als letzter drittklassiger und Grazer Vertreter im Halbfinale, nachdem mit Vorwärts Steyr sowie dem KSV 1919 zwei Zweitliga-Vereine ausgeschaltet worden waren. Am 15. Februar 2019 wird im Stadion Liebenau vor 12.295 Zuschauern Austria Wien mit 2:1 besiegt. Das Halbfinalspiel gegen Red Bull Salzburg am 3. April 2019 geht an selber Stelle vor 13.300 Zuschauern allerdings 0:6 verloren.
Harald Rannegger, Obmann seit 14. Juni 2013, legt am 21. November 2019 sein Amt nieder, interimistisch übernimmt Vorstandsmitglied René Ziesler. Als weiterer Schritt der Professionalisierung und als Voraussetzung für eine Erstligalizenz wird Anfang 2020 der Spielbetrieb der Kampfmannschaft in einer eigenen Kapitalgesellschaft ausgegliedert. Am 25. Februar 2020 wird nach einer 1:2-Heimniederlage gegen den FAC und das damit verbundene Abrutschen auf einen Abstiegsplatz Cheftrainer David Preiß beurlaubt. Am 2. März 2020 wird Gernot Plassnegger als neuer Cheftrainer vorgestellt. Aufgrund der Einstellung des Spielbetriebs durch die Bundesliga wegen der Corona-Pandemie in Österreich im März 2020 entscheidet der Verein, eine mögliche Kurzarbeitsregelung zu nutzen, um die wirtschaftlichen Folgen zu minimieren. Vom Beschluss des ÖFB, die laufende Saison in allen Amateurligen abzubrechen, sind auch die GAK-Amateure in der Unterliga Mitte betroffen. Im Mai 2020 erhält der Verein neben der Zulassung für die 2. Liga auch die Bundesligalizenz für die Saison 2020/21. Bei der im Mai beschlossenen Fortsetzung der Meisterschaft mit Geisterspielen und einem entsprechenden Hygienekonzept vom 5. Juni bis 31. Juli 2020 trägt der GAK die Heimspiele ohne Zuschauer aus wirtschaftlichen Gründen im Stadion Gleisdorf aus. Am 31. Juli 2020 wird die erste österreichweite Meisterschaftsteilnahme seit der Saison 2006/07 nach einem 2:2 in der letzten Meisterschaftsrunde gegen den SV Lafnitz am 15. Tabellenplatz beendet.
Seit der Saison 2020/21 gibt es – neben der Profimannschaft in der 2. Spielklasse und den Amateuren in der sechstklassigen Unterliga Mitte – eine dritte Kampfmannschaft (zunächst geführt vom Nachwuchsverein GAK-Juniors), die in der 1. Klasse Mitte A (8. Leistungsstufe) spielt. René Ziesler wird im Rahmen einer virtuellen Generalversammlung am 3. Juli 2020 offiziell zum Vereinsobmann gewählt, bei der auch eine Crowdfunding-Aktion unter dem Motto Hauptsponsor vorgestellt wird. bei der am Ende 153.240 Euro gesammelt werden. Corona-Vorgaben reduzieren zu Saisonbeginn die Stadionkapazität. Nachdem ab 3. November 2020 der Spielbetrieb im Amateur- und Jugendbereich eingestellt wird, darf im Profibereich nur mehr unter Ausschluss der Öffentlichkeit weitergespielt werden.
Anfang 2021 wird bekannt, dass Dieter Elsneg seine Profikarriere verletzungsbedingt beendet und ab Sommer den bisherigen Sportlichen Leiter Alfred Gert als hauptberuflichen Sportdirektor ablösen wird. Mit Valentino Lazaro (Borussia Mönchengladbach) erzielt erstmals ein Spieler mit GAK-Bezug das Tor des Jahres des deutschen Fernsehsenders ARD. Mit der entsprechenden Vertragsunterzeichnung am 1. Februar 2021 beschließen die beiden – bisher unabhängigen, aber über einen langfristigen Kooperationsvertrag eng miteinander verbundenen – aktiven GAK-Fußball-Zweigvereine GAK 1902 und GAK Juniors ihre Vereinigung. Der GAK 1902 und die neue Sektion Jugend (der Verein GAK Juniors bleibt als organisatorischen Gründen weiterhin bestehen) werden in Zukunft auch nach außen (Logo, Ausrüstung, Homepage etc.) gemeinsam auftreten. Ziel ist die weitere Professionalisierung der Jugendarbeit und die neuerliche Schaffung einer Bundesliga-Nachwuchsakademie (nach 2001 in Kooperation mit der HIB Liebenau – der heutigen Fußballakademie Steiermark). Am 13. April 2021 erhält der Verein wieder die Lizenz für die Bundesliga (inkl. Zulassung für die 2. Liga) für die Saison 2021/22. Im Gegensatz zu den Profiligen wird im steirischen Amateurfußball per 3. Mai 2021 die Meisterschaft abermals abgebrochen. Am 12. Mai 2021 fixiert die Mannschaft in der 28. Runde der 2. Liga mit einem 2:0-Heimerfolg gegen Austria Lustenau den 6. Tabellendrang das Saisonziel (einstellige Platzierung) für die Spielzeit 2020/21. Nachdem mit dem 19. Mai 2021 zahlreiche Öffnungsschritte möglich werden, führt der Klub das letzte Ligaspiel am 23. Mai gegen den KSV 1919 vor Zuschauern durch.
Am 18. Oktober 2021 trennt sich der Verein, nach einer 1:6-Auswärtsniederlage gegen den SKN St. Pölten, von Cheftrainer Gernot Plassnegger einvernehmlich. Interimistisch übernehmen Ralph Spirk, Christian Zach (sportlicher Leiter Juniors, Trainer-A-Lizenz) und der Sportliche Leiter Dieter Elsneg das Training. Durch den abermaligen Corona-Lockdown in Österreich ab 22. November 2021 muss das Meisterschaftsspiel gegen Austria Lustenau am 26. November unter Ausschluss der Öffentlichkeit ausgetragen werden. Für die Nachfolge des Cheftrainerpostens werden Ende November Robert Ibertsberger und Gernot Messner medial gehandelt, eine Verpflichtung von Klaus Schmidt scheitert davor. Am 3. Dezember 2021 wird Messner mit seinem Co-Trainer Christoph Cemernjak offiziell vorgestellt. Das neu gestaltete, ehemalige Klublokal direkt neben dem Sportzentrum Graz-Weinzödl wird am 14. Dezember 2021 als Fancenter (Shop, Ticketing, Service) eröffnet. Obwohl die GAK-Juniors die Kriterien für einen Akademie-Status erfüllen, hat der ÖFB einen entsprechenden Antrag abgelehnt. Mit seinem Wechsel zur SV Ried am 14. Jänner 2022 ist Josef Weberbauer der erste GAK-Spieler, der nach der Neugründung zu einem Bundesligaklub transferiert wird. Im Zuge der Vorstellung eines neuen Hauptsponsors wird am 25. Februar 2022 eine sportliche Kooperation mit dem DSV Leoben angekündigt.: Für die Saison 2022/23 erhält der Verein am 13. April 2022 abermals die Erstligalizenz ohne Auflagen.
Die Saison 2021/22 wird an siebter Stelle beendet und der Verein erhält schließlich am 11. Juni 2022 die Lizenz für eine ÖFB-Fußballakademie. In der darauf folgenden Saison gelingt kurz vor Meisterschaftsende der Sprung an die Tabellenspitze. Durch ein Unentschieden im letzten Saisonspiel gegen den FC Dornbirn bleibt aber nur die Vizemeisterschaft. Im Rahmen des Achtelfinales des ÖFB-Cups findet am 19. Oktober 2022 nach mehr als 15-jähriger Pause ein Lokalderby gegen den SK Sturm statt. Die 198. Begegnung beider Vereine vor 15.400 Zuschauern im Stadion Graz-Liebenau gewinnt der Lokalrivale knapp 1:0. Ein knappes Jahres später gibt es (abermals im Viertelfinale) eine weitere Begegnung, die diesmal mit 3:2 an den Stadtrivalen geht und von Ausschreitungen von Sturm-Anhängern überschattet wird.

### 2024: Wiederaufstieg ins Fußball-Oberhaus
Anfang 2024 erhält der Verein seitens des ÖFB die Akademielizenz für vier weitere Jahre sowie im April abermals die Bundesligalizenz. Nachdem das Heimspiel gegen Admira Wacker am 3. Mai 2024 mit 1:0 gewonnen wird und der Verfolger, die SV Ried, sein Auswärtsspiel gegen die Vienna mit 1:2 verliert, krönt sich der GAK in der 26. Runde vorzeitig zum Meister der 2. Liga und steigt somit nach 17 Jahren wieder in das österreichische Fußball-Oberhaus auf. Nach der 10. Runde erfolgt ein Trainerwechsel: Rene Poms übernimmt für Gernot Messner, der seinerseits im März 2025 nach Beendigung des Grunddurchgangs beurlaubt wird. Am 24. März 2025 wird mit Ferdinand Feldhofer ein neuer Chefcoach vorgestellt. In der Endabrechnung erreicht die Mannschaft schließlich den 10. Tabellenplatz.

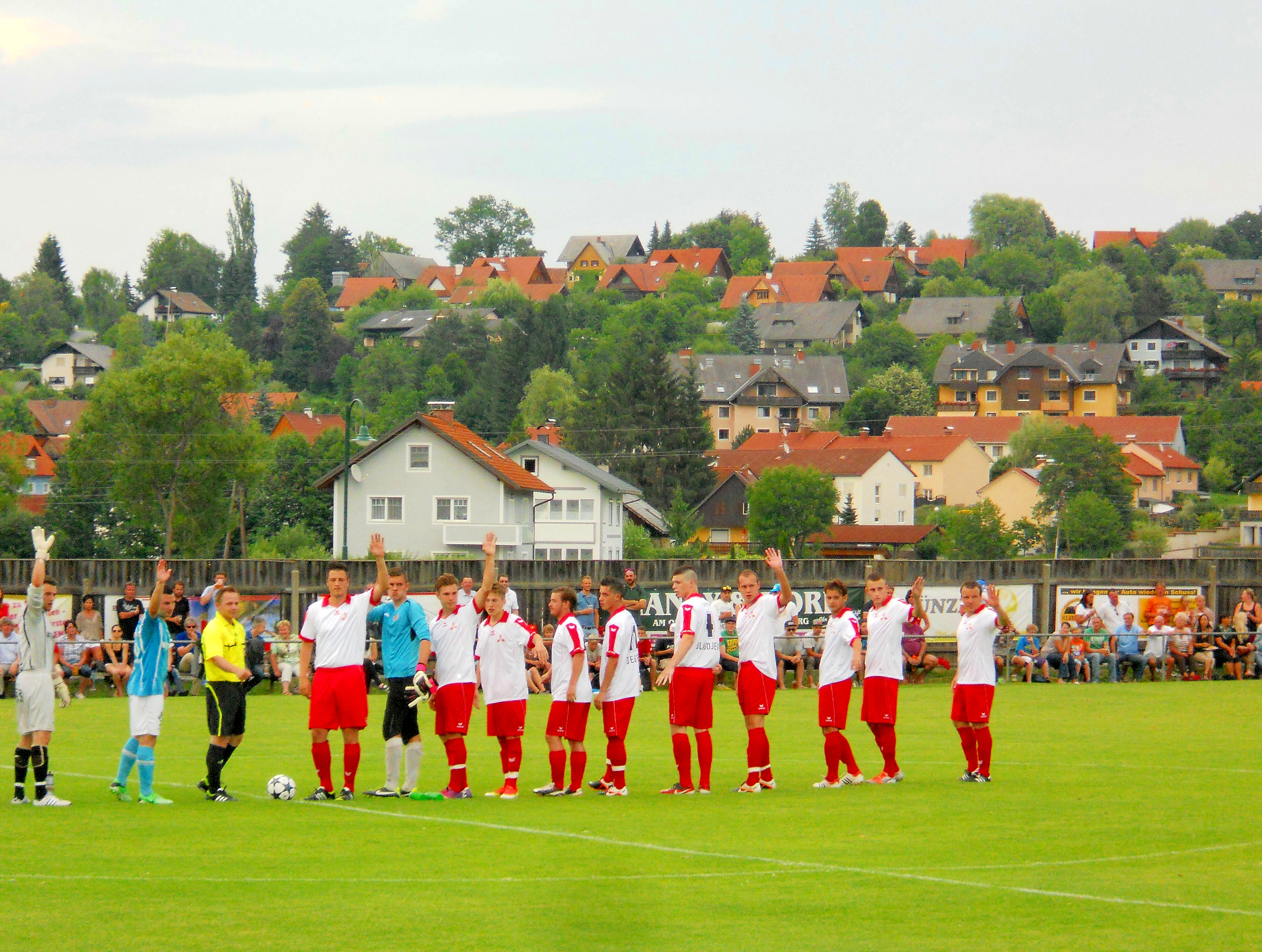
Der lange Weg zurück: Die Mannschaft des Grazer AC beim ersten Testspiel am 3. Juli 2013 in Ligist
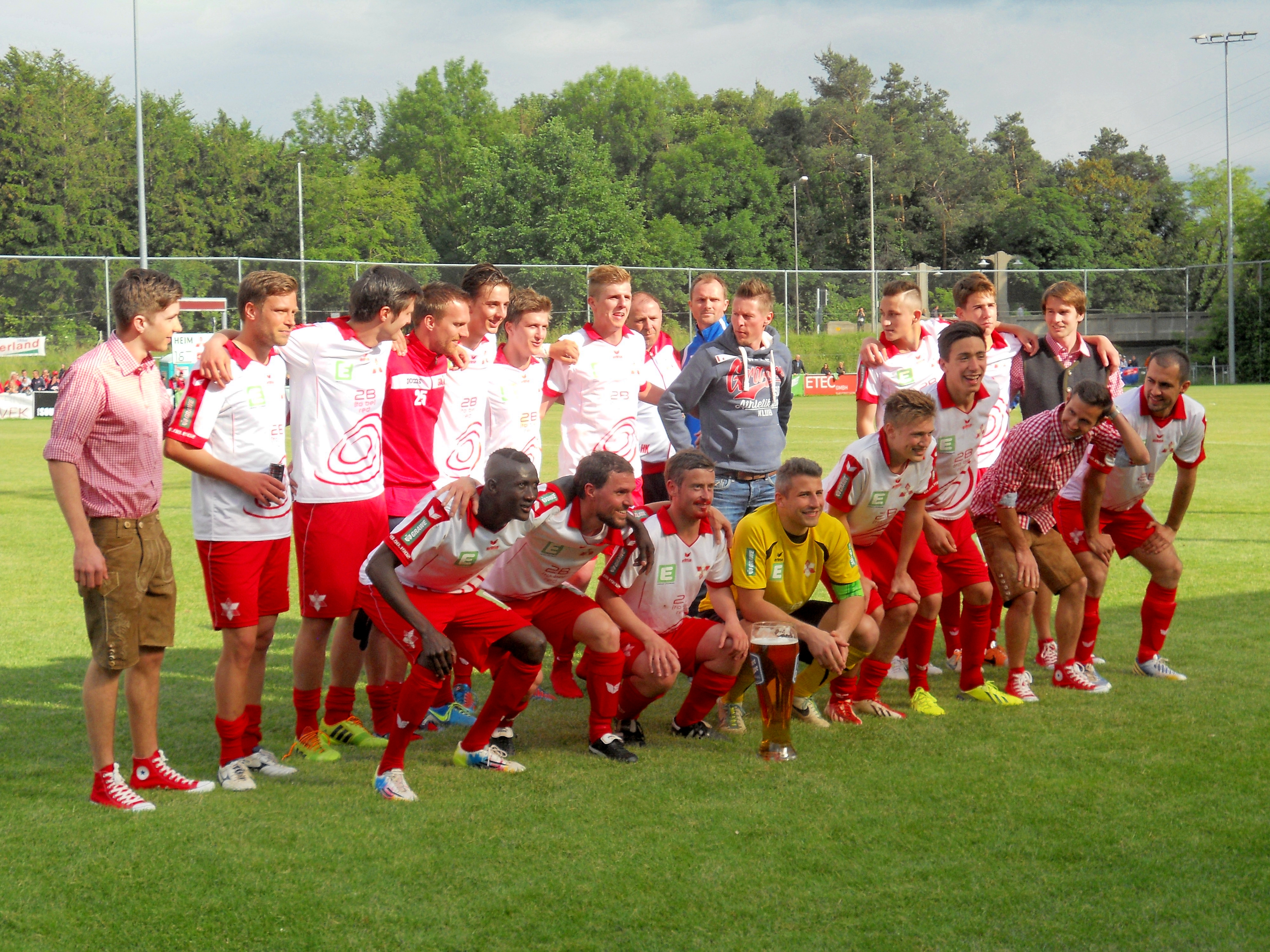
Der Grazer Stadtklub am Weg zurück: Der GAK feiert 2014 den Meistertitel in der 1. Klasse Mitte A
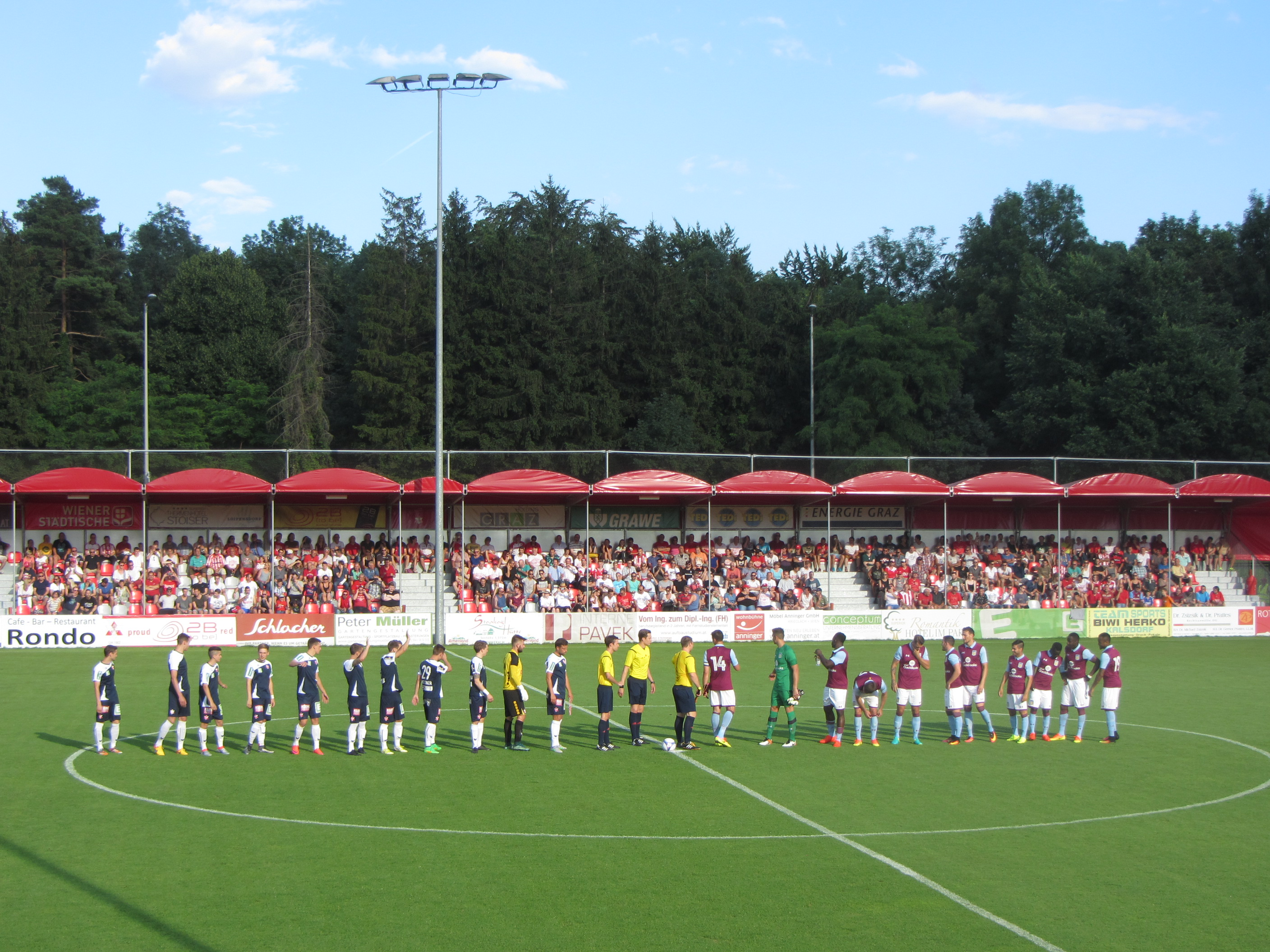
Freundschaftsspiel gegen Aston Villa, 9. Juli 2016 in Weinzödl – gut zu sehen die 2014 errichtete Zusatztribüne
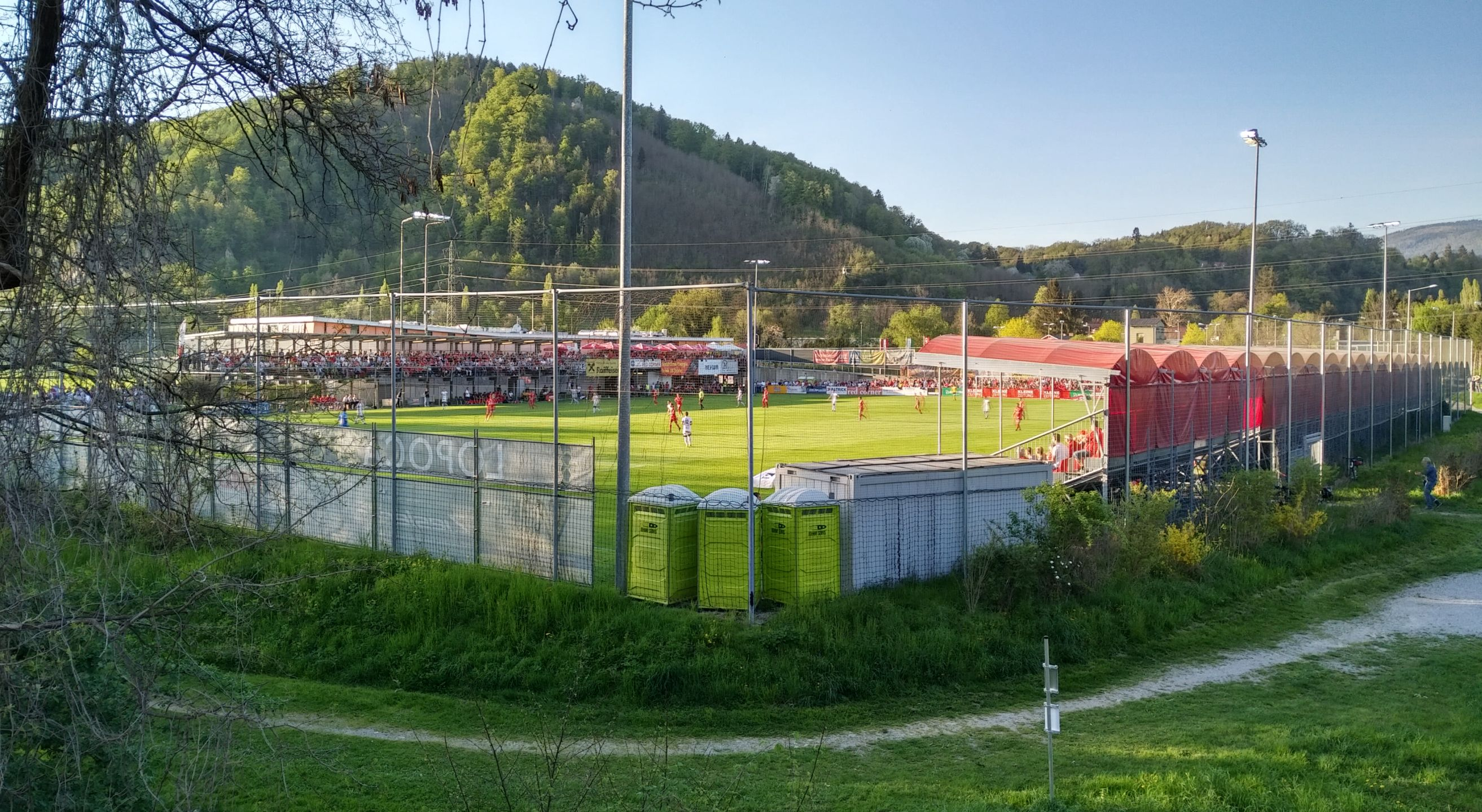
Blick auf die Spielstätte von 2013 bis 2019 während des Landesliga-Spiels gegen den USV Gnas am 21. April 2018
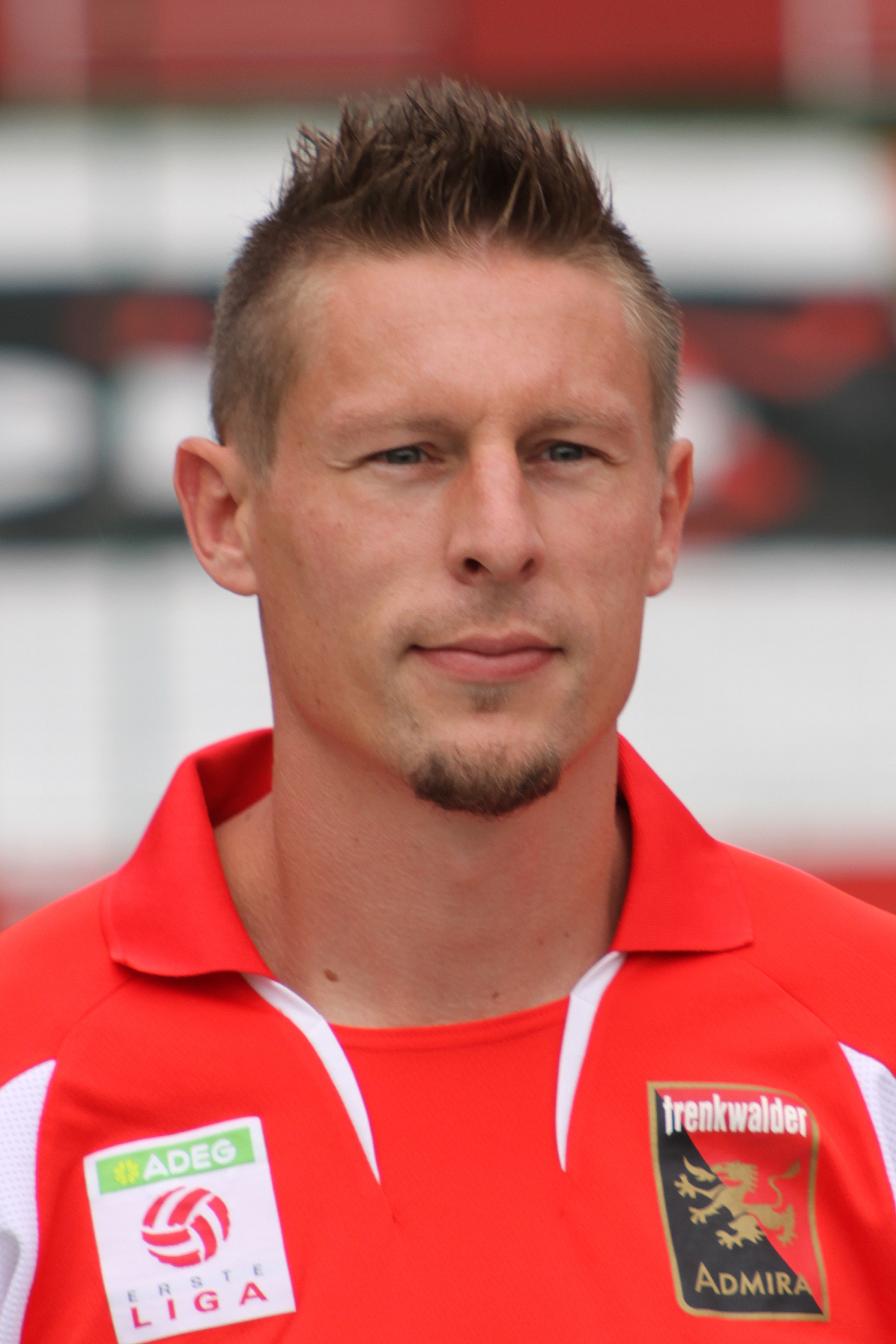
Als Spieler und Trainer beim GAK: Gernot Plassnegger, der nach vier Aufstiegen von 2020 bis 2021 wieder Übungsleiter ist
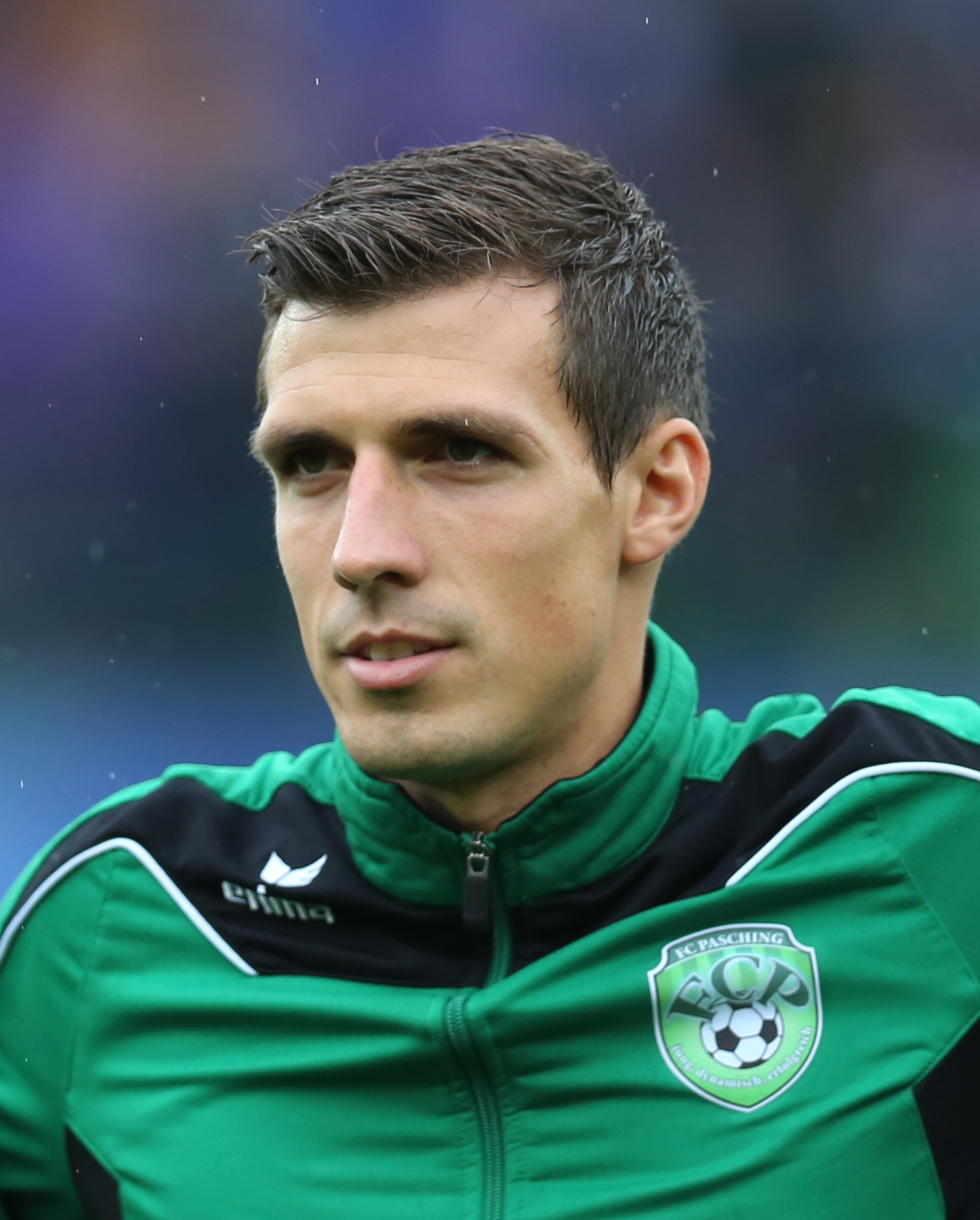
Ein Garant der Aufstiege von der 4. bis in die 2. Liga: Marco Perchtold, seit 2023 auch Zweitliga-Rekordspieler der Athletiker
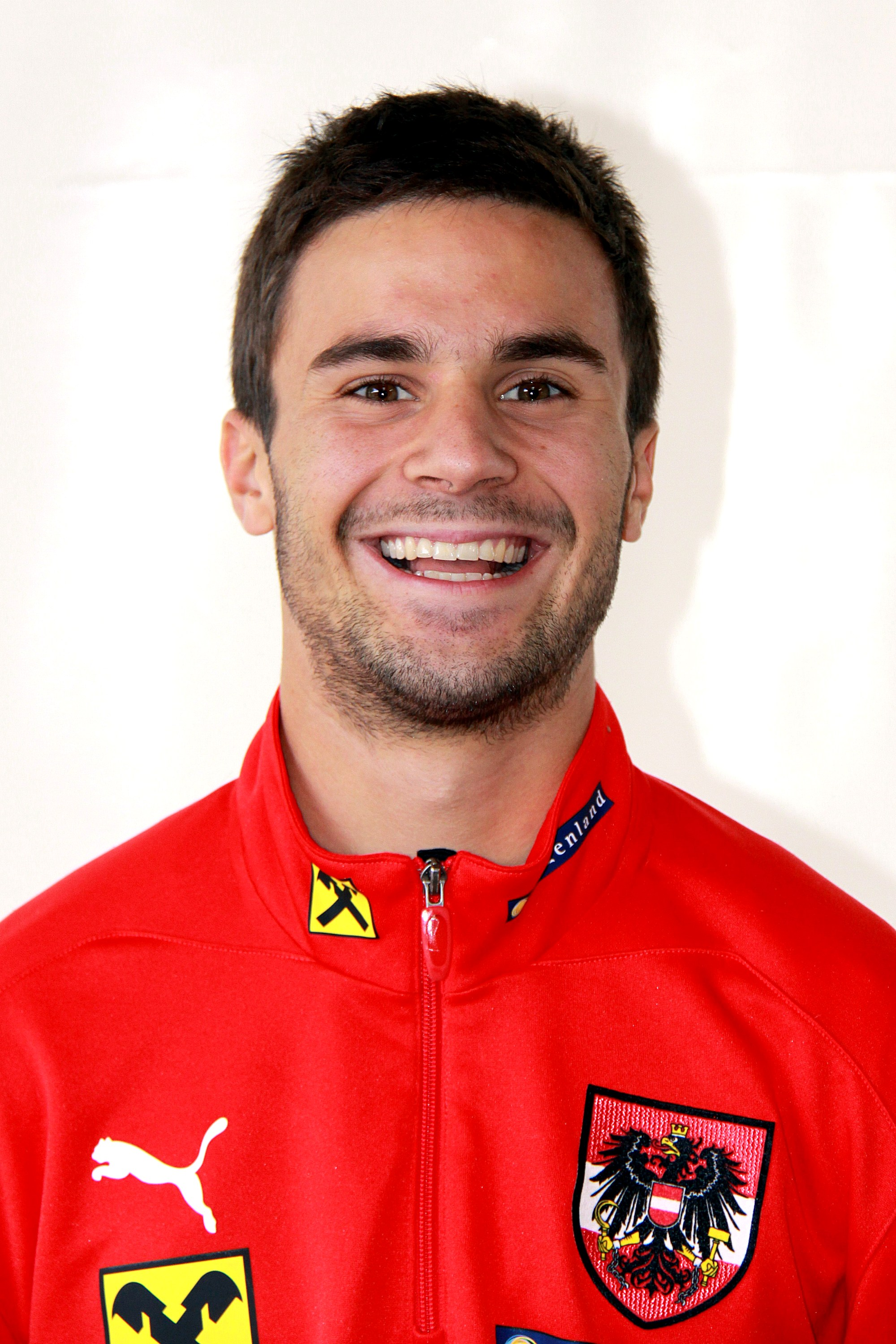
Spielte von 2004 und 2008 sowie von 2018 bis 2020 beim GAK: Dieter Elsneg ab Sommer 2021 Sportdirektor der Roten
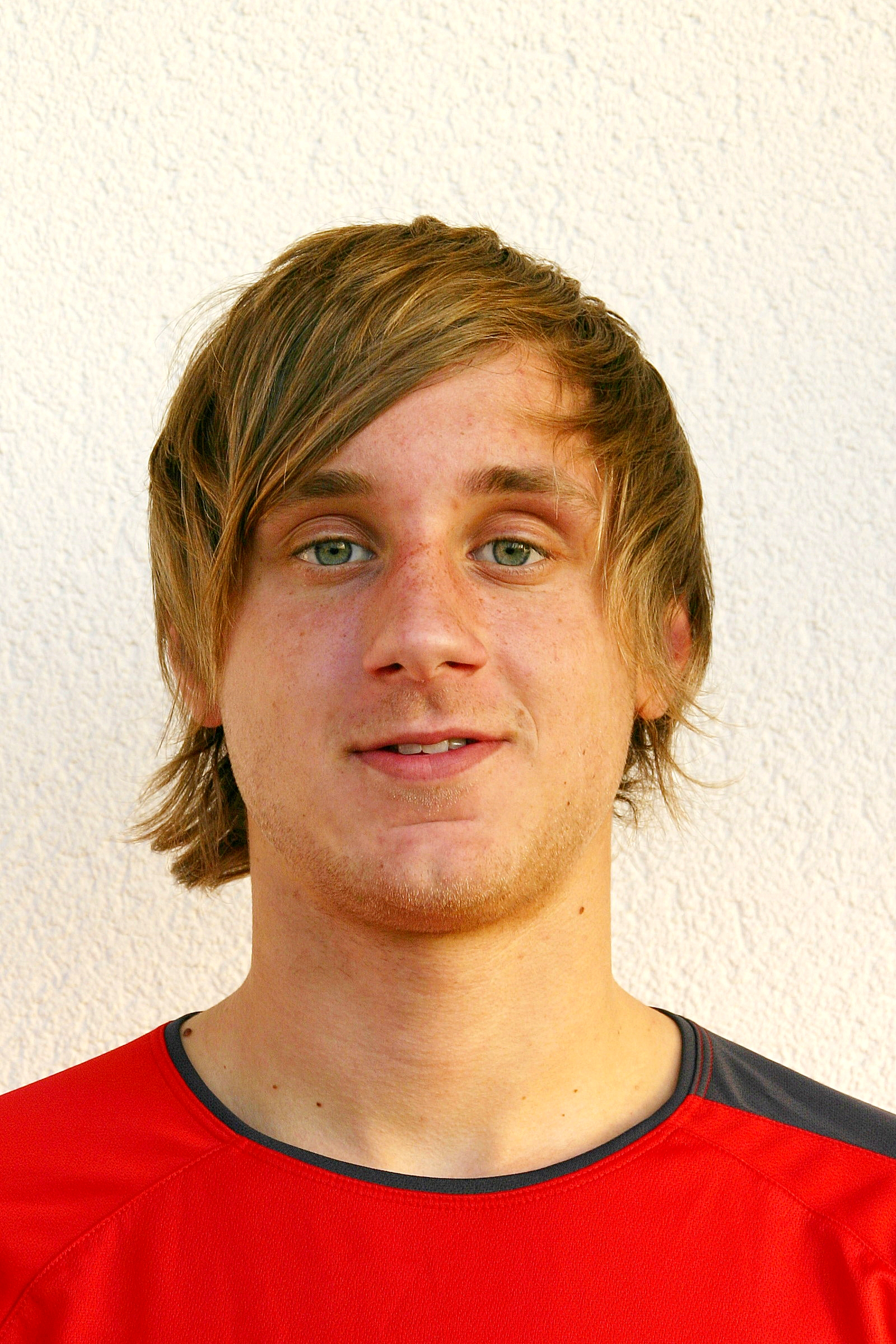
Gehört von 2016 bis 2021 zum Kern der GAK-Mannschaft und spielte auch in der 2. Liga für den Klub: Dominik Hackinger

## Kampfmannschaft

### Trainerteam
Stand: 1. Juli 2025
| Funktion          | Name                | Geburtsdatum | Nationalität | beim Verein seit | letzter Verein            |
| ----------------- | ------------------- | ------------ | ------------ | ---------------- | ------------------------- |
| Trainer           | Ferdinand Feldhofer | 23.10.1979   | Osterreich   | 03/2025          | Cercle Brügge             |
| Co-Trainer        | Florian Hart        | 11.05.1990   | Osterreich   | 07/2025          | FC Red Bull Salzburg U-18 |
| Co-Trainer        | Andreas Lienhart    | 28.01.1986   | Osterreich   | 07/2024          | TSV Hartberg              |
| Torwarttrainer    | Thomas Queder       | 23.04.1992   | Osterreich   | 07/2018          | Spieler FC Ligist         |
| Athletiktrainer   | Stefan Arvay        | 18.08.1974   | Osterreich   | 07/2019          | Kapfenberger SV           |
| Individualtrainer | Ralph Spirk         | 26.10.1986   | Osterreich   | 12/2021          | Interimstrainer           |

### Aktueller Kader
Stand: 7. August 2025
| Rücken- nummer | Name                    | Geburtsdatum | Nationalität       | beim Verein seit | letzter Verein              |
| Torhüter       | Torhüter                | Torhüter     | Torhüter           | Torhüter         | Torhüter                    |
| -------------- | ----------------------- | ------------ | ------------------ | ---------------- | --------------------------- |
| 01             | Jakob Meierhofer        | 06.11.1997   | Osterreich         | 08/2020          | SV Lafnitz                  |
| 26             | Christoph Nicht         | 05.01.1994   | Osterreich         | 01/2020          | SK Austria Klagenfurt       |
| 31             | Darius Achitei          | 01.08.2008   | Rumänien           | 07/2025          | Grazer AK II                |
| Verteidigung   |                         |              |                    |                  |                             |
| 02             | Donovan Pines           | 07.03.1998   | Vereinigte Staaten | 08/2025          | FC Barnsley                 |
| 03             | Ludwig Vraa             | 23.06.2005   | Danemark           | 07/2025          | Brøndby IF                  |
| 04             | Martin Kreuzriegler     | 10.01.1994   | Osterreich         | 07/2024          | Vålerenga Oslo              |
| 05             | Petar Filipovic         | 14.09.1990   | Deutschland        | 07/2024          | AEL Limassol                |
| 14             | Jacob Italiano          | 30.07.2001   | Australien         | 07/2024          | Borussia Mönchengladbach II |
| 15             | Lukas Graf              | 12.08.1994   | Osterreich         | 07/2016          | SV Thörl                    |
| 27             | Yannick Oberleitner     | 27.05.2002   | Deutschland        | 07/2023          | LASK Amateure OÖ            |
| 82             | Beres Owusu             | 19.09.2003   | Frankreich         | 08/2025          | AS Saint-Étienne (Leihe)    |
| Mittelfeld     |                         |              |                    |                  |                             |
| 06             | Sadik Fofana            | 16.05.2003   | Togo               | 01/2025          | Bayer 04 Leverkusen         |
| 07             | Murat Satin             | 30.08.1996   | Osterreich         | 02/2024          | Schwarz-Weiß Bregenz        |
| 08             | Tobias Koch             | 06.04.2001   | Osterreich         | 07/2025          | SK Austria Klagenfurt       |
| 10             | Christian Lichtenberger | 12.12.1995   | Osterreich         | 07/2023          | SV Lafnitz                  |
| 11             | Tio Cipot               | 20.04.2003   | Slowenien          | 07/2024          | Spezia Calcio (Leihe)       |
| 17             | Thomas Schiestl         | 31.08.2002   | Osterreich         | 07/2022          | FC Liefering                |
| 18             | Zeteny Jano             | 13.03.2005   | Osterreich         | 02/2025          | FC Liefering (Leihe)        |
| 20             | Thorsten Schriebl       | 24.11.1998   | Osterreich         | 07/2022          | SV Lafnitz                  |
| 24             | Tim Paumgartner         | 05.03.2005   | Osterreich         | 07/2025          | FC Liefering                |
| 28             | Dominik Frieser         | 09.09.1993   | Osterreich         | 07/2024          | TSV Hartberg                |
| Angriff        |                         |              |                    |                  |                             |
| 09             | Daniel Maderner         | 12.10.1995   | Osterreich         | 07/2023          | SK Beveren                  |
| 21             | Arbnor Prenqi           | 15.05.2000   | Kosovo             | 07/2025          | SC Neusiedl am See          |
| 22             | Ramiz Harakaté          | 13.07.2002   | Frankreich         | 07/2025          | SKN St. Pölten              |
| 25             | Alexander Hofleitner    | 03.05.2000   | Osterreich         | 07/2025          | Kapfenberger SV             |

### Transfers
Stand: 7. August 2025
| Zugänge: | Abgänge: |
| Sommer 2025 | Sommer 2025 |
| --- | --- |
| - Ramiz Harakaté (SKN St. Pölten) - Alexander Hofleitner (Kapfenberger SV) - Tobias Koch (SK Austria Klagenfurt) - Tim Paumgartner (FC Liefering) - Donovan Pines (FC Barnsley) - Beres Owusu (AS Saint-Étienne, Leihe) - Arbnor Prenqi (SC Neusiedl am See) - Ludwig Vraa (Brøndby IF) - Michael Lang (Kapfenberger SV, Leih-Ende) - Yannick Oberleitner (SKU Amstetten, Leih-Ende) | - Marco Gantschnig (SK Austria Klagenfurt, Leihe) - Michael Lang (SK Austria Klagenfurt) - Tobias Revelant (Deutschlandsberger SC) - Benjamin Rosenberger (First Vienna FC) - Miloš Jovičić (vereinslos) - László Kleinheisler (vereinslos) - Haris Mujanić (vereinslos) - Marco Perchtold (Karriereende) - Antonio Tikvić (FC Watford, Leih-Ende) - Romeo Vucic (FK Austria Wien, Leih-Ende) - Florian Wiegele (Viktoria Pilsen, Leih-Ende) |

## Weitere Kampfmannschaften
Die zweite Mannschaft des GAK spielt seit der Saison 2024/25 in der fünftklassigen Oberliga Mitte.
Ab der Saison 2020/21 wurde, in der ersten Spielzeit noch geführt vom Jugendsportverein GAK-Juniors (ab 2021 Sektion Jugend innerhalb des GAK 1902), eine dritte Kampfmannschaft in den Meisterschaftsbetrieb (1. Klasse Mitte A, 8. Spielstufe) integriert und nach Ende der Saison 2022/23 wieder eingestellt.
In der Saison 2021/22 erfolgt der Einstieg der ersten eigenen Frauen-Kampfmannschaft in den Spielbetrieb der viertklassigen Oberliga im Rahmen der steirischen Meisterschaft, die mittlerweile in der 2. Frauen-Bundesliga spielt. Mit der Saison 2023/24 ist auch eine Zweitvertretung in den Ligabetrieb eingestiegen.
Als Spielstätte für die Mannschaften dient das ehemalige GAK-Trainingszentrum, heute Sportzentrum Graz-Weinzödl.
→ Übersicht: Meisterschaftsplatzierungen der weiteren Kampfmannschaften

## Weitere Infos und Daten rund um den GAK-Fußball

### Vereinsrechtliches
1977 wurde die Fußballsektion aus dem Stammverein ausgegliedert. Nach deren viertem Konkurs wurde am 20. Dezember 2012 der GAC (GAC, Grazer Allgemeiner Club für Fußball, ZVR 805567199) als Nachfolgeverein gegründet. Am 14. März 2014 wurde dieser in den GAK-Stammverein als eigenständiger Zweigverein aufgenommen, und nannte sich ab diesem Zeitpunkt offiziell Grazer Athletiksport Klub 1902, da aufgrund des Konkurses des GAK, Grazer Athletiksport-Klub-Fußball, abgekürzt GAK, (ZVR-Zahl 467034528), dessen exakter Wortlaut noch vereinspolizeilich gesperrt ist.
Das Konkursverfahren gegen den GAK, Grazer Athletiksport-Klub-Fußball wurde am 5. November 2019 abgeschlossen und 2020 der Status als Zweigverein vom GAK-Stammverein entzogen. Der Verein wurde am 20. September 2022 von der Vereinsbehörde aufgelöst.
Seit 1. Februar 2021 sind die beiden aktiven Fußball-Zweigvereine GAK 1902 und GAK Juniors (als Sektion Jugend innerhalb des GAK 1902) vereinigt.
→ Übersicht: Die Obmänner bzw. Präsidenten der Fußballsektion bzw. Fußball-Zweigvereine (Auswahl)

### Titel und Erfolge im Fußball

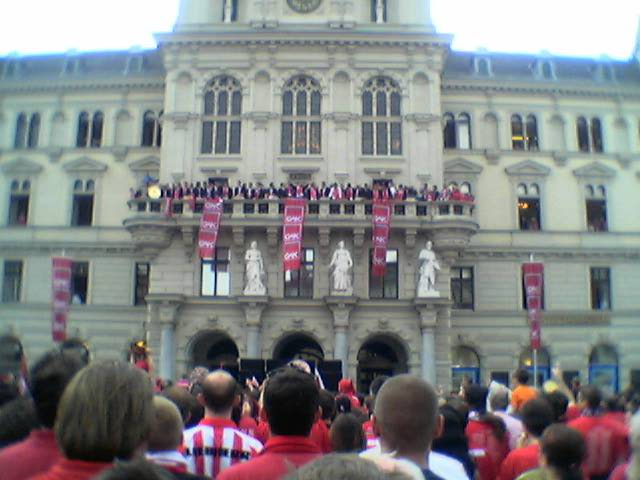
Die GAK-Meisterfeier 2004: Die Mannschaft wird am Rathausbalkon von den Fans am Hauptplatz gefeiert

Der GAK war mehr als 50 Spielzeiten (1951–1974, 1975–1990, 1995–2007, ab 2024/25) in der höchsten österreichischen Fußball-Liga vertreten:
- 1 × Österreichischer Meister:[91] 2004
- 4 × Österreichischer Pokalsieger:[207] 1981, 2000, 2002, 2004

- 2 × Supercup-Sieger: 2000, 2002

- 4 × Meister 2. Spielklasse: 1975 (Nationalliga), 1993 (Aufstiegs-Playoff), 1995 (2. Division), 2024 (2. Liga)
- 2 × Meister der Regionalliga Mitte (3. Spielklasse): 2012, 2019
- 3 × Österreichischer Amateurstaatsmeister: 1929, 1932, 1933 (Rekordmeister)
- 11 × Steirischer Landesmeister: 1922, 1924, 1926, 1927, 1928, 1929, 1930, 1931, 1932, 1933, 2018 (Rekordmeister)
- 4 × Sieger des Grazer (Herbst-)Messepokals:[208][209] 1906, 1911, 1913, 1925 (Rekordsieger)
- 1 × (inoffizieller) steirischer Landescupsieger: 1922, 1927?

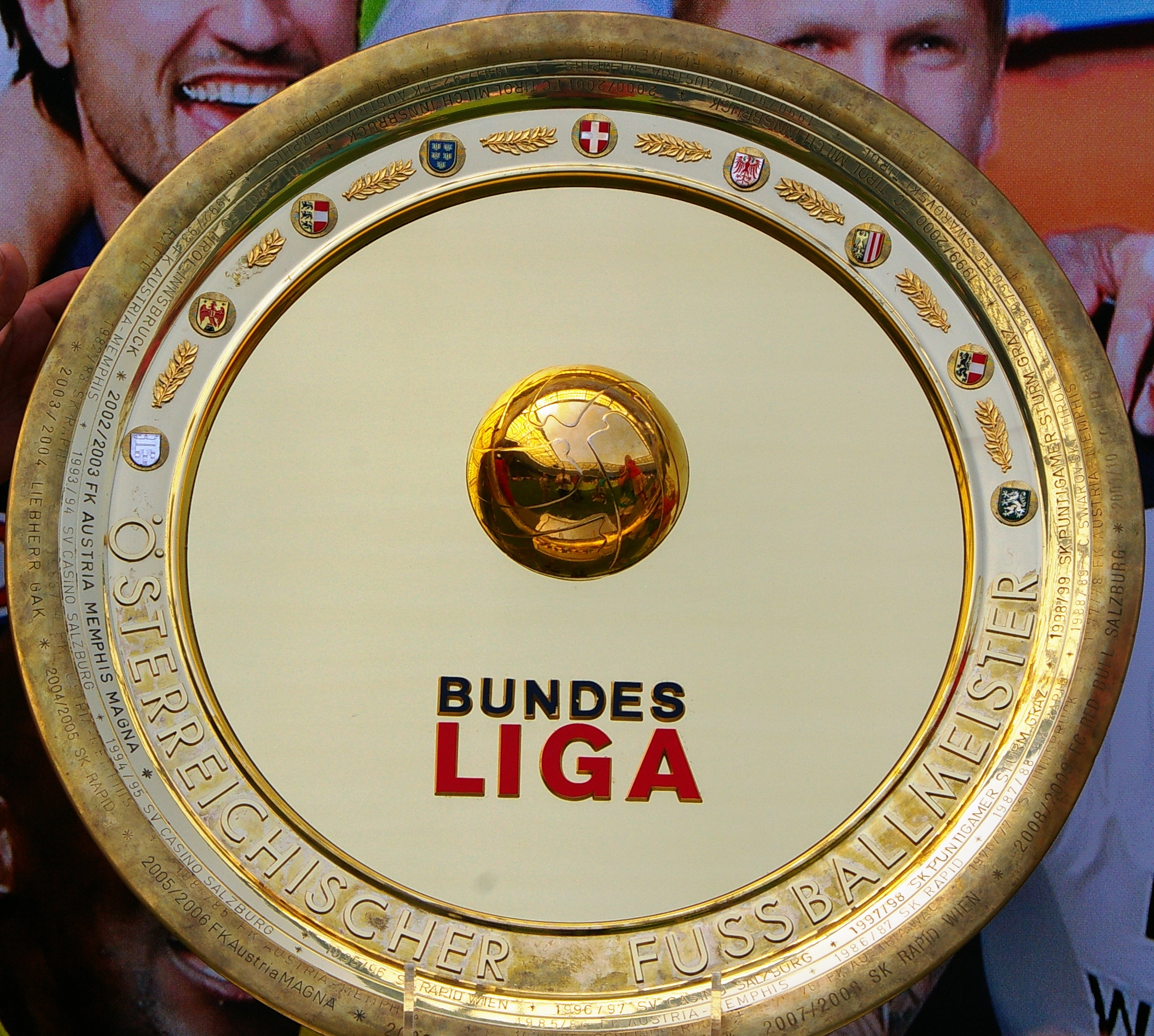
Der Meisterteller der österreichischen Bundesliga ging 2004 an den GAK

- 5 × Sieger des Grazer Hallenturniers:[210] 1979, 1982, 1986, 1995, 1998 (1964 Sieger des 1. Hallenturniers in Graz[211])
- 1 × Intertoto-Cup Gruppensieger: 1978 (Teilnahmen: 1977–1979, 1986, 1988, 1989, 1997)

Meistertitel seit der Neugründung:
- 2 × Meister 1. Klasse Mitte A (8. Spielklasse) 2013/14, 2015/16 (KM II) und Aufstieg in die Gebietsliga Mitte (7. Spielklasse) 2014/15, 2016/17 (KM II)
- 2 × Meister der Gebietsliga Mitte (7. Spielklasse) 2014/15, 2018/19 (KM II) und Aufstieg in die Unterliga Mitte (6. Spielklasse) 2015/16, 2019/20 (KM II)
- 1 × Meister der Unterliga Mitte 2015/16 (6. Spielklasse) und Aufstieg in die Oberliga Mitte-West 2016/17 (5. Spielklasse)
- 1 × Meister der Oberliga Mitte-West 2016/17 (5. Spielklasse) und Aufstieg in die Landesliga Steiermark 2017/18 (4. Spielklasse)
- 1 × Meister der Landesliga Steiermark 2017/18 (4. Spielklasse) und Aufstieg in die Regionalliga Mitte 2018/19 (3. Spielklasse)
- 1 × Meister der Regionalliga Mitte 2018/19 (3. Spielklasse) und Aufstieg in die 2. Liga 2019/20 (2. Spielklasse)
- 1 × Meister 2. Liga 2023/24 (2. Spielklasse) und Aufstieg in die Österreichische Fußball-Bundesliga (1. Spielklasse)

Meistertitel im Frauenfußball
- 2 × Meister der Frauen-Landesliga 2022/23, 2023/24 (3. Spielklasse, jeweils Relegation zur 2. Frauen-Bundesliga, 2024 Aufstieg 2. Frauen-Bundesliga)
- 2 × Meister der Frauen-Oberliga Mitte-Nord (4. Spielklasse) 2021/22, 2024/25 (KM II) und Aufstieg in die Frauen-Landesliga (3. Spielklasse)
- 2 × Steirischer Landescupsieger 2023, 2024

Weiteres:

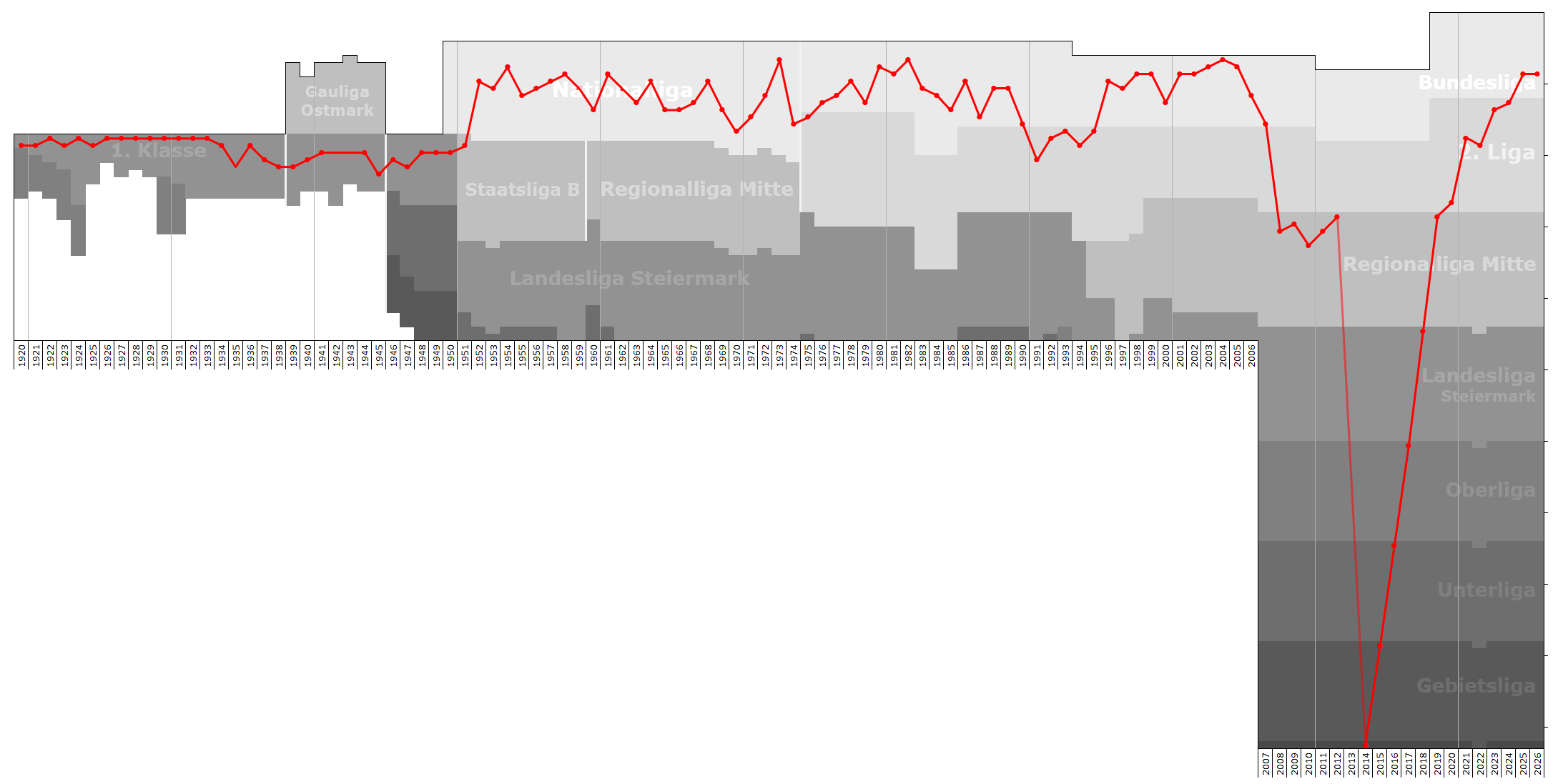
Die Fieberkurve des GAK-Fußball im Meisterschaftsbetrieb ab 1920

- 2 × Österreichischer Vizemeister: 2003, 2005 (3. Platz: 1973, 1982, 1998, 1999, 2001, 2002)
- 2 × Vizemeister der 2. Spielklasse: 1951, 2023 (3. Platz: 1994)
- 1 × Österreichischer Vizehallenmeister: 1984
- 1 × Österreichischer Vizeamateurmeister: 1931
- 2 × Österreichischer Cup-Finalist: 1962, 1968 (Semifinalist: 1959, 1961, 1982, 1992, 1994, 1996, 2005, 2019)
- 1 × Finalist Österreichischer Supercup: 2004
- 1 × Vizemeister der Regionalliga Mitte (3. Spielklasse): 2009 (3. Platz: 2008, 2011)
- 8 × steirischer Vizemeister: 1921, 1923, 1925, 1934, 1936 – 2. Mannschaft: 1997, 2006 (3. Platz: 1941, 1944, 1949, 1950 – 2. Mannschaft: 2004, 2005)
- 5 × Finalist des Grazer (Herbst-)Messepokals:[208] 1906 (2. Mannschaft), 1907, 1908, 1910, 1924 (Semifinale: 1909)
- 5 × Finalist des steirischen Landescups: 1932, 1935, 1936, 1947, 1948 (Semifinalist: 1950, 2017, 2018)
- 6 × Finalist des Grazer Hallenturniers:[210] 1984, 1992, 1993, 1996, 1997, 1999 (Semifinalist: 1976, 1978, 1980, 1981, 1985, 2001)

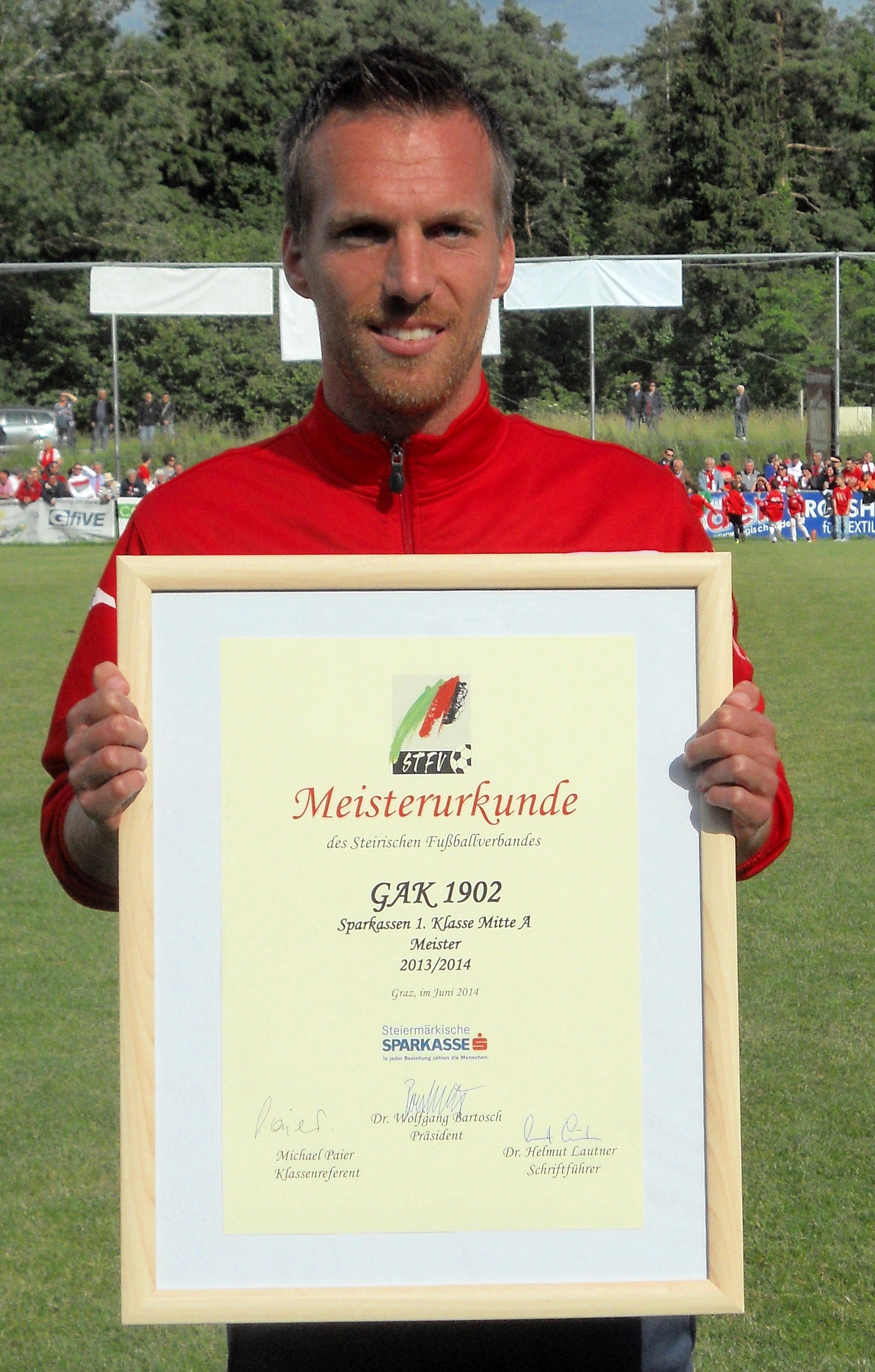
Richard Wemmer mit dem ersten der sechs zwischen 2014 und 2019 en suite errungenen Meisterschaftstiteln (1. Klasse Mitte A, Gebietsliga, Unterliga, Oberliga, Landesliga, Regionalliga)

- 3 × österreichische Nachwuchstitel: 1976 (Junioren), 1992 (BNZ), 2006 (AKA U15)

Torschützenkönige:
- Ronald Brunmayr 2002
- Roland Kollmann 2004, beide je 27 Tore

→ Übersicht: Die Meisterschaftsplatzierungen des GAK

→ Übersicht: Der GAK im ÖFB-Cup

→ Übersicht: Weitere sportliche Erfolge des GAK-Fußball

→ Übersicht: Erfolge im Nachwuchsbereich

### Fans & „Die Kurve“
Der erste Fanklub des GAK war der 1985 entstandene 1.AHC-GAK (bis 1976/77 bestand schon ein vereinseigener Anhängerklub, der dann in den Fußball-Zweigverein eingegliedert wurde), neben zahlreichen Fanklubs in der Steiermark, gab bzw. gibt es auch welche in Deutschland, Liechtenstein und Sri Lanka.
Den höchsten Zuschauerschnitt erreichten die Rotjacken in der Meistersaison 2003/04. In dieser Saison besuchten im Durchschnitt 9234 Zuschauer die Heimspiele der Grazer Athletiker. Der Zuschauerschnitt seit dem Zwangsabstieg hatte sich auf 3500 eingependelt. Die „(Fan-)Kurve“ befand sich im Sektor 22, vor dem Abstieg in die Regionalliga im Sektor 25. Trotz der Drittklassigkeit pilgerten mehrere hundert Fans zu den Auswärtsspielen.
Teile der Grazer Fanszene pflegen eine Fanfreundschaft zum deutschen Klub KFC Uerdingen 05. Eine große Rivalität besteht zum Stadtrivalen SK Sturm Graz. Die wichtigsten Vereinigungen sind die Red Firm, Society Graz, Rote Armee Graz (RAG), Geidorfer Jungs und die Everreds. Weitere Fanklubs oder -vereinigungen sind u. a. der GAK-Fanclub Graz-Nord, der GAK-Fanclub Enns-/Paltental, die Roten Teufel Wechselland, die Gassinger GAK Stiere im Mürztal und die Reds 1902 Lieboch.
Nach der Neugründung lag der Zuschauerschnitt bei rund 1300 Besuchern und ist bis in die Landesliga-Saison 2017/18 auf mehr als 2.000 Besucher pro Spiel gestiegen. In den Herbstrunden der Regionalliga-Saison 2018/19 lag der Schnitt bei mehr als 2.500 Zuschauern (das kleine Derby gegen die Sturm-Amateure fand im Liebenauer Stadion vor mehr als 6.100 Fans statt). Bei Spielen im Liebenauer Stadion wird traditionsgemäß wieder der Sektor 22 (sowie die angrenzenden Sektoren 21 und 23) von der „Kurve“ in Beschlag genommen. Im Sportzentrum Weinzödl heißt der Stehplatzbereich auch „Sektor 22“. Seit 2024 tritt die organisierte Fanszene unter dem gemeinsamen Namen „Rotes Graz – Fankurve des Grazer AK“ auf.
Auf einer Fahrt nach Ungarn entstand im Juni 2023 ein strafrechtlich relevantes Foto mit Mitgliedern des (ehemaligen) Fanklubs 84er Jungs, welche den Hitlergruß zeigten. Die Staatsanwaltschaft Graz ermittelte und der GAK distanzierte sich öffentlich. Der Fanklub musste sich daraufhin auflösen und einige Mitglieder wurden vom GAK ausgeschlossen.

### Spielstätten

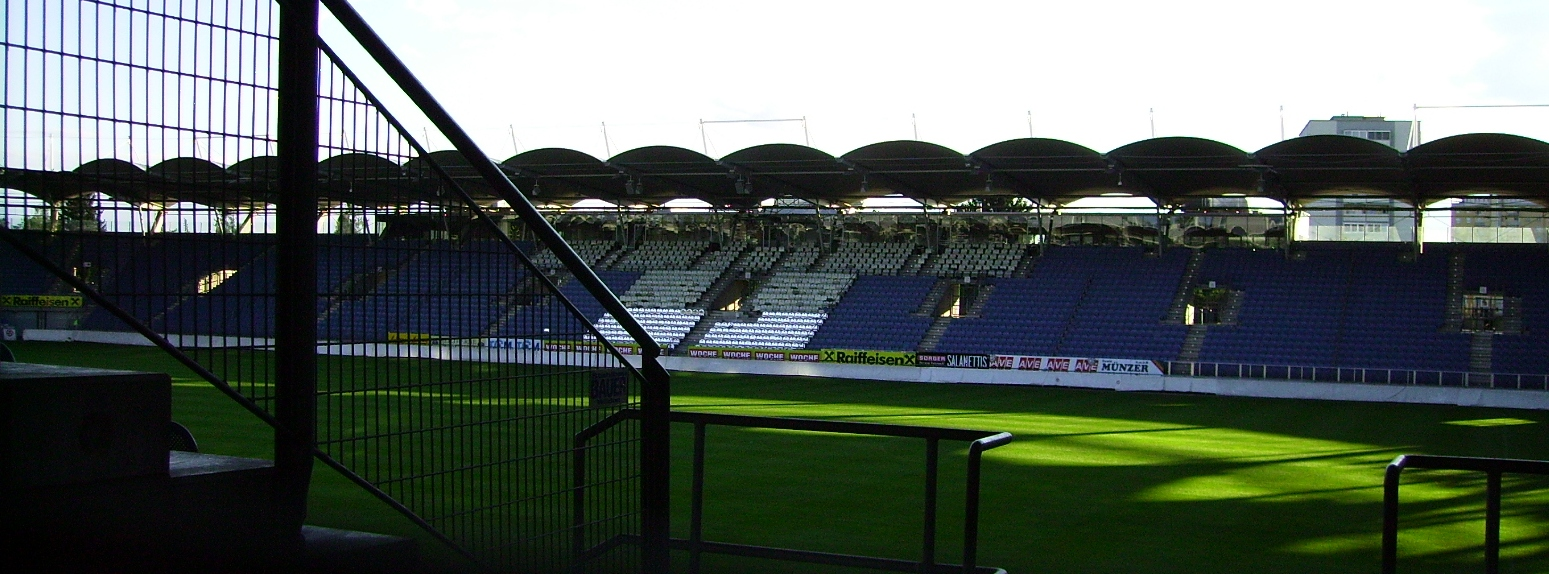
Von 1997 bis 2012 sowie ab der Saison 2019/20 werden die Heimspiele des GAK im neuen Liebenauer Stadion ausgetragen

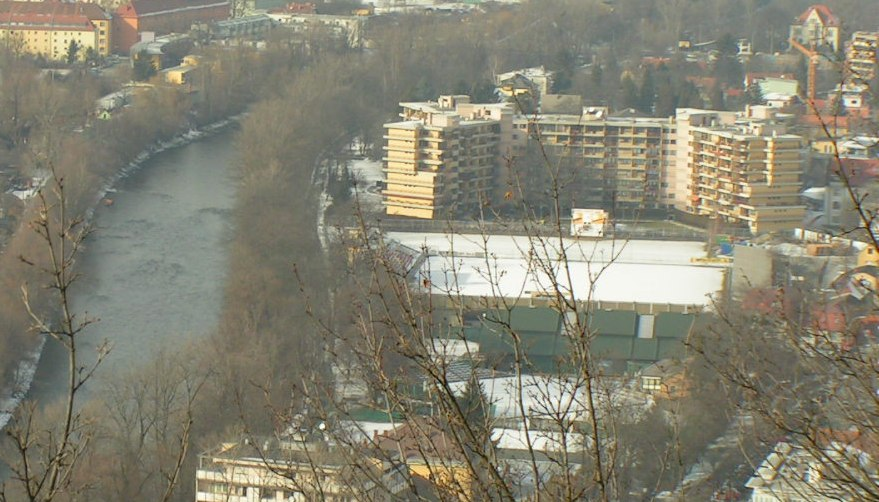
Das 2005 abgerissene Körösi-Stadion mit schneebedecktem Spielfeld, zwischen dem Hochhaus (oberhalb) und dem GAK-Tennisareal (unterhalb) erkennbar.

→ Übersicht: Zuschauerstatistik Heimspiele
Der GAK trägt seine Spiele im Liebenauer Stadion aus, das seit 2016 offiziell den Namen „Merkur Arena“ trägt. Als Ausbildungs- und Trainingszentrum nutzt er das Sportzentrum Weinzödl.
Beide Anlagen befinden sich indirekt über die Messe Congress Graz Betriebsgesellschaft m.b.H. im Besitz der Stadt Graz.
Historisch hatte er seine Heimat in der Körösistraße 57, in einem vereinseigenen, direkt an der Mur gelegenen Stadion, an dessen Stelle heute eine Siedlung steht. Dort spielte der GAK von 1902 bis 1975 zum Großteil (einzelne Spiele wurden auch auf den Heimstätten des Grazer SC, der ESV Austria Graz sowie im Bundesstadion Graz-Liebenau ausgetragen). Ab 1975 trugen die Roten dann ihre Spiele neun Jahre im Liebenauer Stadion aus.
1986 kam es zu einer Rückkehr auf die traditionelle Heimstätte, durch das Sponsoring seitens der Casinos Austria hieß der GAK-Platz fortan nunmehr Casino-Stadion GAK. In der Saison 1996/97 trugen die Grazer Athletiker ihre Heimspiele zum Großteil im Kapfenberger Alpenstadion aus. 1997 entschieden sich die beiden großen Grazer Fußballvereine GAK und SK Sturm Graz gemeinsam dafür, ihre Spiele im neu aufgebauten Stadion in Graz-Liebenau auszutragen. 2004 wurde das neue GAK-Trainingszentrum in Graz-Andritz eröffnet; das Casino-Stadion wurde 2005 abgerissen und am Areal eine Wohnanlage errichtet. Die GAK-Tennissektion ist aber weiterhin auf dem sporthistorischen Areal in der Körösistraße beheimatet. Das alte Fußballstadion diente bis 2004 noch als Trainingsstätte. Das allerletzte Match im Casino Stadion war am 2. Juli 2003 das Abschiedsspiel von Ales Ceh gegen den NK Maribor im Rahmen eines Tages der offenen Türe; den letzten großen Auftritt hatte die alte Heimat anlässlich der Meisterfeier am 22. Mai 2004.
Nach dem Abstieg in die Regionalliga blieb der GAK in Graz-Liebenau, trug aber einzelne Spiele im ehemaligen GAK-Trainingszentrum, heute Sportzentrum Weinzödl, aus. Seit dem Neustart in der 1. Klasse bis zum Aufstieg in die zweithöchste Spielklasse fanden die Heimspiele des GAK 1902 im Sportzentrum Weinzödl statt, wo mit Hilfe der Fans eine Zusatztribüne für 625 Sitzplätze aufgebaut wurde. Nach sieben Jahren Abwesenheit im Profifußball (und damit im Stadion Liebenau) spielt der GAK seit der Saison 2019/20 daher wieder fix in Liebenau. Bereits in der Regionalliga-Saison 2018/19 trug er dort zwei Cup-Spiele aus. In der Saison 2019/20 wurden Spiele, die aufgrund der Covid-Pandemie als Geisterspiele ohne Zuschauer stattfinden mussten, aus wirtschaftlichen Gründen im Stadion Gleisdorf ausgetragen.
| Die Spielstätten:                         | Die Spielstätten: | Die Spielstätten: | Die Spielstätten: |
| Name                                      | Jahre             | max. Kapazität    | Bemerkungen |
| ----------------------------------------- | ----------------- | ----------------- | --- |
| Stadion Körösistraße (GAK-Platz)          | 1902–1975         | 12.000            | v. a. (internationale) Flutlichtspiele nach 1955, Wochentagsmeisterschaftsspiele 1971–1974 im Stadion Liebenau, einzelne Spiele auf den Heimstätten des Grazer SC und der ESV Austria Graz (SC Südbahn bzw. Reichsbahn Graz) |
| Bundesstadion Liebenau                    | 1975–1986         | 22.000            | |
| Stadion Körösistraße (Casino Stadion GAK) | 1986–1996         | 9.000             | mit Zusatztribünen max. Kapazität 11.000 |
| Alpenstadion Kapfenberg                   | 1996/97           | 10.000            | letzte Heimspiele wieder im Stadion Körösistraße (Casino Stadion GAK) |
| Stadion Liebenau                          | 1997–2007         | 15.400            | |
| Stadion Liebenau                          | 2007–2012         | 15.400            | einzelne Spiele im GAK-Trainingszentrum (heute: Sportzentrum Graz-Weinzödl) |
| Sportzentrum Graz-Weinzödl                | 2013–2019         | 2.500             | Saison 2018/19 einzelne Spiele (Derby, ÖFB-Cup) im Stadion Liebenau bzw. Stadion Gratkorn (Freundschaftsspiel gegen Austria Salzburg am 3. März 2018)                                                                        |
| Stadion Liebenau                          | ab 2019/20        | 16.300            | Saison 2019/20 Heimspiele ohne Zuschauer ab der 20. Runde aus wirtschaftlichen Gründen im Stadion Gleisdorf, Saison 2020/21 unterschiedliche Kapazitäten/Geisterspiele aufgrund Covid-Krise                                  |

### Sponsoren

Das GAK-Logo von 1997 bis 2007 zierte der Sponsorname Liebherr

Nach der Gründung des Vereins setzte man auf die Komponenten Idealismus und private Initiative. Mitgliedsbeiträge, Spenden und Zuschauer-Einnahmen brachten den Grazer Athletiksport Klub über die ersten Jahre, Sponsoring war damals noch ein Fremdwort.
Erst Ende der 1950er, Anfang der 1960er Jahre gab es Ansätze von echter Unterstützung seitens der Wirtschaft. Die früheren Sponsoren waren dennoch so etwas wie Gönner. Der Grazer Gemüse-Großhändler Evaristo di Lenardo sowie Anton Herzl, seines Zeichens Gründer der Schuh-Firma Stiefelkönig griffen für die Athletiker in die private Tasche. Beide Herren wurden später deshalb auch mit der Ehrenmitgliedschaft des Vereins geehrt.
Der erste große Sponsor-Deal gelang dem GAK 1969, als der Schweizer Uhrenhersteller Marvin den Verein mit der Jahressumme von 500.000 Schilling unterstützte. Der Marvin-Schriftzug war somit der erste Dressensponsor, zeitgemäß sprach man von einer „Patronanzfirma“. Wie auch Marvin selbst, findet man heute einige der Sponsoren nicht mehr im Branchenbuch, so etwa Teppichland, die ATS-Bank (durch deren Kollaps 1976 der GAK beinahe mitgerissen wurde und der Langzeit-Obmann HR Konrad Reinthaler für die Rettung „seines“ GAK buchstäblich um jeden Schilling „bettelnd“ durch Graz zog), oder den Elektrogerätehersteller Körting TV, der nach der ATS-Pleite dem GAK aus dem finanziellen Engpass herausgeholfen hatte. Die Firmen aus dieser Zeit unterstützten aber nicht die Fußballsektion, sondern waren Sponsor des Gesamtvereins.
1978 sorgte der Fensterhersteller Gaulhofer für einen wirtschaftlichen Aufschwung bei der Fußballsektion. Von 1980 bis 1990 war die Einkaufsgenossenschaft Ringschuh Hauptsponsor der Grazer. Anschließend musste man nach dem Abstieg in die Zweitklassigkeit erstmals seit langen Jahren ohne Dressensponsor auskommen, ehe Tank Roth und anschließend Trummer-Montagen die freien Flächen füllten.
Mitte der 1990er Jahre wurden die Casinos Austria zum Hauptsponsor (sie waren schon Namensgeber des Stadions), von 1997 bis 2007 fungierte der Baufahrzeuge-Hersteller Liebherr als Haupt- und Dressensponsor. In der Regionalliga-Saison 2007/08 musste man wieder ohne Hauptsponsor auskommen. Ab der Saison 2011/12 bis zur Einstellung des Spielbetriebs im Oktober 2012 übernahm der Textildiskonter Kik das Sponsoring.
Nach der Neugründung waren der Getränkehersteller 2B [to be] und für die Saison 2016/17 das Fachmarktzentrum Salto Dressensponsor, in den Saisonen 2017/18 und 2018/19 dann der Wettspielanbieter Lopocasport, der im Sommer 2019 von HPYBET – ebenfalls einem Wettspielanbieter – abgelöst wurde. 2022 ist der Energiedrinkhersteller KAIF Brustsponsor. Ende Mai 2024 wird mit dem italienischen Baustoffproduzenten Mapei ein langfristiger Sponsorenvertrag abgeschlossen (4 Jahre plus 2 weitere Jahre als Option).
Aber auch viele andere Sektionen bzw. Zweigvereine hatten und haben finanzielle Unterstützung aus der Wirtschaft: das (ehemalige) Eishockeyteam spielte seine einzige Bundesliga-Saison 1970/71 sowie die Zweitliga-Saison 1971/72 als GAK-Peterquelle, in der darauffolgenden Oberliga-Saison war das Grazer Möbelhaus Loran Dressensponsor. Die Basketball-Damen liefen viele Jahre in der Staatsliga und Bundesliga als GAK-PSK aufs Parkett und der GAK-Tennis hatte rund um den Jahrtausendwechsel mit der Energie Steiermark (ESTAG) einen prominenten Geldgeber. Die heute noch, neben dem Fußball, aktiven Zweigvereine haben sich in einem immer professionelleren Umfeld ihr jeweils notwendiges Sponsorennetzwerk aufgebaut.

### Die Trainer und Spieler des GAK im Rückblick
Erfolgreichster Trainer der GAK-Geschichte ist bis jetzt Walter Schachner (mit einem Meistertitel und einem Cupsieg als Double sowie zwei Vizemeistertiteln), weitere Titel im Profifußball haben Vaclav „Wenzel“ Halama (mit dem ersten Cuptitel 1981) sowie Werner Gregoritsch und Thijs Libregts als weitere Cupsieger 2000 bzw. 2002. Auch prominente Namen, wie Zlatko „Tschik“ Čajkovski oder der Weltmeister Klaus Augenthaler schwangen beim GAK das Trainerzepter.
Karl Mütsch übernahm 1948 die Mannschaft am 10. Rang der Landesliga und sorgte bis 1951 für den Durchmarsch über die Staatsliga B bis in die Staatsliga A. Der GAK verblieb danach 23 Jahre ununterbrochen in der höchsten österreichischen Liga. Mit Ferdinand Fritsch (1962) und Fritz Kominek (1968) stand der Klub jeweils im Cupfinale. 1973 stießen die Rotjacken unter Helmut Senekowitsch als Dritter erstmals in die höchsten Tabellenregionen der Meisterschaft vor. Der „Zauberer“ Adi Pinter versuchte in den 1990er-Jahren den GAK vor dem Abstieg in die 2. Division zu bewahren und 1995 gelang dann dem späteren Jahrhunderttrainer Hans-Ulrich Thomale die Rückkehr ins Fußball-Oberhaus.

„Der GAK ist vergleichbar mit meiner ersten großen Liebe.“

Zwischen 2013 und 2017 schaffte Gernot Plassnegger als Trainer des neugegründeten GAC/GAK 1902 mit vier Aufstiegen en suite den Weg aus der 8. (1. Klasse) bis in die 4. Liga (Landesliga Steiermark) und übernahm Anfang 2020 wieder das Traineramt in der 2. Liga.
Rekordnationalspieler des Vereins für Österreich ist René Aufhauser mit 25 Einsätzen für das ÖFB-Team im Zeitraum 2002 bis 2005. Insgesamt trugen 37 GAK-Spieler das österreichische Teamdress. Für eine andere Nationalmannschaft sind die 74 Länderspiele von Aleš Čeh für Slowenien die bestehende Rekordmarke. Im Mai 2022 stehen mit Lena Breznik und Cynthia Adamu (beide U17) nach zehnjähriger Unterbrechung wieder GAK-Akteure in einem ÖFB-Nationalteam (letztes Spiel: Thomas Murg, U19, 30.5.2012, 1:2 gegen Georgien).
| Die TOP-10-ÖFB-Nationalspieler: |
| ------------------------------- |
| René Aufhauser (25)             |
| Joachim Standfest (16)          |
| Anton Ehmann (13)               |
| Roland Kollmann (11)            |
| Emanuel Pogatetz (10)           |
| Ronald Brunmayr (8)             |
| Dieter Ramusch (7)              |
| Martin Amerhauser (6)           |
| Matthias Dollinger (6)          |
| Andreas Schranz (6)             |
| Stand: Jänner 2019              |

Eindeutiger Rekordspieler für Erstligaspiele des GAK ist Walter Koleznik, der 1961 bis 1978 durchgehend für die Athletiker gespielt hat, mit 401 Spielen und Rekordtorschütze Wilhelm Sgerm mit 118 Toren zwischen 1955 und 1967. Beide sind, u. a. neben Torhüterlegende Savo Ekmečić, Josef Stering oder Željko Vuković, auch Teil der GAK-Jahrhundertmannschaft, die von den Fans anlässlich des hundertsten Vereinsgeburtstages 2002 gewählt wurde.
| Die Rekordspieler:                                     | Die Rekordspieler:  | Die Rekordspieler:  |
| alle nach Einsätzen                                    | alle nach Einsätzen | alle nach Einsätzen |
| ------------------------------------------------------ | ------------------- | ------------------- |
| Walter Koleznik                                        | 1961–1978           | 401                 |
| Mario Zuenelli                                         | 1973–1987           | 344                 |
| Erich Frisch                                           | 1953–1969           | 340                 |
| Werner Maier                                           | 1969–1982           | 324                 |
| Martin Amerhauser                                      | 1995/96, 1999–2007  | 305                 |
| Legionäre nach Einsätzen                               |                     |                     |
| Savo Ekmečić                                           | 1977–1985           | 269                 |
| Ales Ceh                                               | 1995–2003           | 230                 |
| Boban Dmitrovic                                        | 1996–2003           | 186                 |
| Zelimir Vidovic                                        | 1983–1989           | 167                 |
| Zeljko Vukovic                                         | 1995–1999           | 138                 |
| alle nach Toren                                        |                     |                     |
| Wilhelm Sgerm                                          | 1955–1967           | 118                 |
| Walter Koleznik                                        | 1961–1978           | 85                  |
| Mario Zuenelli                                         | 1973–1987           | 70                  |
| Hannes Jank                                            | 1958–1964           | 66                  |
| Roland Kollmann                                        | 2001–2007           | 63                  |
| nach Spielen in der höchsten Liga (Stand: Jänner 2019) |                     |                     |

In der 2. Liga (1950/51, 1974/75, 1990–1995, ab 2019/20) halten Stojadin Rajkovic mit 94 Matches und Eduard Glieder mit 39 Toren (in 83 Spielen) die Bestmarken. Für die Regionalliga (2007–2012, 2018/19) sind Christian Deutschmann mit 142 Spielen und Herbert Rauter mit 69 Toren (in 113 Spielen – Torschützenkönig 2011 und 2012) die jeweiligen Rekordspieler, in den steirischen Ligen zwischen 2013 und 2018 sind es Gerald Säumel mit 97 Spielen (in 5 Saisonen und fünf Meisterschaftstiteln) und Richard Wemmer mit 76 Toren (in drei Spielzeiten). Stefan Kölly war 1950 steirischer Torschützenkönig.

„Mein Beruf? Bester Tormann von Österreich!“

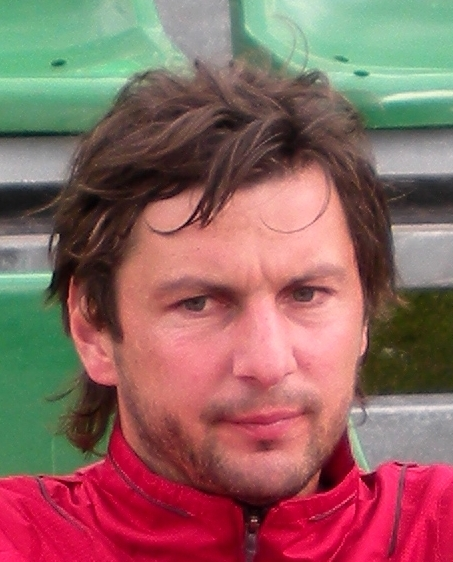
2004 österreichischer Meister und Torschützenkönig: Roland „Rolligoal“ Kollmann
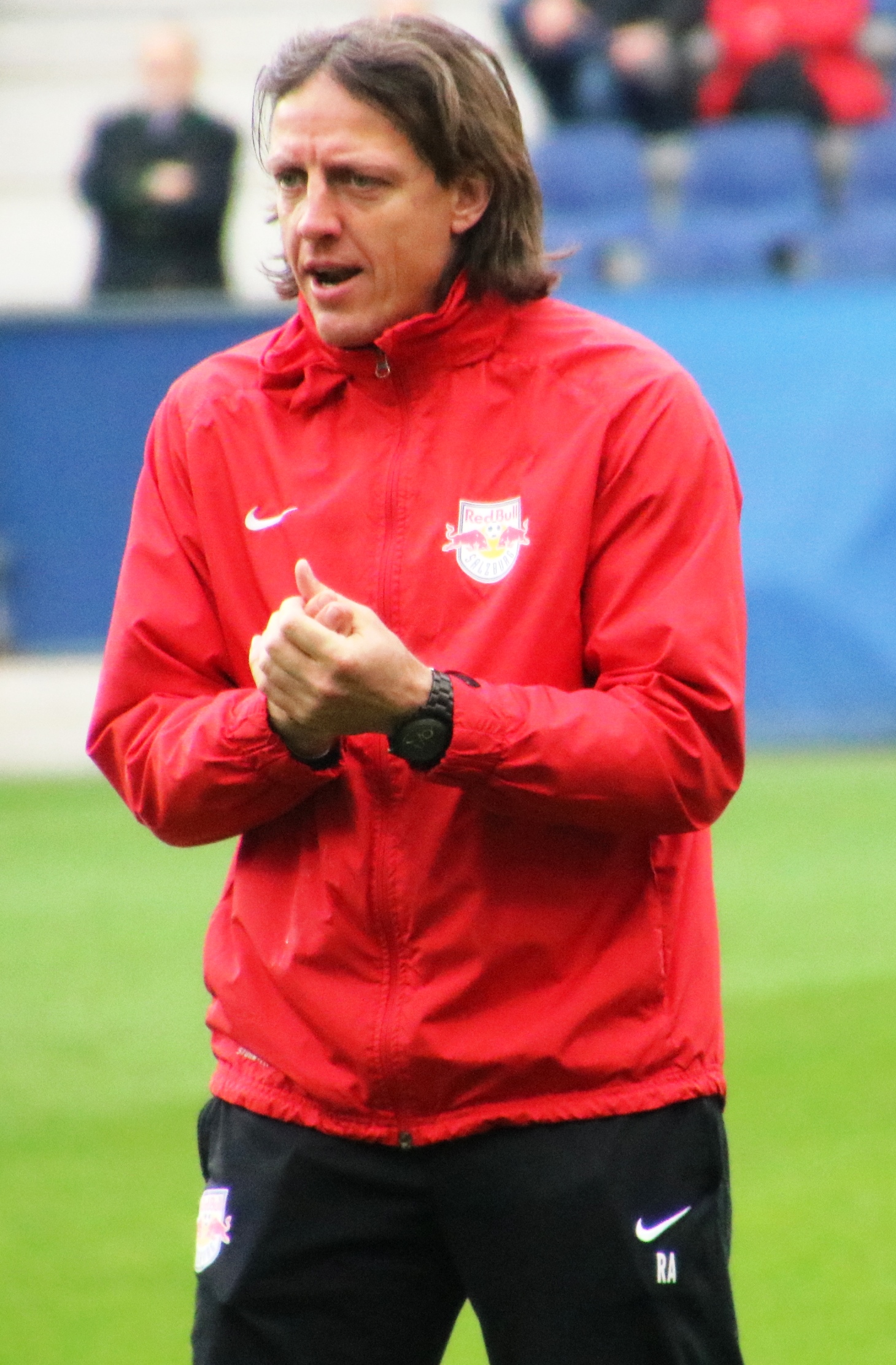
Rene Aufhauser ist ÖFB-Rekordnationalspieler des GAK und war Teil der Meistermannschaft von 2004
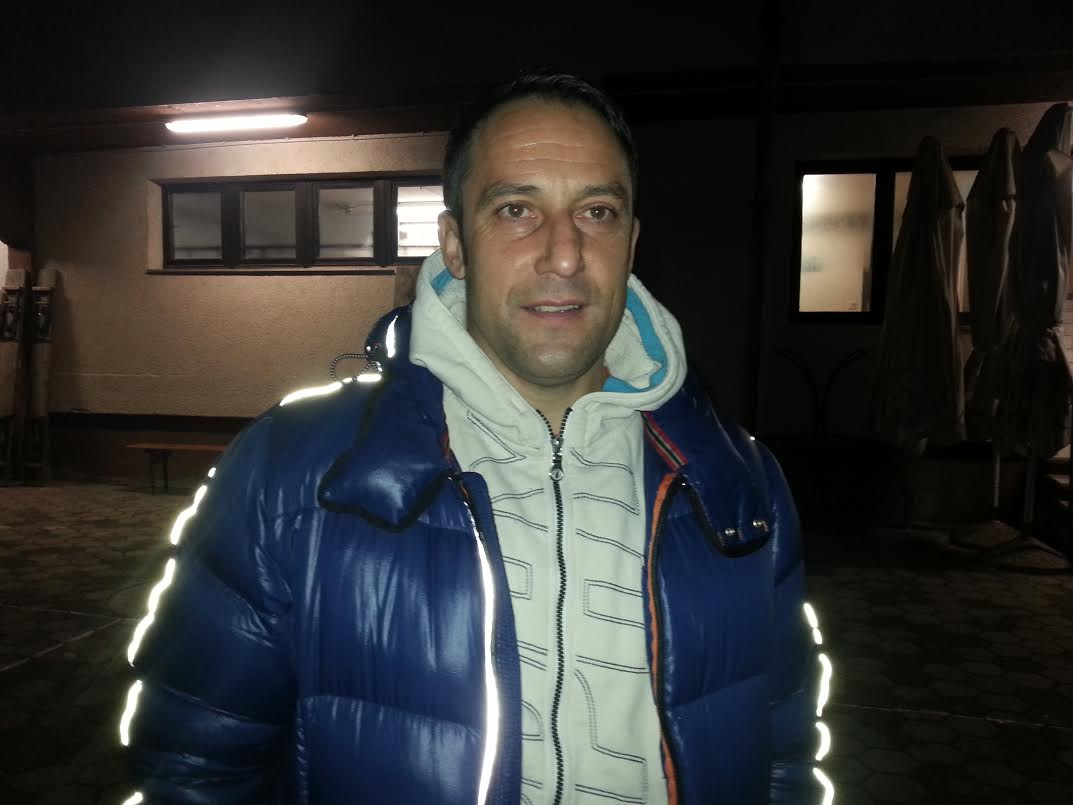
Mit 230 Spielen einer der längst dienenden Legionäre bei den Athletikern und später auch Cheftrainer: der Slowene Aleš Ceh
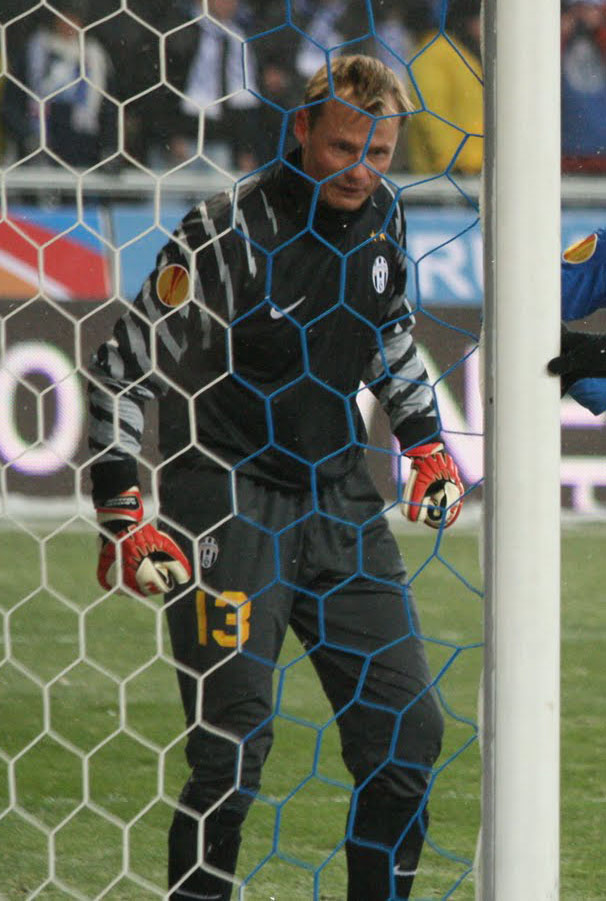
Alexander Manninger auf den Spuren Rudi Hidens: vom GAK in die weite Fußballwelt. Der erste österreichische Fußballer auf der Insel
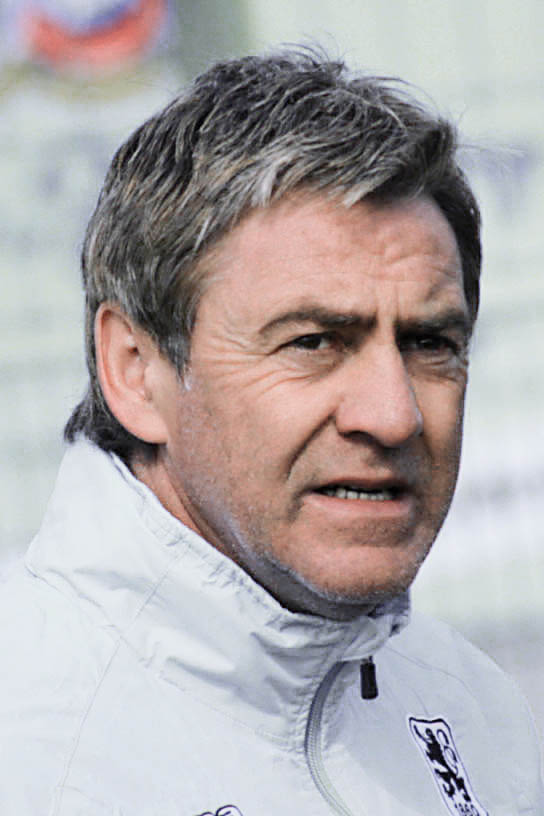
Der Meistertrainer von 2004, Walter Schachner, stürmte 1990 auch kurz für die Rotjacken
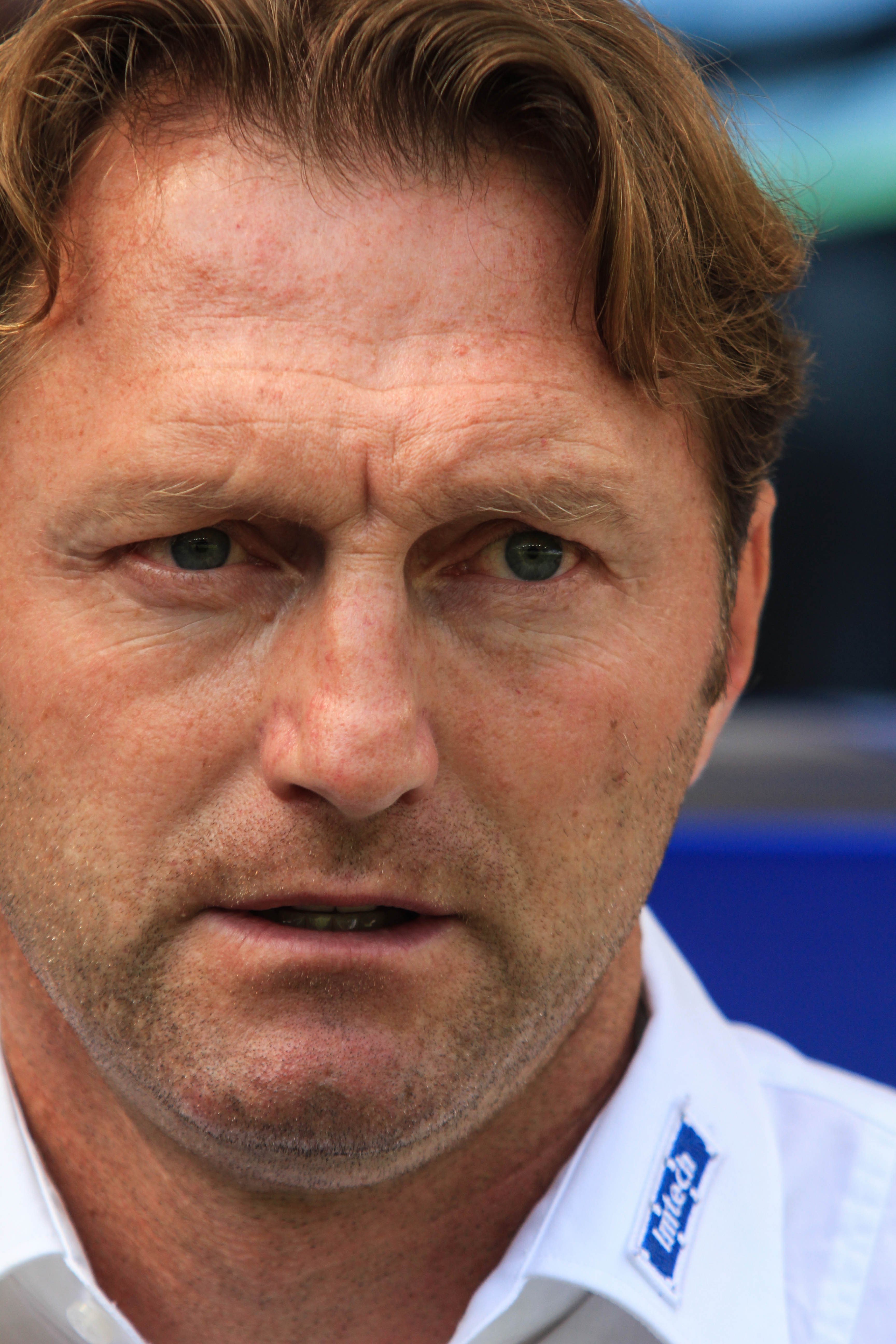
Schoss zwischen 1985 und 1989 65 Tore für den GAK: Ralph Hasenhüttl, der aus der eigenen Jugendarbeit entstammt
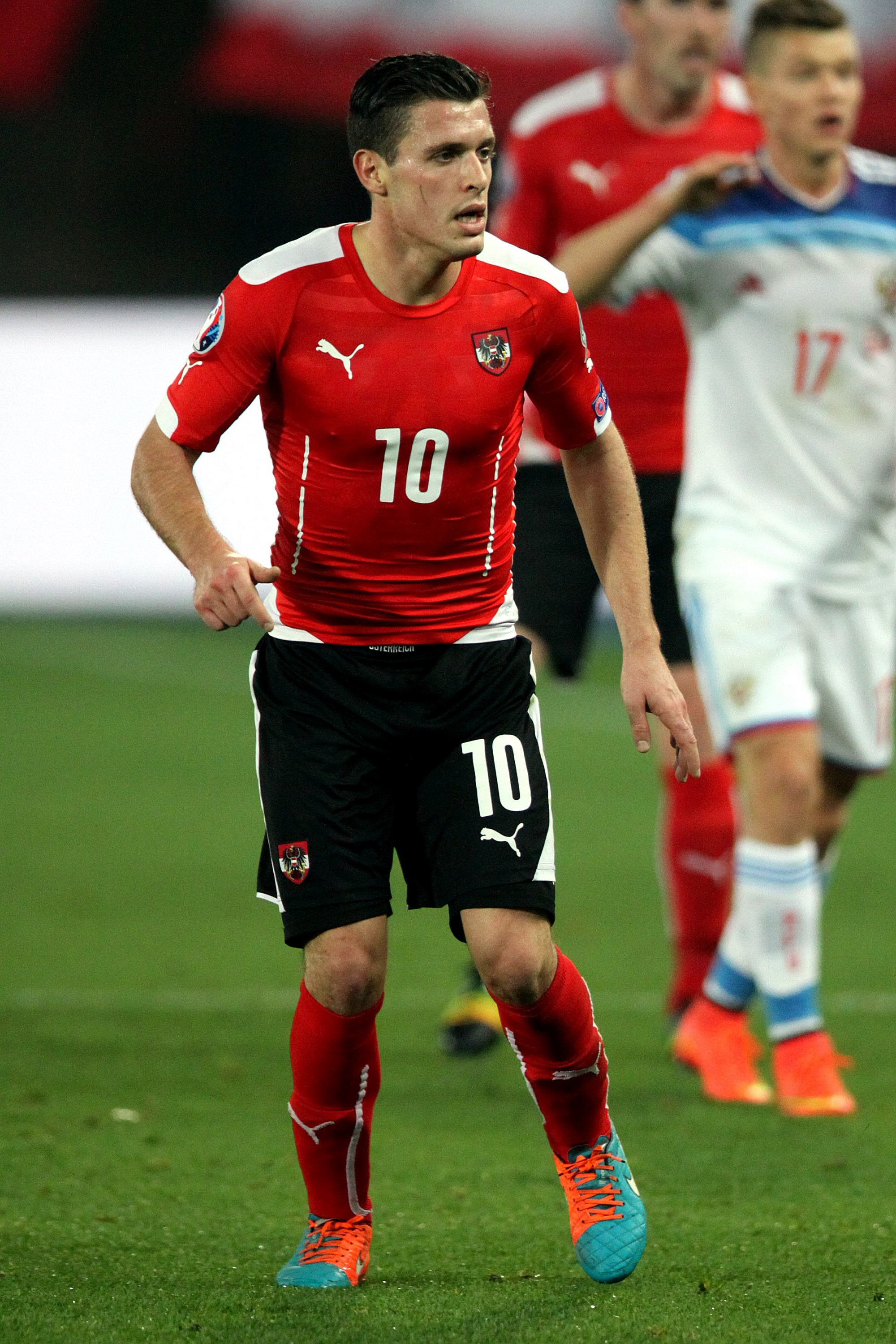
Von 1999 bis 2007 bei den Roten: der ehemalige Werder-Bremen-Legionär Zlatko Junuzović
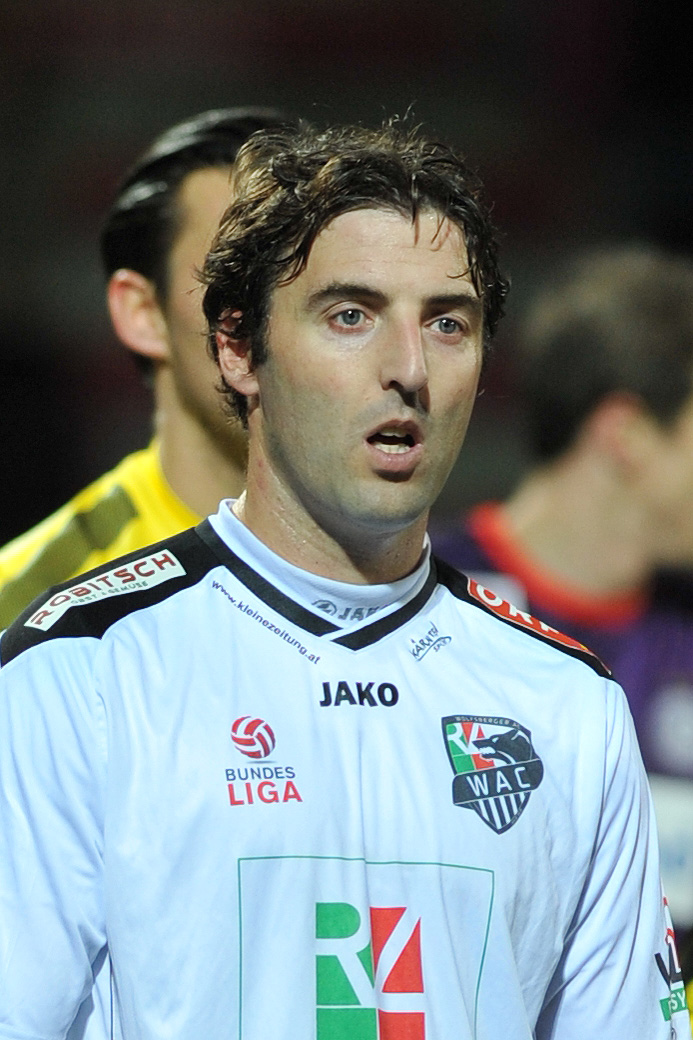
Joachim Standfest erreichte von 1998 bis 2007 sechs Titel mit dem GAK und ist mit drei Toren Rekordschütze im Europacup

Die Meistermannschaft von 2004 erhielt die Auszeichnung „Steirische Sportmannschaft des Jahres“ und wurde Dritter bei der gesamtösterreichischen Wahl. Ronald Brunmayr war „Fußballer des Jahres“ 2001 und 2002, Mario Bazina 2005 und Dieter Ramusch erhielt im selben Jahr den Ehrenpreis. Walter Schachner wurde „Trainer des Jahres“ 2002 und 2004. Der GAK 1902 war „Amateurmannschaft des Jahres“ und Laurenz Sacher „Amateurspieler des Jahres“ 2014.

### Der GAK im Europacup
→ Übersicht: Europapokalbilanz des GAK
Nach sporadischen Auftritten im Cup der Cupsieger und Messestädte bzw. UEFA-Cup im Zeitraum 1962–1983 konnte sich der GAK von 1996 bis 2005 (1997 war man „nur“ für den UI-Cup qualifiziert) durchgehend für die europäischen Hauptbewerbe qualifizieren.

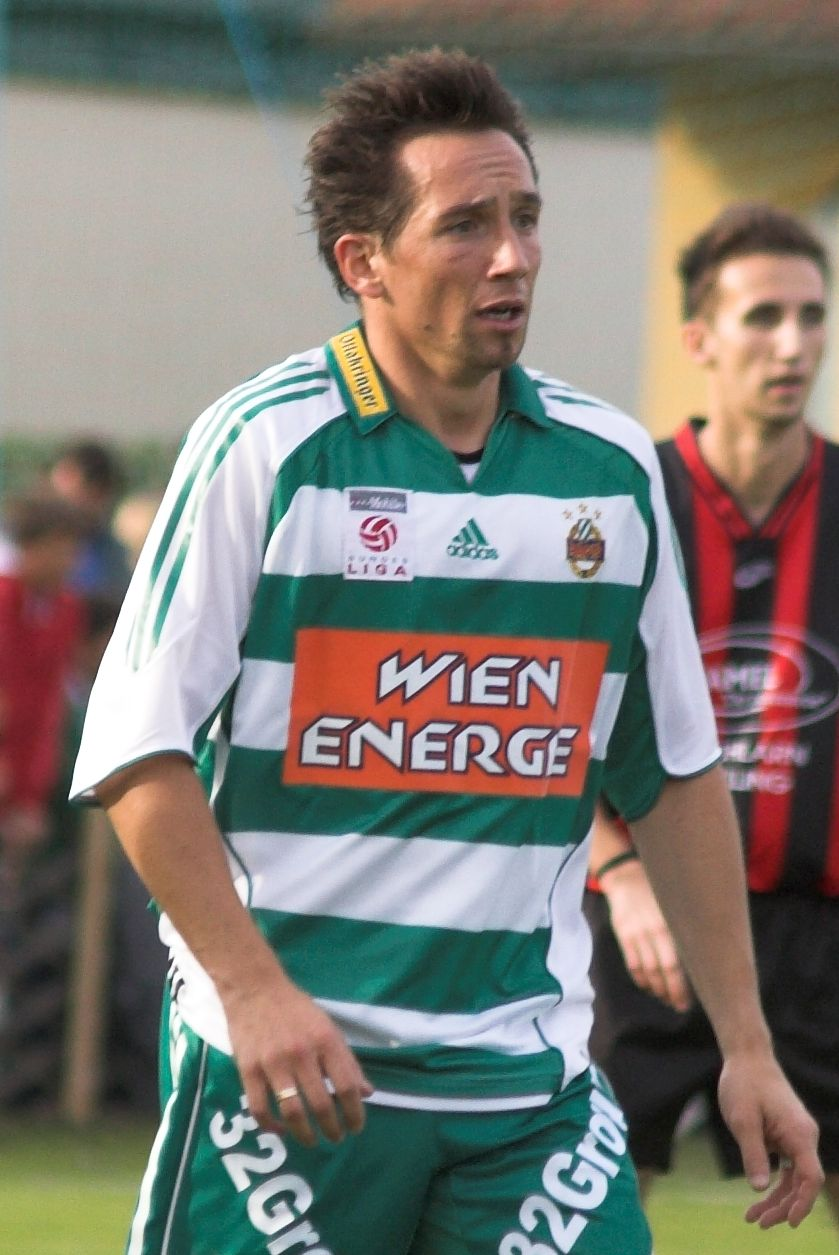
Auch Matthias Dollinger gehörte 2004 zum „Double“-Team des GAK und war außerdem auch als ÖFB-Teamspieler gefragt

Viermal wurde die 2. Runde des UEFA-Cups erreicht (1996, 1998–2001), man scheiterte, teilweise nur knapp, an attraktiven Gegnern wie Inter Mailand (1996/97), AS Monaco (1998/99), Panathinaikos Athen (1999/2000) und Espanyol Barcelona (2000/01). In der Saison 2001/02 schied die Mannschaft in der 1. Runde des UEFA-Cups gegen den FC Utrecht aus.
Dreimal scheiterte der GAK in der 3. Runde der Champions-League-Qualifikation. Die Gegner waren Lokomotive Moskau (2002/03), Ajax Amsterdam (2003/04) und FC Liverpool (2004/05). In der Saison 2003/2004 schied man, nach zwei unentschiedenen Spielen (0:0 auswärts, 1:1 zuhause), gegen den norwegischen Verein Vålerenga Oslo in der 1. Runde des UEFA-Cups aus.
Ein international bedeutender Achtungserfolg gelang in der Saison 2004/05. Nach einem aufsehenerregenden 1:0-Auswärtssieg gegen den FC Liverpool schied man nur knapp in der 3. Qualifikationsrunde der Champions League aus, da das Heimspiel 0:2 verloren wurde. Im UEFA-Cup stieg die Mannschaft nach einem klaren Sieg gegen Litex Lovech aus Bulgarien in die erstmals ausgetragene Gruppenphase des UEFA-Cups auf. In der Gruppe F warteten zwei Auswärtsspiele gegen AJ Auxerre (0:0) und gegen die Glasgow Rangers (0:3) und zwei Heimspiele gegen Amica Wronki (3:1) und gegen AZ Alkmaar (2:0). Hinter AZ Alkmaar und AJ Auxerre belegte man den 3. Rang in der Gruppe und stieg ins Sechzehntelfinale auf, wo zwei attraktive Spiele gegen den FC Middlesbrough warteten. Das Hinspiel wurde in Graz ausgetragen und nach guter Leistung und einigen strittigen Situationen trennte man sich 2:2-Unentschieden. Im Rückspiel verlor die Grazer Mannschaft nach einer frühen 1:0-Führung mit 1:2 und schied somit aus dem Bewerb aus, in dem man als krasser Außenseiter, besonders in Großbritannien, für Aufsehen gesorgt hatte.
Die bislang letzte Europacupteilnahme war in der Saison 2005/06, als man mit einem Gesamtstand von 0:7 Toren gegen Racing Straßburg aus der 1. UEFA-Cuprunde schied. Joachim Standfest hält den Vereinsrekord von drei Toren in einem Europa-Cup Spiel gegen KÍ Klaksvík (5:0).

### Das Grazer Derby

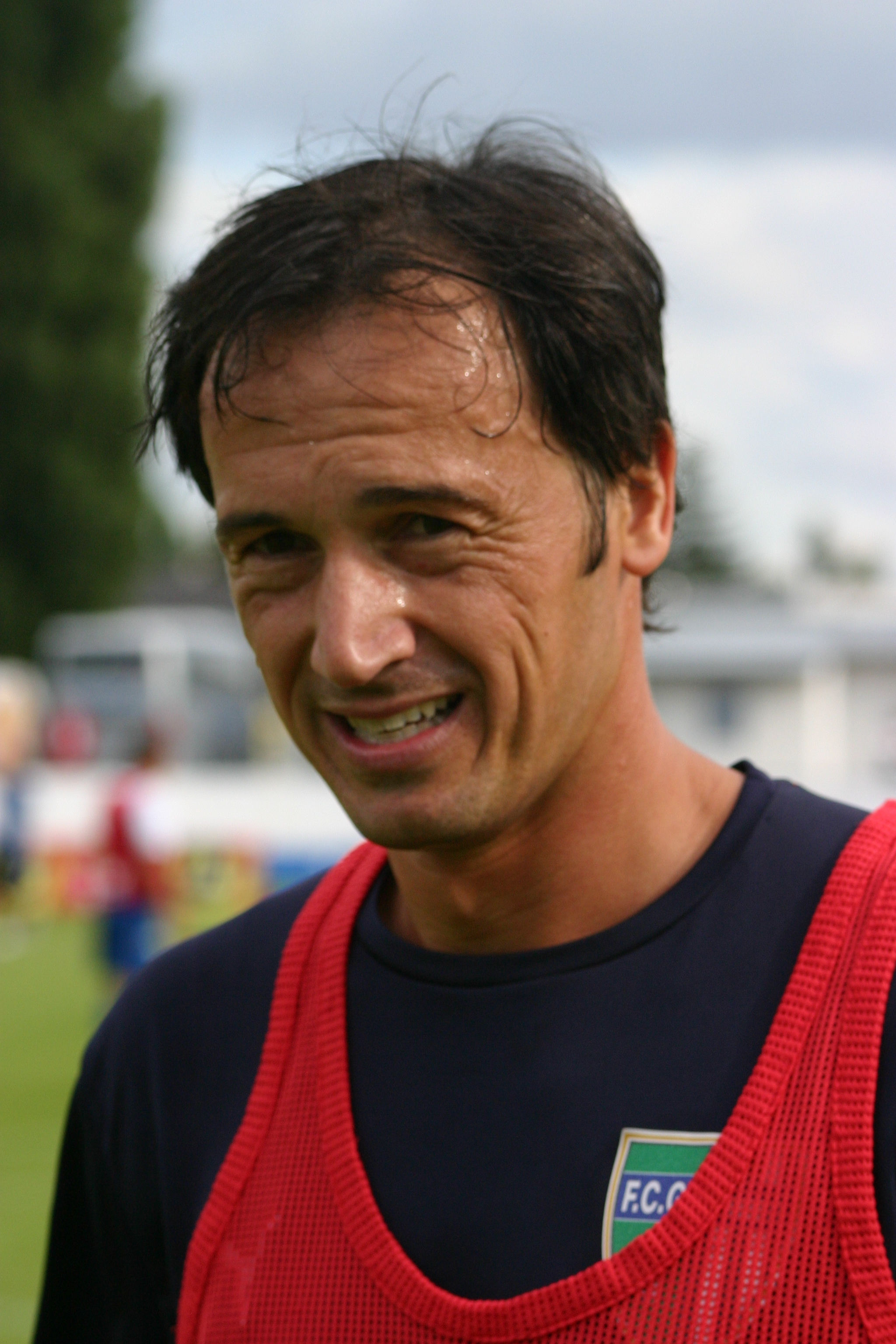
Einige Spieler erlebten Derbys auf der roten und schwarzen Seite: neben Gerald Strafner (Bild), auch Heinz Schilcher. Roland Goriupp, Ronald Brunmayr oder Günther Koschak

1910 gab es bereits das erste Aufeinandertreffen der Kampfmannschaften beiden Vereine, damals freilich noch außerhalb eines Meisterschaftsbetriebs. Die Rotjacken gewannen klar mit 5:0. Aber bereits vor dem 1. Weltkrieg trotzen die Blackies dem Stadtrivalen ein Unentschieden ab. Am 8. September 1913 fand in der 1. Runde des Grazer Herbstmessepokals das erste offizielle Spiel im Rahmen eines offiziellen Wettbewerbs statt, ist aber bisher nicht in die Statistik eingeflossen. Die Rotjacken siegten klar mit 3:0 und wurde später auch zum dritten Mal Sieger dieses wichtigsten Fußballbewerbs außerhalb Wiens vor dem Ersten Weltkrieg. Auch das erste reguläre Derby nach dem Ersten Weltkrieg im Jahr 1919 gewannen die Athletiker mit 3:2, beim Rückspiel (1:1) kommt es bereits zu einem Tumult auf den Rängen, was die Brisanz dieses Duells beschreibt. Dabei gibt es noch nicht einmal einen regulären Meisterschaftsbetrieb …
Seit dem Jahr 1920, als die beiden Klubs in der Grazer Liga erstmals aufeinandertrafen, liefern sich die Stadtrivalen bis 2007 insgesamt 197 heiße Spiele (Sturm siegte damals mit 5:1 und 1:0). 1946 gewann Sturm in der steirischen Liga mit 10:1 über den GAK, dies ist bis heute der höchste Derbysieg. Elf Jahre später, am 25. November 1956, bereits in der österreichischen Staatsliga, drehte der GAK den Spieß jedoch um und siegte mit 6:1. 1969 gab es in Liebenau einen Zuschauerrekord, über 20.000 Fans drängten ins Stadion, die Mannschaften trennten sich mit einem 1:1-Unentschieden. Das einzige Grazer Derby im Finale des ÖFB-Cups konnte die Roten im Jahr 2002 mit 3:2 für sich entscheiden. Die erfolgreichsten GAK-Derby-Torschützen sind mit acht Toren Walter Koleznik bzw. mit sieben Toren Igor Pamić, Mario Zuenelli und Herbert Ninaus.

„Besser gegen Sturm verlieren, als gegen die Admira gewinnen …“

Das letzte Derby im Arnold Schwarzenegger-Stadion Graz-Liebenau fand am 30. Oktober 2005 statt (2:0 für den GAK). Das 125. Grazer Derby (seit Gründung der Staatsliga) am 18. Februar 2006 war zugleich das Eröffnungsspiel des nun auf UPC-Arena umbenannten Stadions in Liebenau, bei dem sich die Mannschaften mit einem 0:0-Unentschieden trennten. Im letzten Stadtderby in der Bundesliga, am 18. März 2007, gewann der SK Sturm mit 1:0. Das erste Derby seit über 15 Jahren, am 19. Oktober 2022, im Rahmen des ÖFB-Cups stattgefunden hat, gewann der SK Sturm mit 1:0. Das 199. Derby im Rahmen eines Pflichtspiels findet dann in der darauffolgenden Cup-Saison am 2. November 2023 statt und endet 2:3 für den Lokalrivalen.

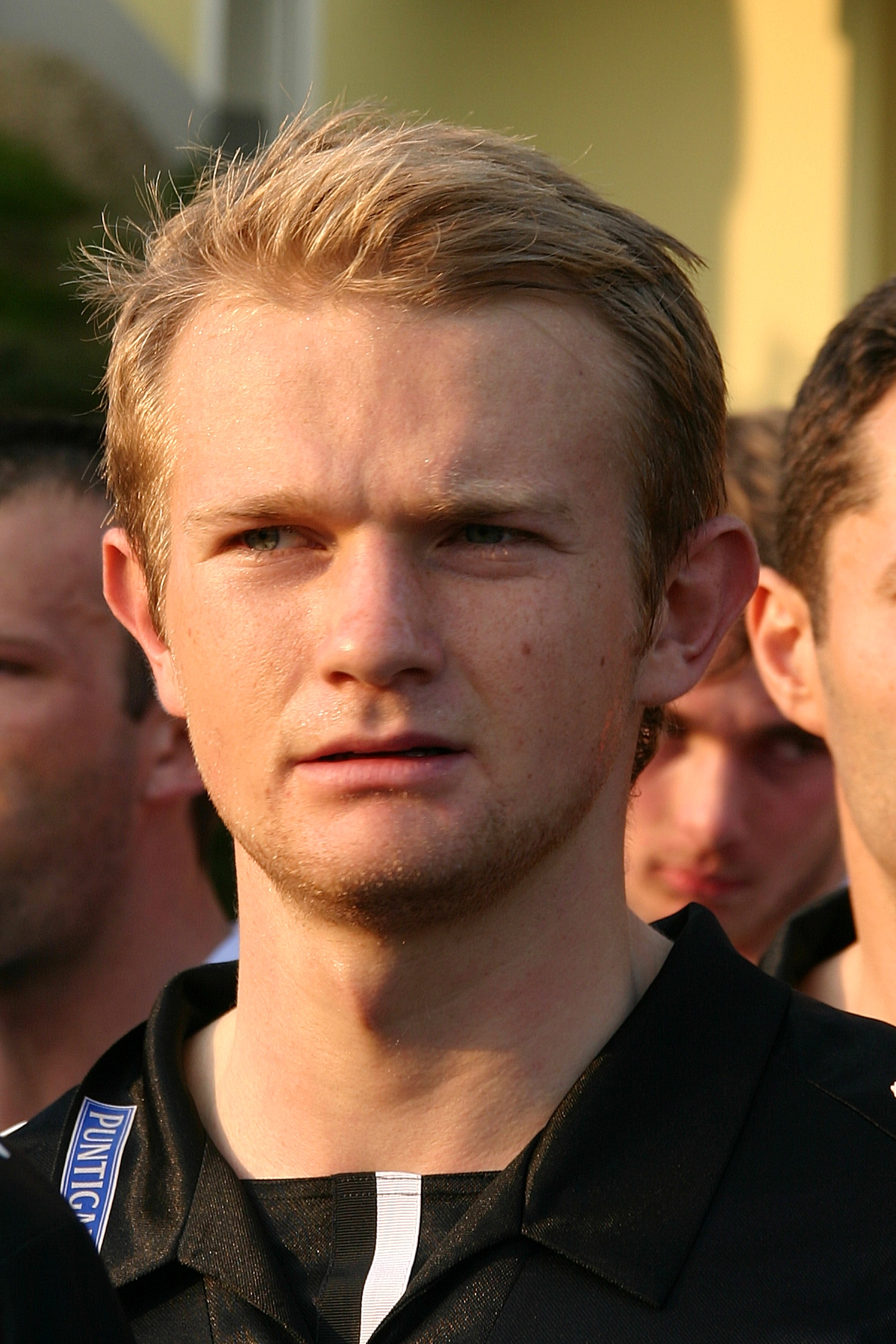
Auch Mario Sonnleitner spielte für GAK und Sturm

Derby-Bilanz 1920–1949 in der steirischen Liga (Amateurmeisterschaft)
- 55 Spiele
- 19 GAK-Siege
- 7 Remis
- 29 Sturm-Siege

(Torverhältnis 102:136)
Derby-Bilanz seit Einführung der Staatsliga (Profimeisterschaft) 1949 bis 2007, 2024/25
- 131 Spiele
- 46 GAK-Siege
- 42 Remis
- 43 Sturm-Siege

(Torverhältnis: 174:172)

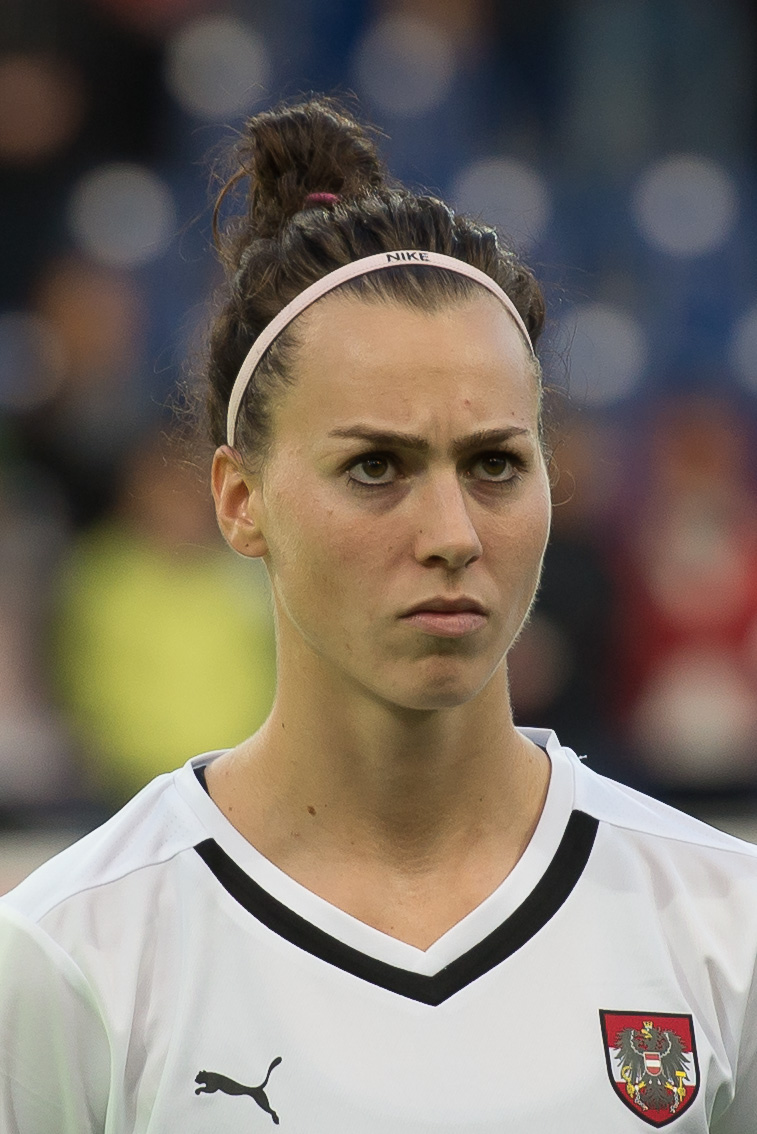
Die langjährige ÖFB-Team-Kapitänin Viktoria Schnaderbeck durchlief 2005/06 die damalige GAK-Akademie

Nach dem Zwangsabstieg in die Regionalliga Mitte gab es zwischen 2007 und 2012 bzw. nach dem Wiederaufstieg in die Drittklassigkeit 2018/19 sowie in der 2. Liga zwischen 2022 und 2024, „kleine Derbys“ gegen die Zweitvertretung des SK Sturm. Hier steht die Bilanz 8:4 (bei vier Unentschieden) für den GAK.
Wie groß die Rivalität der beiden Grazer Fußballvereine bzw. das Interesse knapp 13 Jahre nach dem letzten Derby immer noch ist, davon zeugt auch ein Projekt, das am 28. Februar 2020 im Grazer Schauspielhaus unter dem Titel „Bist Du GAK oder STURM?“ Premiere hatte. Der Grazer Regisseur Ed. Hauswirth erarbeitete mit Laien einen Theaterabend über „Liebe, Stolz und Fan-Sein“.
Das erste (inoffizielle) Derby der Frauenmannschaften beider Klubs fand am 27. Dezember 2024 im Rahmen eines Benefiz-Legenden-Hallenturniers in Graz statt. Das Spiel endete 2:1 für die Frauen des SK Sturm. Nach einem weiteren freundschaftlichem Spiel am 24. Mai 2025, diesmal auf Großfeld, fand im Rahmen der 1. Runde des ÖFB-Cups am 8. August 2025 das erste Pflichtspiel der beiden Mannschaften statt.
→ Übersicht: Weitere Informationen zum Grazer Stadtderby auf der Statistikseite

## Frauenfußball
Nachdem ein Übereinkommen mit dem FC Stattegg zuvor am Stadtrivalen gescheitert war, gab es in der Saison 2011/12 durch die Kooperation mit dem 1. DFC Leoben in der 2. österreichischen Liga-Ost/Süd einen ersten Anlauf im Frauenfußball, bis zur Auflösung des Vereines im Herbst 2012.
Der Jugendfußballverein GAK-Juniors (ab 2021 Sektion Jugend innerhalb des GAK 1902) etabliert ab 2018 die ersten Mädchen-Nachwuchsmannschaften im steirischen Meisterschaftsbetrieb. Mit der Saison 2021/22 kommt es zum Einstieg einer Damen-Kampfmannschaft in den Spielbetrieb der viertklassigen Oberliga sowie die Einrichtung einer eigenen Frauen-Akademie. Durch einen abermaligen Lockdown ab 20. November 2021 ist der Trainingsbetrieb eingestellt, der ab 12. Dezember aufgehoben wurde. Sektionsleiterin und Cheftrainerin ist die ehemalige Bundesliga-Spielerin Jasmin Pistotnik. Die erste Saison wird gleich mit dem Meistertitel und dem Aufstieg in die drittklassige Landesliga beendet. In der darauf folgenden Saison wird die Mannschaft schon vorzeitig steirischer Meister, verbunden mit der Relegation zur 2. Frauen-Bundesliga, in der die Grazerinnen knapp an Aufsteiger LASK scheitern. In der folgenden Spielzeit tritt das Team beim ÖFB-Frauencup erstmals in einem nationalen Wettbewerb an. Neben dem Ligatitel gewinnt das Team erstmals den steirischen Landescup. In der Saison 2023/24 nimmt eine zweite Kampfmannschaft in der viertklassigen Oberliga den Spielbetrieb auf und wird Vizemeister. Die erste Mannschaft wird abermals steirischer Meister sowie Landescup-Sieger, steigt über die Relegation in die 2. Frauen-Bundesliga auf und beendet die erste Spielzeit im nationalen Fußball au dem 5. Platz. Die zweite Kampfmannschaft steigt am Ende der Saison 2024/25 als Meister der Oberliga Nord in die drittklassige steirische Landesliga auf. Für die Spielzeit 2025/26 wird eine Kooperation mit der SK Fürstenfeld vereinbart, dazu gibt es erstmals eine Akademie-Mannschaft sowie eine U13.
Die langjährige Kapitänin der österreichischen Fußballnationalmannschaft, Viktoria Schnaderbeck, wurde u. a. auch in der GAK-Akademie ausgebildet. 2021 sind mit Cynthia Adamu und (kurzzeitig) Lena Breznik zwei GAK-Spielerinnen Teil der ÖFB-Frauenakademie. Breznik wechselt im Frühjahr 2022 leihweise für ein halbes Jahr zum Zweitligisten LUV Graz. Im Mai 2022 stehen mit Lena Breznik und Cynthia Adamu erstmals zwei GAK-Spielerinnen in einem ÖFB-Nationalteam (U17).

## Der GAK als Allroundsportverein
Der GAK war von Anfang an als Mehrspartenverein konzipiert: Tennis, Radsport, Leichtathletik, Schwimmsport  (Schwimmen, Wasserball, Wasserspringen), Fechten, Boxen weitere Ballspielarten wie Feldhandball und Basketball sowie Wintersportarten wie Rodeln, Bobfahren, Schispringen, Langlaufen, Eiskunstlauf und Eishockey entwickelten sich im Laufe der Vereinsgeschichte als höchst erfolgreiche Sektionen. 1903 gab es schon das erste Schwimm- und Leichtathletik-Meeting sowie erste Erfolge im Tennis.
Der größte internationale Erfolg des Vereins ist der Europameistertitel im Synchronspringen 10 Meter bei den Titelkämpfen in Belgrad 2024 durch Wasserspringer Dariush Lofti (gemeinsam mit seinem Wiener Partner Anton Knoll). Zwei Feldhandballer des GAK, Franz Brunner und Walter Reisp, sind im österreichischen Olympiateam, als man 1936 in Berlin die Silbermedaille gewinnt. Hans Volckmar wird mit seinem Bremser Anton Kaltenberger Bronzemedaillengewinner bei der Zweierbob-WM 1931 in Oberhof. 1949 gewinnen zwei Feldhandballerinen (Erika Hösch, Grete Sulzbacher) mit Österreich Silber bei der Weltmeisterschaft . Zahlreiche Meistertitel und lang bestehende Rekorde z. B. der Leichtathleten, Schwimmer, Radfahrer oder Rodler zeugen ebenso von der Diversifikation im Klub wie die Staatsmeistertitel der Tennissektion oder der Nationalligatitel im Eishockey. Zwar sind mittlerweile etliche Sektionen nicht mehr existent, jedoch haben sich Tennis, Basketball und Wasserspringen als eigenständige Sektionen behauptet und sind mittlerweile als komplett eigenständige Vereine (unter dem Dach des Stammvereins) tätig.
| GAK-Sportler bei internationalen Großereignissen:                                                                  |
| Olympia |
| --- |
| Ferdinand Friebe (Leichtathletik, 1924)                                                                            |
| Ludovica Sölkner (Wasserspringen, 1924)                                                                            |
| Hans Volckmar/Anton Kaltenberger (Zweierbob, 1936, 19. Platz)                                                      |
| Franz Brunner (Handball, 1936, Silbermedaille)                                                                     |
| Walter Reisp (Handball, 1936, Silbermedaille)                                                                      |
| Gert Kölli (Schwimmen, 1960, 1964)                                                                                 |
| Ursula Seitz (Schwimmen, 1964)                                                                                     |
| Weltmeisterschaften                                                                                                |
| Peter Heidinger, Otto Rosner, Fritz Judmaier, Skalak (Viererbob, 1930)                                             |
| Hans Volckmar/Anton Kaltenberger (Zweierbob, 1931, Bronzemedaille)                                                 |
| Hubert Pugl (Wintersport, 1933)                                                                                    |
| Helga Dietz-Schrittwieser (Eiskunstlauf, 1935)                                                                     |
| Erika Hösch, Grete Sulzbacher (Feldhandball, 1949, Silbermedaille)                                                 |
| Herbert Ninaus (Fußball, 1958)                                                                                     |
| Dariush Lotfi (Wasserspringen, 2022, 2023, 2024, 2025)                                                             |
| Europameisterschaften                                                                                              |
| Fritz Rödiger (Schwimmen, 1927, 1931)                                                                              |
| Ludmila Dunst (Leichtathletik, 1954)                                                                               |
| Gert Kölli (Schwimmen, 1958, 1962, 1966)                                                                           |
| Ursula Seitz (Schwimmen, 1962, 1966)                                                                               |
| Armin Lind (Wasserspringen, 1966)                                                                                  |
| Harald Loidl, Manfred Luschan, Richard Tandl, Gert Kölli, Horst Kölli (Wasserball, 1970)                           |
| Dariush Lotfi (Wasserspringen, 2019, 2020 – ausgetragen 2021, 2022, 2023, 2024, Europameister, 2025)               |
| Cara Albiez (Wasserspringen, 2021, 2023)                                                                           |
| Universiade (Auswahl)                                                                                              |
| Raimund Held (Leichtathletik, 1927, Sieger im Stabhochsprung)                                                      |
| Spitzer (Leichtathletik, 1927)                                                                                     |
| Franz Nemschak, Otmar Keckstein, Konrad Reinthaler, Fritz Sartory (Fußball, 1927, 2. Platz)                        |
| Hubert Pugl (Leichtathletik, 1930 und Wintersport, 1932, Bronzemedaille Kombination)                               |
| Karl Glaser (Leichtathletik, 1930)                                                                                 |
| Adolf Kamputsch (Leichtathletik, 1935, 1937)                                                                       |
| Ernst Zahlbruckner (Leichtathletik, 1937, Finale Speerwurf)                                                        |
| Walter Hütter, Walter Klaus (Handball, 1937, Weltmeister)                                                          |
| Norbert Skarlin, Helmut Sommeregger, Hannes Freitag, Anton Rauscher, Erwin Wendl (Silbermedaille, Handball 1946)   |
| Armin Lind (Wasserspringen, 1965, 1967)                                                                            |
| Hermann u. Walter Habernigg, Kurt Estl, Wickenhausen, Michael Nierhaus, Jochen Pildner-Steinburg (Eishockey, 1966) |
| Walter Habernigg, Wickenhausen, Martin Mähring, Jochen Pildner-Steinburg (Eishockey, 1968)                         |
| Bärbel Neubauer (Wasserspringen, 1973)                                                                             |
| Stand: 2024 |

Einigen Sektionen hingegen war, wie dem Boxsport, nur ein kurzes Leben beschieden bzw. sie kamen gar nicht über den Gründungsstatus hinaus. wie z. B. Reiten, Feldhockey, Eisstocksport oder Rollschuhsport. 1972 wollte man noch eine Fitness-Sektion etablieren, was letztlich auch scheiterte.

### Probleme eines Allroundsportklubs
Im Jahr 1970 war der GAK letztmals in sämtlichen aktiven Mannschaftssportarten in der jeweils höchsten österreichischen Liga vertreten (Fußball: Nationalliga, Eishockey: Bundesliga, Tennis Damen und Herren: jeweils Staatsliga A, Basketball: Staatsliga A, Wasserball: Staatsliga), dazu kamen noch die Staatsmeistertitel der Wasserballer (als erster Verein außerhalb Wiens), im Tennis-Doppel der Herren (Peter Böck/Herbert Holzer) und im Kunst- und Turmspringen durch Armin Lind. Die Eishockey-Mannschaft stieg jedoch postwendend ab und geriet in finanzielle Schwierigkeiten, ebenso stiegen die Tennis-Damen und auch die Basketballer wieder ab. Und im Jahr darauf war nach dem zweiten Staatsmeistertitel dann bei den Wasserballern endgültig Schluss.
Letztlich führten die finanziellen und organisatorischen Probleme zur Einsicht, dass man einen integrierten Allroundsportverein in dieser Form nicht mehr weiterführen konnte. Das Budget der Fußballsektion umfasst(e) z. B. ein Vielfaches der kleineren Sektionen Basketball und Wasserspringen. Deshalb gewährte man den einzelnen Sektionen rechtliche Eigenständigkeit unter dem Dach des Stammvereins, was mit der Statutenänderung 1975/77 erfolgte und von der alle aktiven Sektionen Gebrauch machten (siehe auch „Aktuelle Vereinsstruktur“).

## Aktive Zweigvereine

### Tennis/GAK-Tennis
Mit Gilbert Schaller und Thomas Muster haben zwei der bekanntesten Einzelspieler Österreichs für den GAK, dem ersten steirischen Tennisverein, gespielt.

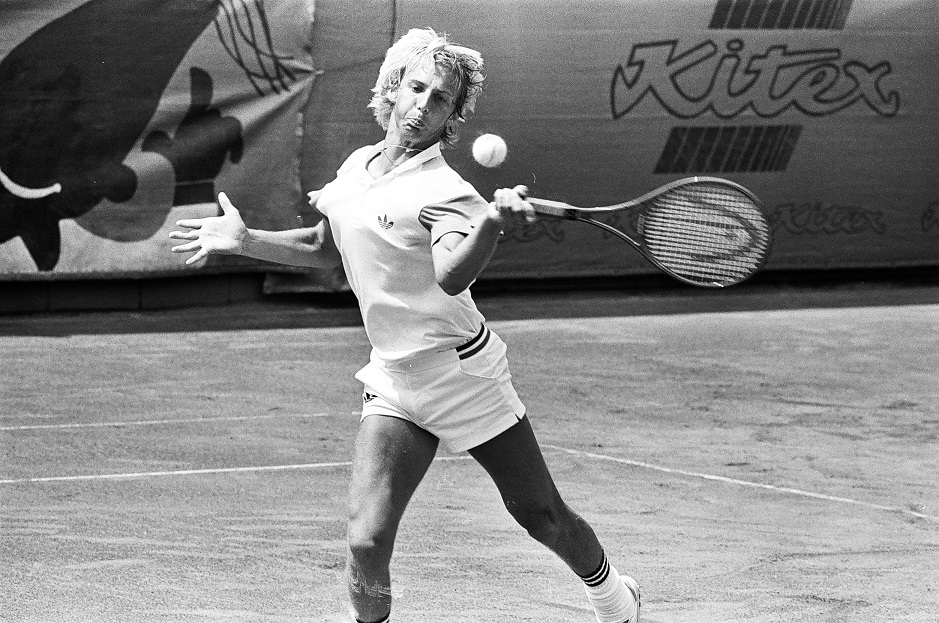
Österreichs bisher erfolgreichster Tennisspieler Thomas Muster spielte zwischen 1983 und 1987 auch für die Staatsliga-Mannschaft des GAK-Tennis

Der GAK war aber auch schon in der Zwischenkriegszeit ein guter Lieferant erstklassiger Spieler für die großen Wiener Vereine WAC und Parkclub, u. a. mit Hermann von Artens (erster Steirer im Davis-Cup-Team) oder Erwin Mayer („Bolzano“), auch nach dem Zweiten Weltkrieg war mit Peter Böck bald wieder ein GAK-Spieler Bestandteil des Davis-Cup-Teams. Viele (ehemalige) GAK-Spieler reüssierten auch im internationalen Tennis, neben den schon genannten Thomas Muster und Gilbert Schaller, u. a. Oliver Marach (2018 Nr. 1 der ATP-Rangliste im Doppel), Alexander Peya, oOliver Fuchs (Davis Cup), der 1990 auch österreichischer Staatsmeister im Herren Einzel war,. oder Filip Misolic-
| ÖTV-Davis-Cup-Spieler mit GAK-Vergangenheit: |
| -------------------------------------------- |
| Hermann von Artens                           |
| Erwin Mayer (Bolzano)                        |
| Peter Böck (1957–1959)                       |
| Herbert Holzer                               |
| Peter Pokorny                                |
| Gilbert Schaller                             |
| Oliver Fuchs                                 |
| Thomas Muster                                |
| Oliver Marach                                |
| Dominic Thiem                                |
| Julian Knowle                                |

Neben den Erfolgen in der Mannschaftsmeisterschaft – schon in der Zwischenkriegszeit hatte der GAK regelmäßig zu den Top 5 in Österreich (meist bestplatzierter Bundesländer-Verein) gehört und war 1947 Gründungsmitglied der Tennis-Staatsliga, der die Herrenkampfmannschaft 59 Saisonen bis 2005 ohne Unterbrechung angehört hatte (der Rückzug in die Landesliga 2006 erfolgte freiwillig) – gab es v. a. im Herrendoppel zahlreiche österreichische Staatsmeistertitel. Im Moment spielen die GAK-Herren in der steirischen Landesliga (u. a. 2013/14 auch mit der Unterstützung von Dominic Thiem) und sind dort mehrfacher Mannschaftsmeister.
| Mannschaftsaufstellungen österreichische Staatsmeister 1938 bis 1940, 1989, 1991, 2002:                                            |
| 1938–1940 |
| --- |
| Hans Payer, Harald Nierhaus, Hans Zahlbruckner, Fredi Eichholzer, Hans Ebner, Rudolf Grieß, Karl Peitler                           |
| 1989 |
| Karel Nováček, Gilbert Schaller, Oliver Fuchs, Alexander Pfann, Thomas Weindorfer, Thomas Prerovsky, Hans Prassl, Martin Lorenzoni |
| 1991 |
| Gilbert Schaller, Thomas Prerovsky, Tomáš Šmíd, Alexander Pfann, Thomas Weindorfer, Christof Raninger                              |
| 2002 („Steirische Sportmannschaft 2002“)                                                                                           |
| Alexander Peya, Julian Knowle, Oliver Marach, Patrick Schmölzer, Ivan Vajda, David Sanchez, Werner Eschauer, Michael Kohlmann      |
| Deutscher Akademischer Meister 1940                                                                                                |
| Hans Payer, Harald Nierhaus, Wech, W. Pum                                                                                          |

Die Damenmannschaft kehrte nach dem Abstieg aus der 1. Bundesliga 2018 postwendend wieder ins Oberhaus zurück, spielte danach aber wieder in der 2. Bundesliga. Die Damen waren seit 1951 auch viele Jahrzehnte in der Staats- und später in der Bundesliga vertreten und spielten zuletzt 2003 bis 2009 (freiwilliger Rückzug in die Landesliga) und seit 2015 in einer österreichweiten Mannschaftsmeisterschaft. 2018 belegten mit Kerstin Peckl, Elena Griessner und Elisabeth Kölbl drei GAK-Spielerinnen die ersten drei Plätze in der steirischen Rangliste.
Die erfolgreichsten Spieler auf Landesebene sind Hans Payer mit 19 Titeln (je 8 im Einzel und Doppel, 3 im Mixed zwischen 1945 und 1953) und Irene Deanino mit 17 (Einzel-)Titeln in den Jahren 1927 bis 1947.
Mit Peter Pokorny, der 1972 zum GAK wechselte und jahrelang Bestandteil der Staatsliga-Mannschaft war, steht einer der weltweit erfolgreichsten Senioren-Tennisspieler im Dienst des GAK. Die GAK-Seniorenmannschaft (mit Peter Pokorny) ist 2018 zum achten Mal en suite (!) österreichischer Meister geworden. Bei den Frauen hat Ingrid Resch, u. a. neben zahlreichen EM-Titeln, 2018 auch wieder den Weltmeistertitel im Einzel 55+ errungen und spielt immer noch wettkampfmäßig in einer der Damenmannschaften.
Regelmäßig wurden auch (internationale) Tennisturniere veranstaltet, in der Zwischenkriegszeit z. T. ein Frühjahrs- und Herbstturnier (Meisterschaft der österreichischen Alpenländer und/oder die Meisterschaft von Steiermark), nach dem Zweiten Weltkrieg gab es das weiterhin internationale Herbstturnier. Diese Tradition endete allerdings 2011.
Erfolge der Tennissektion (Stand: November 2018):
- 6 × Österreichischer Mannschaftsmeister Herren (1938, 1939, 1940,[304] 1989, 1991, 2002 – dazu 11 Vizemeistertitel: erstmals 1928, zuletzt 2004)
- 1 × Deutscher Akademischer Meister (1940)
- 4 × österreichischer Staatsmeister Herren Einzel (1984, 1985, 1987: Thomas Muster, 1990: Oliver Fuchs)
- 14 × österreichischer Staatsmeister Herren Doppel (u. a. 1958, 1960: Peter Böck, 1966: Herbert Holzer, 1970: Peter Böck/Herbert Holzer, 1974: Peter Pokorny, 1988: Oliver Fuchs, 2000: Oliver Marach/Gilbert Schaller, 2001: Oliver Marach, 2002, 2003: Alexander Peya, 2005: Maximilian Raditschnegg/Patrick Schmölzer)
- 1 × österreichische Staatsmeisterin Damen Doppel (2016: Katharina Knöbl)
- 3 × österreichischer Meister Mixed (1958: Peter Böck, 1973, 1974: Peter Pokorny)
- 2 × österreichischer Hallenmeister Herren Einzel (1978: Martin Lorenzoni, 1989: Oliver Fuchs)
- 7 × österreichischer Hallenmeister Herren Doppel (1927 Erwin Mayer (Bolzano)/Paul Rieckh, 1975, 1976: Peter Pokorny, 1979 Peter Pokorny/Martin Lorenzoni, 1989: Oliver Fuchs, 1991, 1994 Thomas Weindorfer / Alexander Pfann)
- 4 × österreichischer Vizestaatsmeister Damen Einzel (1971–1973: Ria Leyrer-Hollingsworth, 2011: Anna Bartenstein)
- zahlreiche österreichische Jugend- und Juniorenmeisterschaften (u. a. 2005: Mannschaftsmeister U18, 1936, 1938: Hans Payer, 1961: Ria Leyrer, 1963: Peter Rock, 1977, 1978: Martin Lorenzoni, 1981: Gilbert Schaller, 1982: Hans Prassl, 1983: Oliver Fuchs, 2012: Daniel Fabisch, 2015, 2018: Morris Kipcak/Filip Miscolic, 2017: Elena Grießner, 2018: Elisabeth Kölbl)

→ Übersicht: Erfolge der Tennissektion/GAK-Tennis

### Basketball/GAK-Kangaroos

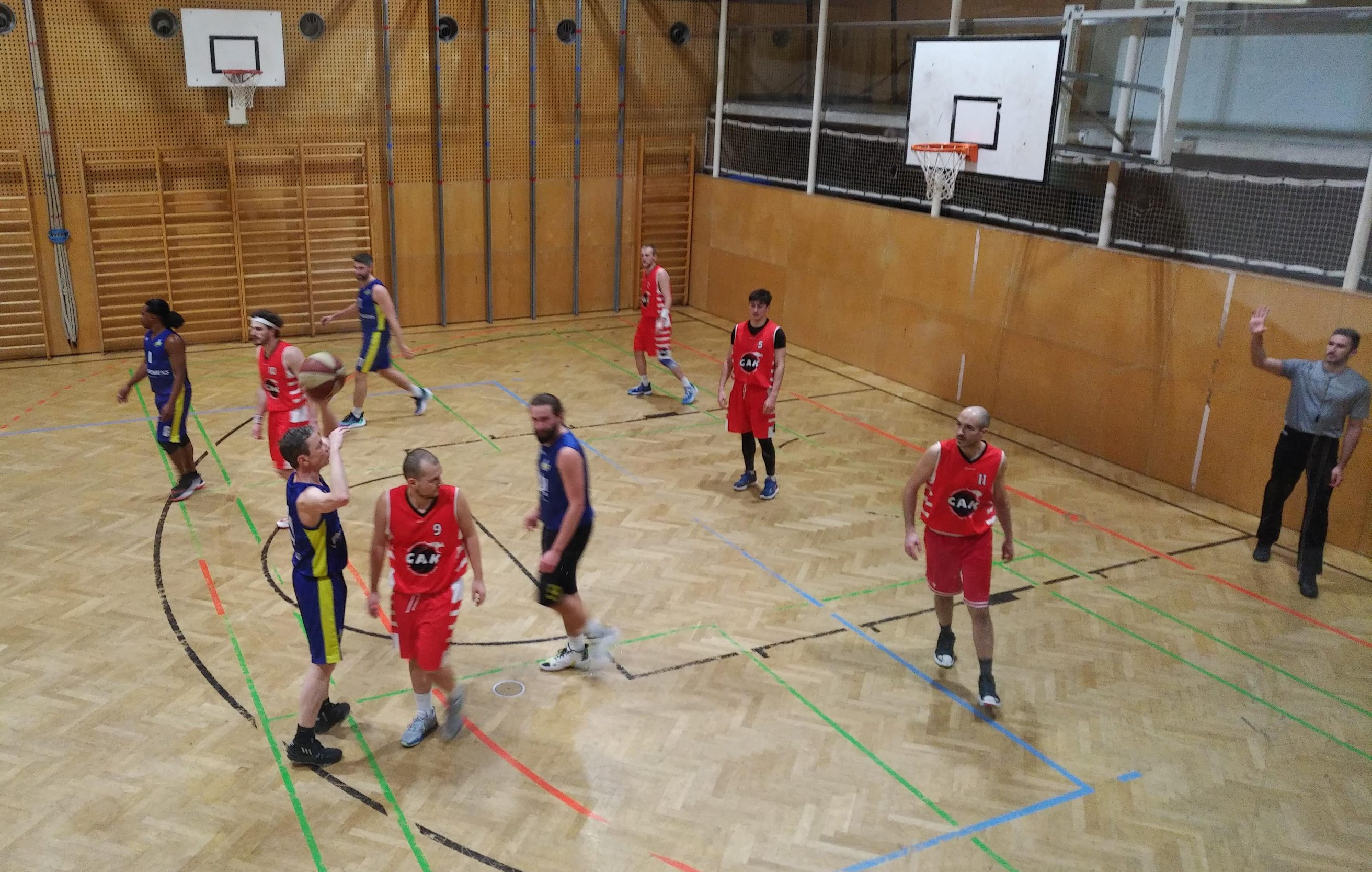
Basketballsektion des Grazer AK bei einem Spiel gegen UBSC Graz II

Die Sektion existiert seit 1950 und ist der erste steirische Basketballverein. Die Männer waren zunächst Seriensieger in der steirischen Meisterschaft, dreimal österreichischer Vizemeister (1954, 1955, 1959) und 1959 Gründungsmitglied der Staatsliga (als einziger Verein außerhalb Wiens!) und konnten sich bis 1972 – bis auf eine Phase von 1962 bis 1966 – in einer der beiden höchsten österreichischen Ligen halten, musste dann aber aus finanziellen Gründen wieder von ganz unten anfangen. Bis 2020 spielten die Herren (mit einer Unterbrechung) in der steirischen Landesliga (eine zweite Mannschaft in der 1. Klasse) und waren zuletzt 2017 steirischer Pokalsieger. Mit 20 Titeln sind die Kangaroos steirischer Rekordmeister, dazu kommen noch 4 Cuptitel.
Die Damen waren österreichweit ungleich erfolgreicher. Zunächst war man bis 1981 in der steirischen Meisterschaft engagiert (wobei es zwischen 1969 und 1974 gar keinen Meisterschaftsbetrieb in der Steiermark gab – insgesamt gewann der GAK 17 steirische Titel) und schaffte dann den Sprung in die Staatsliga B und zwei Jahre später in die Staatsliga A. Knapp 30 Saisonen verbrachten die Damen so überwiegend in der höchsten österreichischen Liga (1983 bis 1994, 1996 bis 2002, der Rest in der zweithöchsten Spielklasse) bis man 2010 aus finanziellen Gründen den Meisterschaftsbetrieb einstellen musste. Im Moment gibt es im Damenbereich nur Nachwuchsmannschaften.
1989 erreichte man den 3. Platz in der Staatsliga-Meisterschaft, der bis hin dahin größte Erfolg einer steirischen Mannschaft. 1992/93 spielten die GAK-Damen auch im Europacup (Roncetti-Cup). Mit Ute Bouvier, Elisabeth Ully, Gabriele Riedmüller, Brigitte Wiener-Pucher und Ingrid Zeilinger gab es auch Nationalteam-Spielerinnen.
→ Übersicht: Meisterschaftsplatzierungen Basketball unter weitere Informationen zur Sektion/Verein

### Wasserspringen/GAK-Wasserspringen
Seit 1911 wird beim GAK Wasserspringen betrieben. Triebfeder in der Gründungszeit war der aus Wien stammende Robert Köllner, selbst zweifacher Staatsmeister, der bis in die 1930er-Jahre beim GAK tätig war und u. a. mit Ludovica Sölkner, auch einer zweifachen Staatsmeisterin und Olympiateilnehmerin von 1924 (später Ehefrau von Rudolf M. Ditmar, von dem im Abschnitt Schwimmen noch die Rede sein wird) oder Alfred Traninger, große Talente heranzog. Beide waren auch in anderen Sportarten erfolgreich, z. B. Sölkner u. a. in Beckenwettbewerben im Schwimmen und in der Leichtathletik, Traninger beispielsweise im Handball und Eishockey.
Nach dem Zweiten Weltkrieg kam dann zwischen 1957 und 1992 die Ära von Karl Helfrich, selbst in der Zwischenkriegszeit Schwimmer und Leichtathlet beim GAK, der mit seiner beim ATG aufgebauten Sprungriege zum GAK wechselte und in diesen dreieinhalb Jahrzehnten mit seinen Sportlern die unglaubliche Anzahl von 116 österreichischen Meistertiteln sammelte (16 österreichische Staatsmeister, 19 Hallenmeister, 6 Akademische Meister, 70 Nachwuchsmeisterschaften), dazu kommen noch unzählige steirische Meistertitel (die Zahl dürfte bis heute bei wohl über 500 liegen).
An der Spitze dieser Sportler stehen stellvertretend Inge und Gerda Pristolitsch, Bettina Bundschuh, Silvia Titze, Maria und Bärbel Neubauer, Armin Lind, Gerhard Werner, Rene und Paul Pachernegg, Josef Hiebler-Texer und viele mehr. Armin Lind war z. B. 1966 sowie 1968 bis 1970 jeweils österreichischer Staatsmeister im Kunst- und Turmspringen. Er errang insgesamt 25 Titel (9 österreichische Staatsmeistertitel, 10 österreichische Hallenmeister, 6 Akademische Meister). Die „Golden Girls“ mit Silvia Titze, Bärbel Neubauer und Bettina Bundschuh waren in den 1970er-Jahren mit 4 österreichischen Staats- und 10 Hallenmeisterschaften nicht minder erfolgreich. Es versteht sich von selbst, dass viele der Springer auch bei internationalen Events (Jugend-EM, Universiade, Europacup) teilgenommen haben.
Nach 2015 hat der GAK mit Dariush Lotfi, Cara Albiez (sie wurde auch zur Steirischen Nachwuchssportlerin 2020 gewählt) und Regina Diensthuber (die ihre Karriere 2019 beenden musste) wieder österreichische Spitzenspringer, alle drei sind jeweils mehrfache Staatsmeister, Lofti war 2019 erstmals EM-Teilnehmer und für die EM 2020 qualifiziert, die aufgrund der Corona-Pandemie verschoben und im Mai 2021 ausgetragen wird, an der auch Cara Albiez teilnimmt. Die Chance auf eine Olympiateilnahme 2021 verpasst er durch zahlreiche, coronabedingte Absagen von Großveranstaltungen. 2022 nimmt mit Dariush Lotfi erstmals ein GAK-Wassersportler an Weltmeisterschaften und abermals an der Europameisterschaften teil. 2023 gelingt ihm wieder die Qualifikation für beide Wettbewerbe, auch Cara Albiez nimmt zum wiederholten Male an den Europameisterschaften teil. Auch für die Welt- und Europatitelkämpfe 2024 qualifiziert sich der Springer. Gemeinsam mit dem Wiener Anton Knoll wird Lotfi in Belgrad Europameister im Synchronspringen 10 m. Es ist der erste Titel bei einem internationalen Großevent (Olympia, WM, EM) in der Vereinsgeschichte des GAK. Neben der WM-Norm erreichte das Duo Lotfi/Knoll 2025 in Rostock mit dem 3. Platz ihre erste Weltcup-Podestplatzierung. Bei der EM 2025 in der Türkei wird das Paar Vierter im Synchronwettbewerb.
Ab 1992 leitet Hugo Schuster die Geschicke des Vereins. Cheftrainer ist von Oktober 2013 bis Ende 2023 Shahbaz Shahnazi. Insgesamt hält der GAK im Moment bei 47 Staatsmeistertiteln (Stand: 2024) im Wasserspringen. Ab Ende 2024 wird Paul Pachernegg neuer Cheftrainer und Sportlicher Leiter. Die GAK-Wasserspringer veranstalten jährlich ein internationales Diving-Meeting im Eggenberger Bad, auch das Alpe-Adria-Tournament machte jährlich in Graz Station. Hugo Schuster zieht sich Ende 2022 nach 30 Jahren von der Vereinsleitung zurück und übergibt an Angela Passenbrunner.
→ Übersicht:: Sportliche Erfolge im Wasserspringen und weitere Informationen zur Sektion/Verein

## Ehemalige Sektionen

### Eishockey

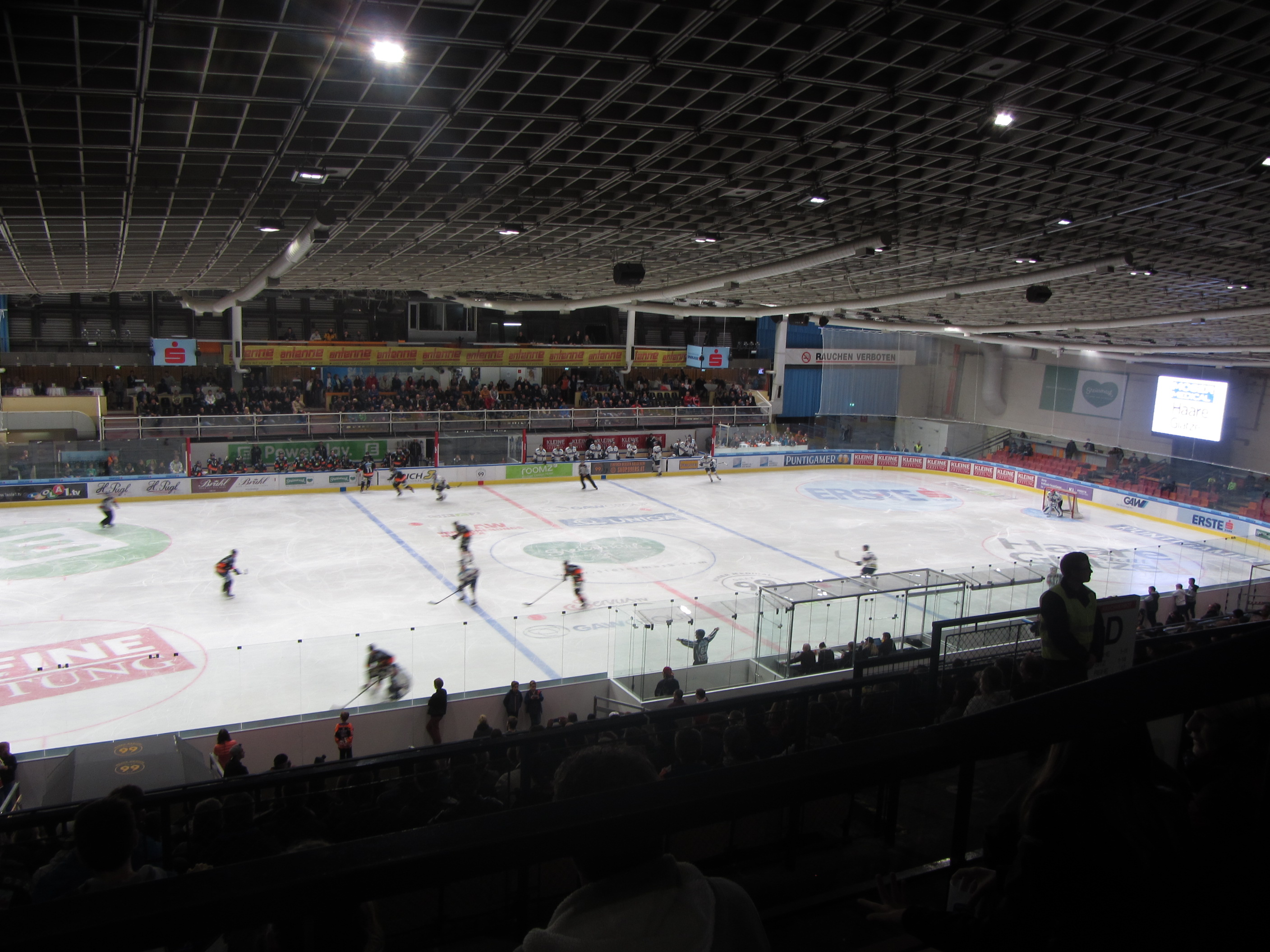
Von 1963 bis 1976 spielte auch die GAK-Eishockeysektion im Eisstadion Graz-Liebenau

Schon zwischen 1925/26 und 1935 gab es – von Karl Arnoldi gegründet – eine Eishockeysektion, die auch am Meisterschaftsbetrieb teilnahm. Hauptproblem war die Suche nach einer geeigneten Eisfläche für das Training und die Spiele. Zunächst war dies der Grazer Hilmteich, ab 1930 die vereinseigenen Tennisplätze, aber auch das Teichhof-Gelände und der Platz vor der Landesturnhalle. Am 20. November 1925 hat das erste Eishockeyspiel zwischen dem GAK und dem Akademischen Eislauf Club stattgefunden.
Die Eishockeysport wurde 1953 wieder aufgenommen. Der spätere Sektionsleiter Gottfried Hauser übersiedelte mit einigen ATSE-Spielern zum GAK. Zunächst spielte man in der Landesliga, die viele Jahre in zwei Gruppen ausgetragen wurde. 1962 wurde man schließlich steirischer Meister und arbeitete sich bis 1967 bis in die zweite österreichische Eishockeyliga hoch. Bis zur Eröffnung der Kunsteisbahn in Graz-Liebenau Ende 1963 gab es auch hier oft die Frage nach der geeigneten Trainings- und Spielstätte, z. T. wurde auf den Reininghaus-Gründen trainiert oder man fuhr nach Klagenfurt zur dortigen Eishalle, die schon seit 1959 bestand. Der GAK bestritt noch vor der offiziellen Eröffnung das erste Spiel in der neuen Grazer Halle.
Der größte Erfolg der Sektion war der Oberliga-Meistertitel 1970 und die anschließende Teilnahme an der Bundesliga-Saison 1970/71. In dieser Saison kam es zu den einzigen Grazer Derbys in der höchsten österreichischen Eishockey-Liga, die mit 2:1, 5:0, 3:2 und 3:0 alle vom ATSE Graz gewonnen wurden. Mit dem achten und letzten Platz stieg der GAK umgehend wieder aus der Bundesliga ab. Trotzdem schaffte man in der darauffolgenden Oberliga-Saison mit dem 3. Platz das Aufstiegs-Playoff, jedoch ohne Chance, wieder in das Oberhaus des österreichischen Eishockeys einzuziehen.
Am 9. Dezember 1972 gab der langjährige GAK-Obmann Konrad Reinthaler aufgrund finanzieller Schwierigkeiten den Rückzug der Kampfmannschaft aus der laufenden Oberliga-Meisterschaft bekannt, die Jugendarbeit ging aber weiter. Für die nächsten beiden Spielzeiten wurde für die dann drittklassige Oberliga eine Spielgemeinschaft mit der Grazer Sportvereinigung (GSV) vereinbart, die sich aber als nicht nachhaltig erwies. 1976 wurde die Sektion dann endgültig eingestellt.
In der Jugendarbeit war man Anfang der 1970er-Jahre durchaus erfolgreich, u. a. wurde der GAK 1973 steirischer Jugendmeister und gewann einige Turniere (u. a. Jugendturnier des Steirischen Eishockeyverbandes 1973 oder das Grazer Weihnachtsturnier 1975). Der GAK stellte Spieler für die Universiade 1966 und 1968, darunter Jochen Pildner-Steinburg, Mannschaftskapitän und späterer Gründer der EC Graz 99ers.
→ Übersicht: Meisterschaftsplatzierungen Eishockeysektion 1928 bis 1935 und 1953 bis 1976

### Wasserball
Schon vor 1920 wurde beim GAK Wasserball gespielt. Ab 1927 gab es wieder regelmäßigen Spielbetrieb. Den größten Erfolg in dieser Sportart erzielte die Sektion in den Jahren 1970 und 1971 mit dem österreichischen Meistertitel. Es war der erste Staatsmeistertitel für einen Verein außerhalb der Bundeshauptstadt Wien. Die Sektion wurde allerdings nach der Saison 1971 aufgelöst und die Mannschaft des regierenden Meisters wanderte geschlossen zum ATSE Graz und wurde dann (nach dem Wiederaufstieg aus der 2. Liga 1972) bis 1982 noch insgesamt neunmal Staatsmeister und achtmal Hallenmeister. Dieser Verein wurde dann 1992 aufgelöst.
Der Auslöser waren aber nicht ausschließlich finanzielle Gründe, sondern auch die Tatsache, dass man keine Trainingszeiten in den damals existierenden Grazer Hallenbädern mehr bekommen hat (v. a. ATG, BEA/HIB Liebenau). Im Herbst 1971 wurde der gesamte GAK-Schwimmbetrieb (bis auf das Wasserspringen) deshalb „vorübergehend“ eingestellt. Man hatte wohl die Hoffnung, mit dem bevorstehenden Bau des städtischen Bades in Graz-Eggenberg die Sektionen wiederzubeleben, was sich allerdings nicht bewahrheitete.
1970 spielte der GAK auch im Europacup und zahlreiche Spieler wurden im Laufe der Jahre in die österreichische Nationalmannschaft berufen (u. a. Hans Radl, Horst Kölli, Gert Kölli, Sylvester Castellani, Harald Loidl, Richard Tandl, Günther Gangl). 1969 waren die GAK-Wasserballer schon österreichischer Hallenmeister geworden. Auch in der steirischen Meisterschaft war die Sektion erfolgreich, u. a. gewann man die Titel 1953, 1961, 1966 bis 1969.
→ Übersicht: Platzierungen Staatsliga Wasserball 1959 bis 1971

### Schwimmen
Die Sektion wurde 1908 gegründet, dominierte in der Zwischenkriegszeit und in den 1960er-Jahren den steirischen und österreichischen Schwimmsport. Die Sektion errang mehr als 50 österreichische Staatsmeistertitel und eine Vielzahl von österreichischen Rekorden und Bestleistungen, dazu kommen noch knapp 300 steirische Meistertitel.
Nach dem Ersten Weltkrieg war u. a. Fritz Rödiger eine herausragende Persönlichkeit, die u. a. zwischen 1922 und 1931 siebenmal die österreichische Meisterschaft in 400 Meter Freistil gewonnen hat, dazu kamen noch Hans Seitz und Rudolf M. Ditmar (Ehemann der zweifachen Wassersprung-Staatsmeisterin und Olympiateilnehmerin von 1924 Ludovica Sölkner) als Spitzenschwimmer, die mit Rödiger auch eine Vielzahl von österreichischen Rekorden innehatten. Rödiger war 1927 und 1931 EM-Teilnehmer. Aber auch in den Staffelwettbewerben war der GAK vor und nach dem Zweiten Weltkrieg erfolgreich (u. a. 4 × 100-m-Freistil-Staatsmeister 1926, 1962, 1964, 1967, 1968 oder 4 × 200-m-Freistil-Staatsmeister 1929 und 1968).
Der wohl bekannteste GAK-Schwimmer ist Gert Kölli, der als erster Österreicher die 100 Meter Freistil unter einer Minute geschwommen ist (59,7 s am 31. Mai 1957 im Hallenbad der BEA/HIB-Liebenau) und insgesamt 24 Staatsmeistertitel (dazu noch zwei im Wasserball – später kamen weitere neun für den ATSE dazu) und 41 steirische Meistertitel für den GAK errungen hat. Er war auch Olympiateilnehmer 1960 und 1964 sowie EM-Teilnehmer 1958, 1962 und 1966 und ist der erfolgreichste (Einzel-)Sportler des GAK. Die zweite wichtige Sportlerin der Nachkriegszeit ist Ursula („Uschi“) Seitz (später verheiratete Priller), die v. a. als Rückenschwimmerin für Furore gesorgt hat und insgesamt 8 österreichische Staatsmeistertitel und 9 Hallenmeisterschaften gewann, auch sie war Teilnehmerin bei den Olympischen Spielen 1964 sowie der Europameisterschaften 1962 und 1966. Alleine diese beiden Schwimmer erschwammen darüber hinaus mehr als 50 österreichische Rekorde bzw. Bestleistungen!
Einen weiteren besonderen, der vielen österreichischen Rekorde stellte 1955 die Tochter von Ludovica Sölkner und Rudolf M. Ditmar, Susanne Schneeweiss, in 100 Meter Brust auf: die Zeit von 1:24,8 min hielt unglaubliche 17 Jahre lang!
Der GAK richtete ab 1911 regelmäßig Schwimmwettkämpfe aus, ab 1919 auch in Verbindung mit dem Schwimmen „Quer durch Graz“, sowie zahlreiche steirische und u. a. 1926 und 1929 die österreichischen Meisterschaften. Von 1963 bis 1971 hatte der GAK das Margaretenbad gepachtet, weitere Freilufttrainingsstätten waren die ehemalige Militärschwimmschule in der Körösistraße (in unmittelbarer Nähe zum GAK-Gelände) sowie das Pammerbad in Graz-Waltendorf.
→ Übersicht: Österreichische Staatsmeistertitel Schwimmsektion

### Leichtathletik
Die erfolgreichste Sektion des GAK, auch schon im Gründungsjahr ins Leben gerufen, und ein wesentlicher Geburtshelfer der Leichtathletik in der Steiermark und Dominator dieser Sportart im Bundesland bis weit in die 1940er-Jahre hinein mit knapp 70 Staats- und 450 steirischen Meistertiteln. Nach dem Zweiten Weltkrieg war der Wiederaufbau schwer, die Sektion mehrmals eingestellt (u. a. weil die Laufbahn 1947/48 im Stadion Körösistraße für Radwettbewerbe genutzt wurde und daher für Leichtathletik unbrauchbar war), schließlich wurde die Sektion 1963 „vorübergehend eingestellt“.
Zu den bekanntesten Persönlichkeiten vor 1945 zählen u. a. der Olympiateilnehmer von 1924 Ferdinand Friebe, der in den 1910er und 1920er-Jahren Serien-Staatsmeister auf der Mittelstrecke (800 m, 1500 m) und später auch Sektionsleiter war (bekannt ist das Elektro- und ehemalige Musikfachgeschäft Friebe in der Grazer Sporgasse), ebenso wie der Stabhochspringer und Universiade-Sieger von 1927 Raimund Held (nach dem Juli-Putsch 1934 kommissarischer Gauleiter der NSDAP in der Steiermark, später Bauunternehmer), der zweifache 1500-Meter-Staatsmeister Hubert Pugl (später erfolgreicher Schwimmtrainer (!) beim ATG), der 100-Meter-Läufer Karl Glaser, der Sprinter, Weitspringer (und Wasserspringer) Egon Karf (erster Steirer über 7 Meter im Weitsprung und unter 11 Sekunden auf 100 Meter), der Zehnkämpfer Hermann Tunner oder Adolf Kamputsch, der 1935 und 1937 an der Universiade teilnahm. In den 1920er Jahren bis Anfang der 1930er galt der GAK – als so genannter „Provinzverein“ – neben den Wiener Klubs WAC und WAF als stärkster österreichischer Leichtathletikverein. Der „Dreiklubkampf“ der genannten Vereine zeugt davon. 1937 gewann man auch die österreichische Vereinsmeisterschaft (der Bundesländer-Vereine).

„Ich habe mich für die Sache nicht umsonst eingesetzt und meine Zeit geopfert, ich habe einen tüchtigen Nachwuchs erzogen, der meine Stelle bei scharfen Konkurrenzen gut vertreten wird!“

Nach dem Zweiten Weltkrieg wurden die Erfolge spärlicher und die Frauen schoben sich in den Vordergrund (Frauen-Leichtathletik wurde ab 1922 betrieben): Ludmila Dunst war Serienmeisterin im 800-Meter- und Crosslauf in den 1950er-Jahren und Monika Kager Anfang der 1960er-Jahre jeweils einmal Meisterin im 100-Meter- und 200-Meter-Sprint.
Auch drei Staffel-Staatsmeisterschaften gab es zu bejubeln, nämlich 1922 (3 × 1000 m), 1930 (4 × 1500 m) und 1954 (4 × 100 m mit dem 100-Meter-Staatsmeister von 1953, Manfred Sewera).
Selbstverständlich trat der GAK von Anfang an auch als Veranstalter von Leichtathletikkonkurrenzen, steirischen und österreichischen Meisterschaften in Erscheinung, u. a. gab es die ersten steirischen Leichtathletikmeisterschaften 1921 am GAK-Platz. Am spektakulärsten war wohl der Staffellauf „Rund um den Grazer Schlossberg“, der zwischen 1919 und 1969 vierzigmal zur Austragung kam (mit 17 Siegen der GAK-Staffel bis 1940).
→ Übersicht: Österreichische Staatsmeistertitel Leichtathletiksektion

### Weitere Sektionen
Noch ein paar Informationen zu anderen Sektionen:
- Feldhandball (1927 bis 1963, zweimaliger österreichischer Staatsmeister, fünffacher Vizemeister, neunfacher steirischer Meister, zahlreiche Teamspieler – die Sektion verlor dann mit dem aufkommenden Kleinfeldhandball bzw. durch die neue Basketballsektion an Bedeutung; bei den Damen gibt es steirische Meistertitel und zwei Vizestaatsmeistertitel zu verzeichnen, dazu mit Erika Hösch und Grete Sulzbacher zwei Nationalspielerinnen, die 1949 mit dem österreichischen Team Vizeweltmeisterinnen wurden)[361]
- Tischtennis (u. a. 3. Platz bei der österreichischen Tischtennis-Meisterschaften 1906 durch das Gründungsmitglied Julius Stanger oder steirischer Mannschaftsmeister 1947 und 1948, Sektion aus finanziellen Gründen aufgelöst und Übertritt der Spieler zur Grazer Polizeisportvereinigung, diese dann steirische Meister 1950 und Aufstieg in die Staatsliga)[362][363]
- Fechten (bis in die 1940er-Jahre mit Unterbrechungen, steirische Meistertitel, Podestplatzierungen bei nationalen Titelkämpfen)[363]
- Wintersport (bis in die 1930er-Jahre große Erfolge bei Schlitten- und Bobmeisterschaften, mehrere Staatsmeistertitel, z. B. acht durch Carl Markel im Skeleton, Naturbahnrodeln, Fünferbob oder vier durch Hans Volckmar im Zweierbob, dazu Olympiateilnehmer 1936 und WM-Bronze 1931, Hubert Pugl u. a. WM-Teilnehmer 1933 und mehrfacher steirischer Meister im Spezialspringen und Nordischer Kombination)[276]
- Radsport (v. a. in den Gründungsjahren zahlreiche steirische Meistertitel, z. B. steirischer Landesmeister im Straßenrennen 1905 durch Richard Baumgartner und 1906 durch Egon Schmitz oder steirischer Landesmeister im 100-km-Rennen 1907 Franz Seeger, nach dem Zweiten Weltkrieg noch Bahnradwettbewerbe am GAK-Platz)[364][365]
- Eiskunstlauf (1916–1921, 1932–1945, z. B. österreichische Vizestaatsmeister 1943 im Paarlauf durch Anneliese Wambera/Walter Hüttner oder 5 Bronzemedaillen bei den österreichischen Staatsmeisterschaften 1932, 1933 (jeweils Einzel), 1937 bis 1939 (im Paarlauf mit Pepo Jauernigg) sowie die Teilnahme bei den Eiskunstlauf-Weltmeisterschaften 1935 in Wien bei den Damen durch Helga Dietz-Schrittwieser)[276]
- Boxen (1929 bis 1933, schon 1920 ab es die erste Boxveranstaltung am GAK-Platz, zwischen 1929 und 1933 existierte auch ein sektionsähnlicher Betrieb mit Teilnahme an Wettkämpfen)[366][367][363]

→ Übersicht: Erfolge und Informationen zu den weiteren Sektionen

## Allgemeines
Der GAK war natürlich ob seiner Stellung als Pionier im steirischen und österreichischen Sport auch sportpolitisch aktiv, neben der Gründung des Deutsch-Alpenländischen Fußballverbandes 1911 (dem heutigen Steirischen Fußballverband), war man u. a. auch an der Gründung des österreichischen Schwimmverbandes 1908 oder des steirischen Tennisverbandes 1945 beteiligt. Besondere Bedeutung hatte der Beitritt des Vereins zum Allgemeinen Sportverband Österreichs (ASVÖ) nach dem Zweiten Weltkrieg, dessen langjähriger (Ehren-)Präsident Armin Arbeiter selbst ein erfolgreicher GAK-Leichtathlet und Funktionär war. Da er von 1941 bis 1945 den Verein führte, musste er sich einem Entnazifizierungsverfahren stellen und wurde als „minderbelastet“ eingestuft. Mit der Mitgliedschaft beim ASVÖ war im Übrigen auch der Status der Sportanlage in der Körösistraße gesichert, der ASVÖ kaufte 1952 die Grundstücke und verpachtete diese an den Klub. Bis heute sind die GAK-Zweigvereine (wie der Stammverein) Mitglied dieses Sportverbandes.
→ Übersicht: Die Geschäftsführenden Obmänner des Gesamtvereins ab 1902